# Memmingen

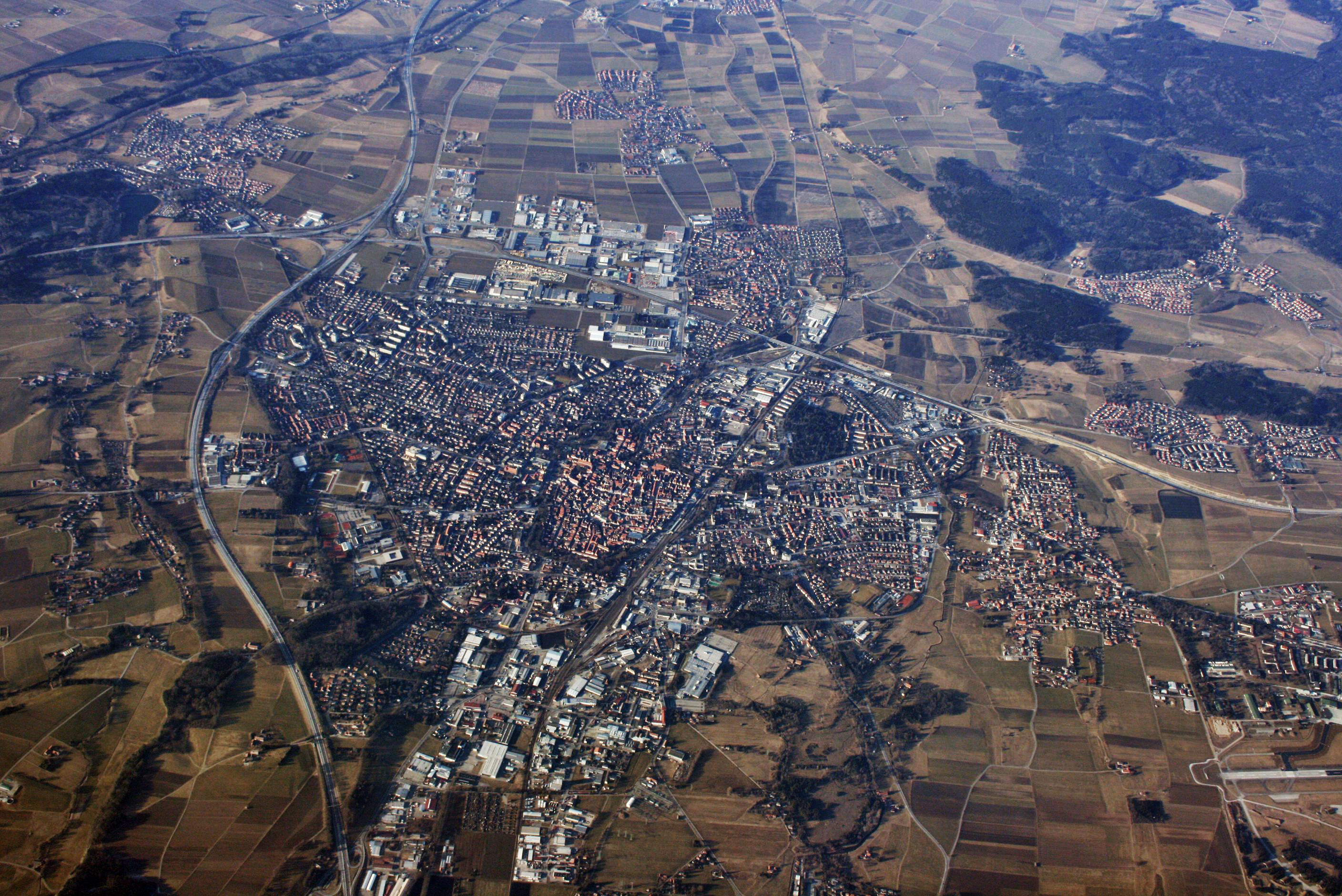
Memmingen

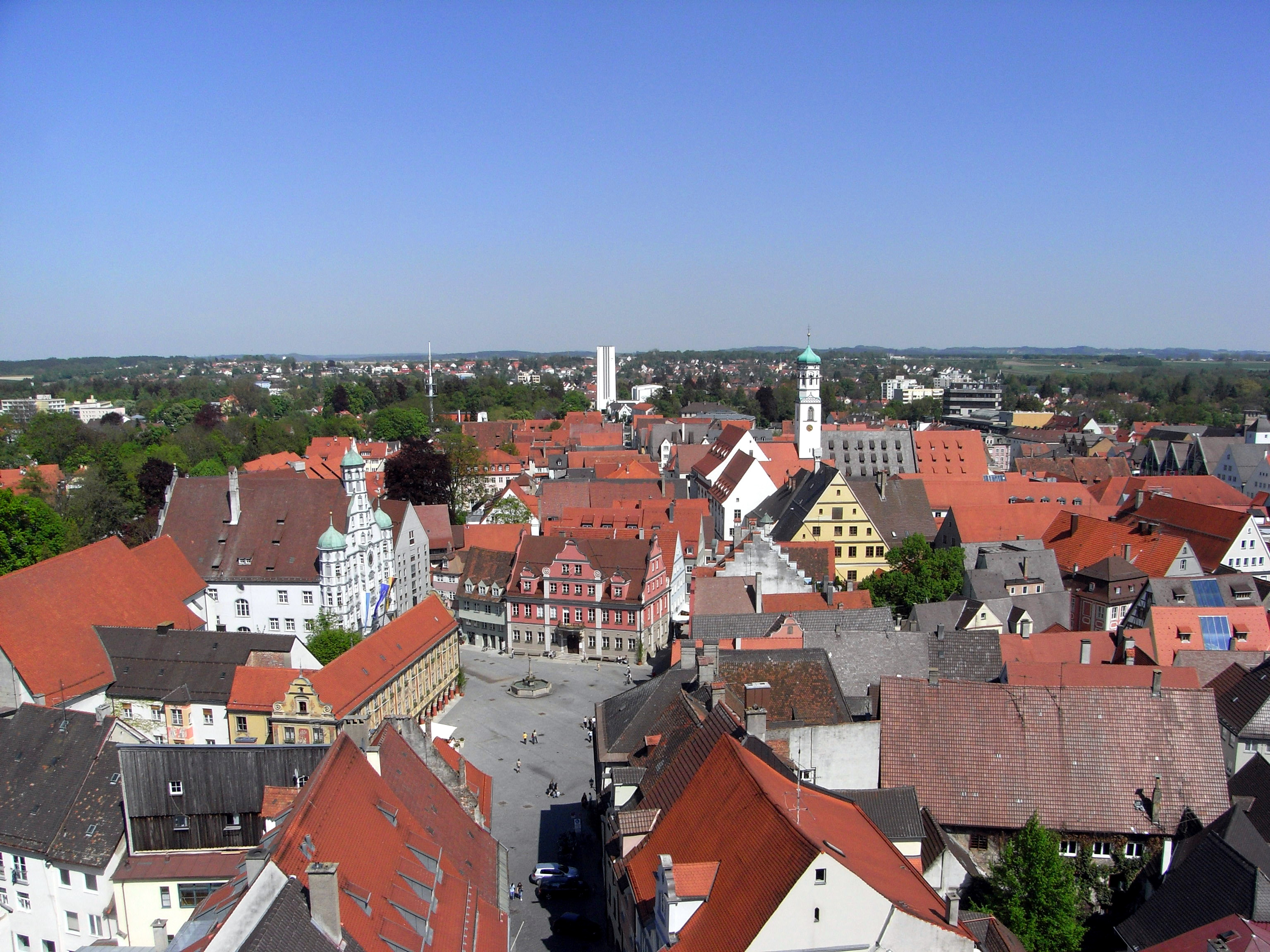
Der Memminger Marktplatz – die Keimzelle der Stadt

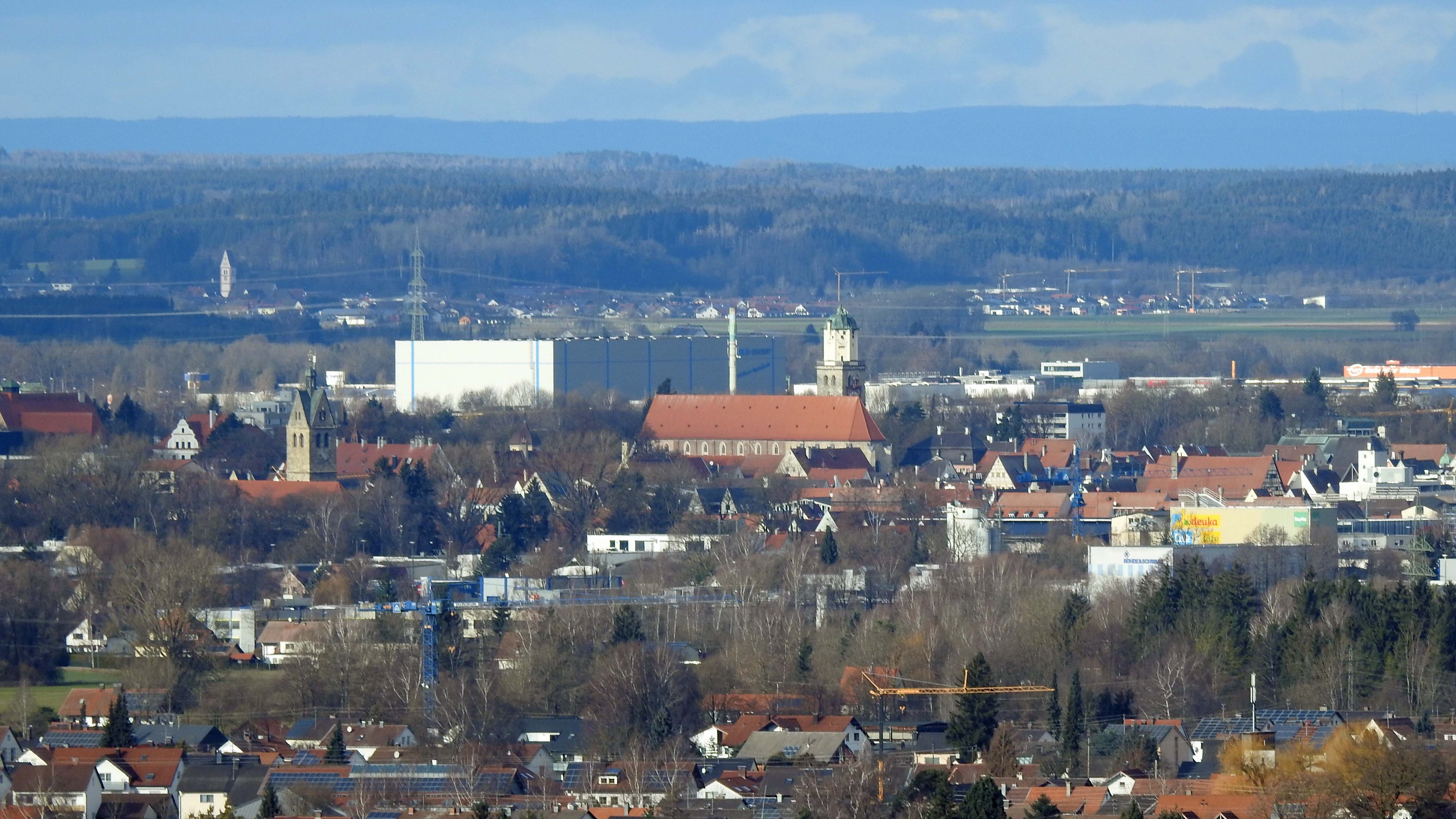
Memmingen von Südosten, im Hintergrund das württembergische Berkheim, am Horizont die Schwäbische Alb

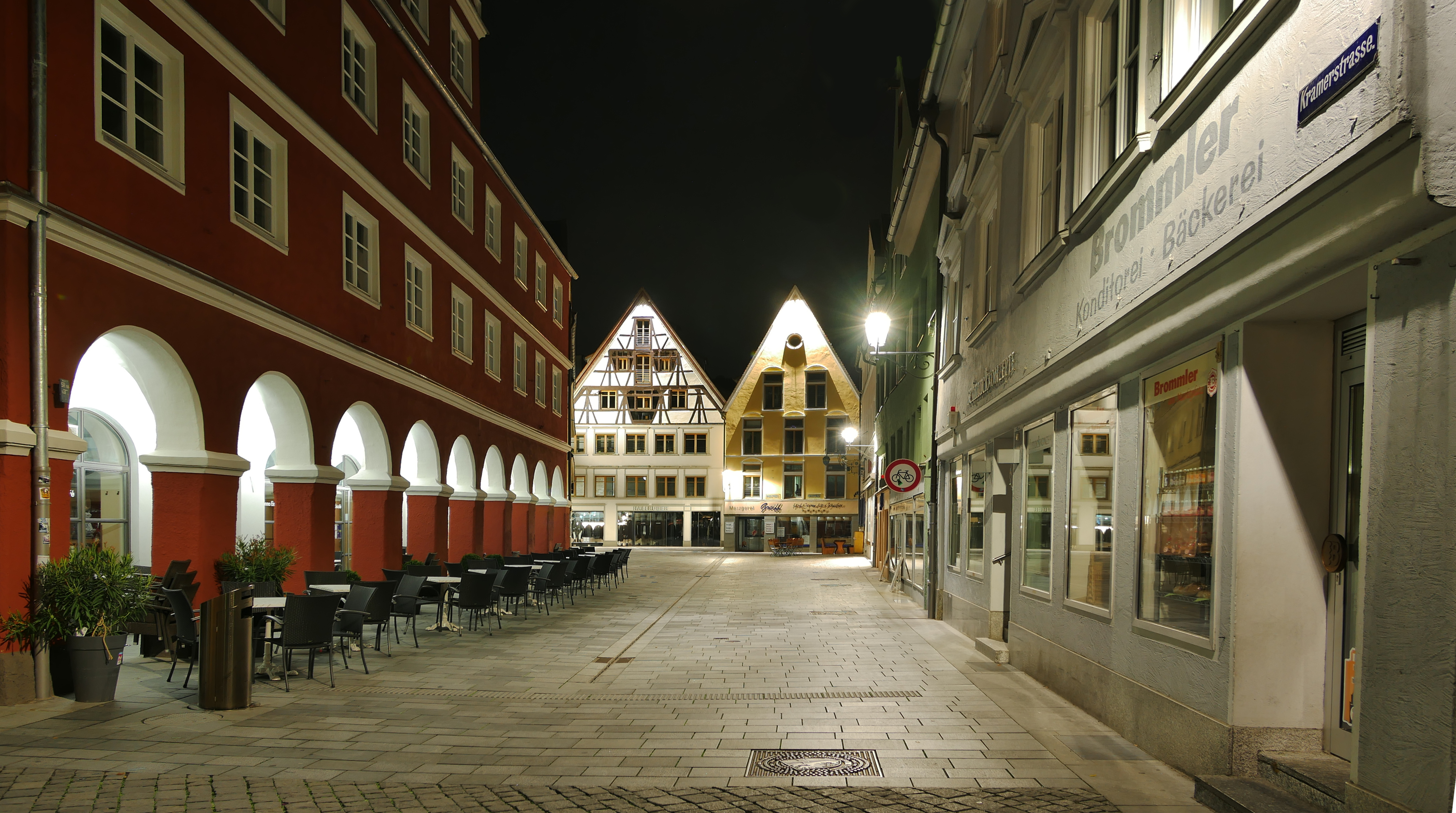
Gassen der historischen Altstadt (Beispiel Kramerstraße)

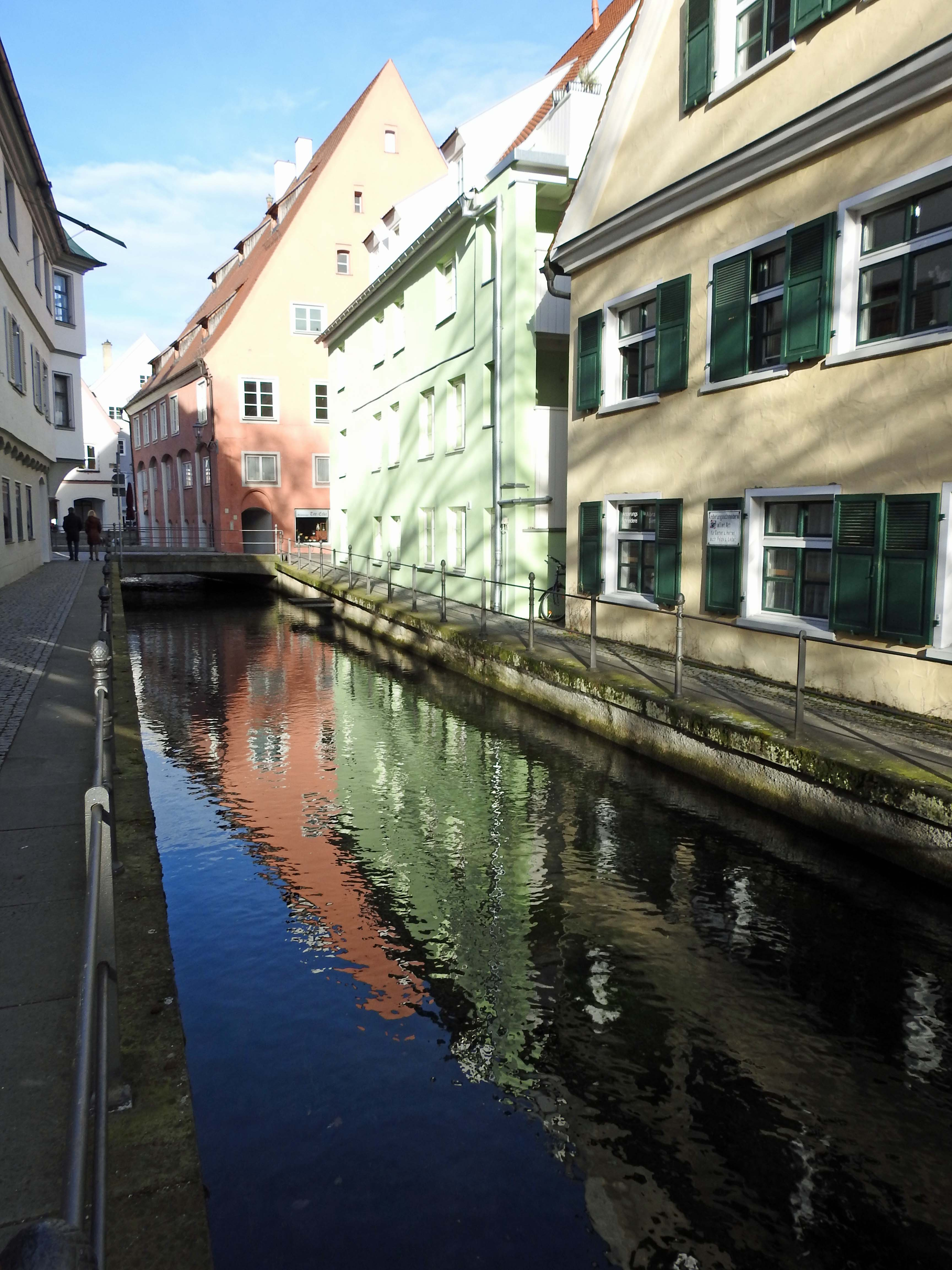
Obere Bachgasse mit Stadtbach

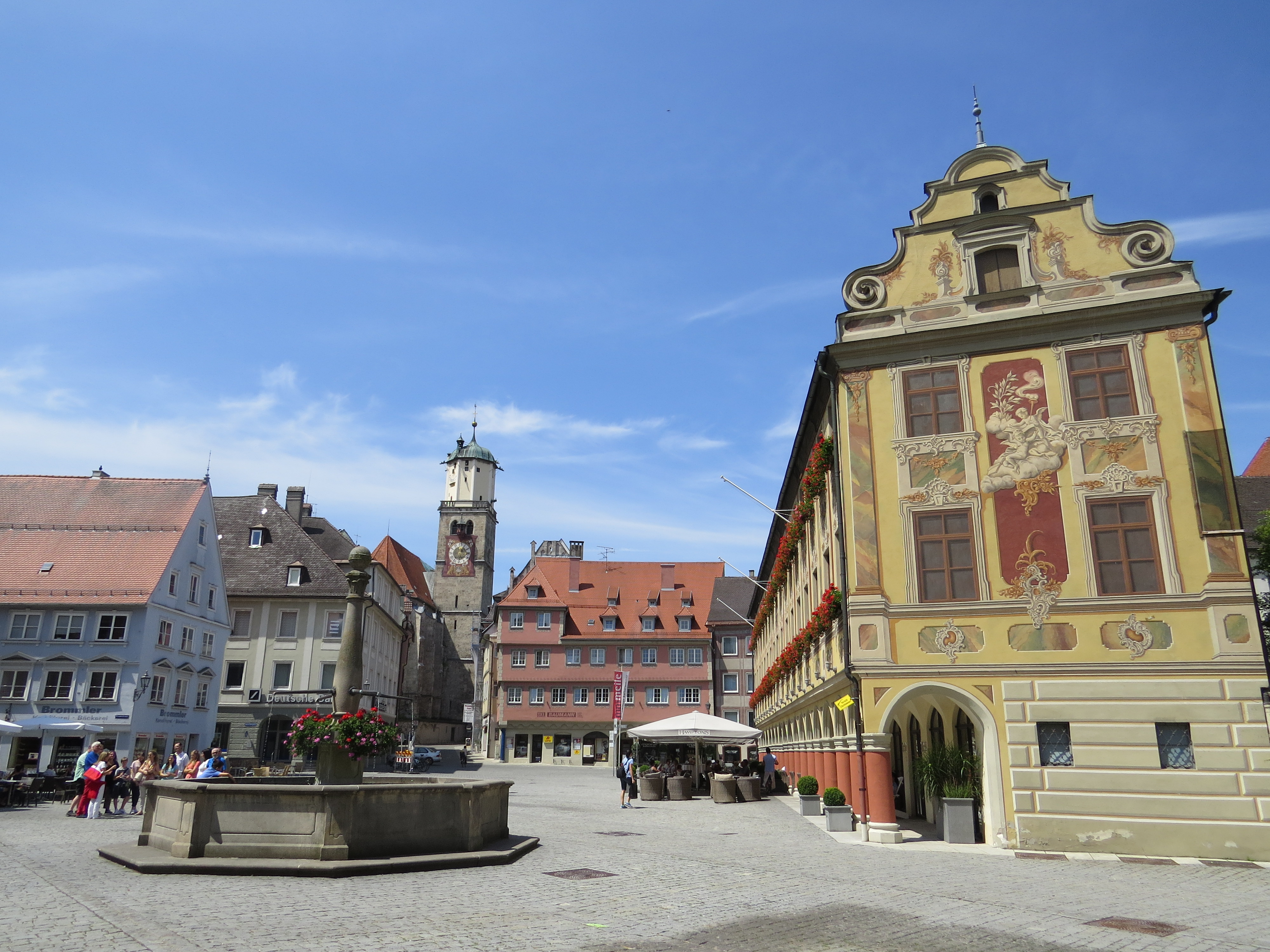
Marktplatz in Memmingen

Memmingen ['mɛmɪŋən] ⓘ ist eine kreisfreie Stadt im bayerischen Regierungsbezirk Schwaben. Die frühere Reichsstadt ist Oberzentrum sowie Schul-, Verwaltungs- und Handelszentrum in der Region Donau-Iller. Das Stadtgebiet grenzt im Westen an die Iller, die hier die Grenze zu Baden-Württemberg bildet, und ist nach Norden, Osten und Süden sowie im Westen mit dessen Exklave Buxheim vom Landkreis Unterallgäu umgeben.
Die in Oberschwaben liegende Stadt ist mit 44.192 (Stand: 31. Dezember 2024) die fünftgrößte Stadt im Regierungsbezirk Schwaben. Die Ursprünge der Stadt reichen bis in die Römerzeit. Die Altstadt gehört mit ihren vielen Plätzen, Bürger- und Patrizierhäusern, Palästen und der Stadtbefestigung zu den am besten erhaltenen Städten Süddeutschlands. Durch die gute Verkehrsanbindung auf Straße, Schiene und in der Luft ist sie der Verkehrsknoten Oberschwabens, des Allgäus und Mittelschwabens.
Der örtliche Slogan lautet „Memmingen – Stadt mit Perspektiven“. In neuerer Zeit kommt auch „Memmingen – Stadt der Freiheitsrechte“ auf, was vor allem mit den historischen Zwölf Artikeln und dem Memminger Freiheitspreis 1525 zusammenhängt. Alle vier Jahre zu den Wallensteinfestspielen ist auch der Beiname „Wallensteins Memmingen“ üblich.

## Geographie

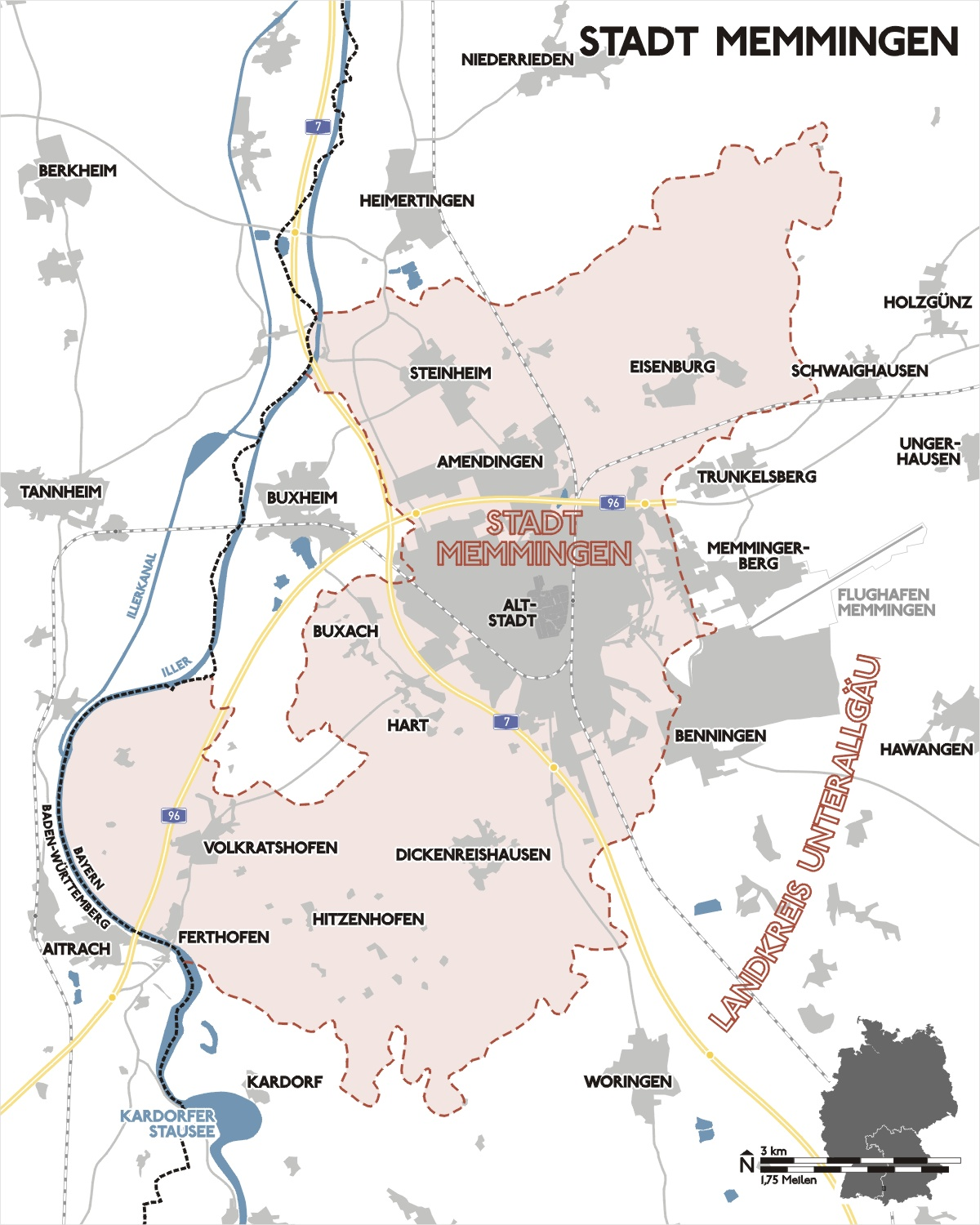
Übersichtskarte

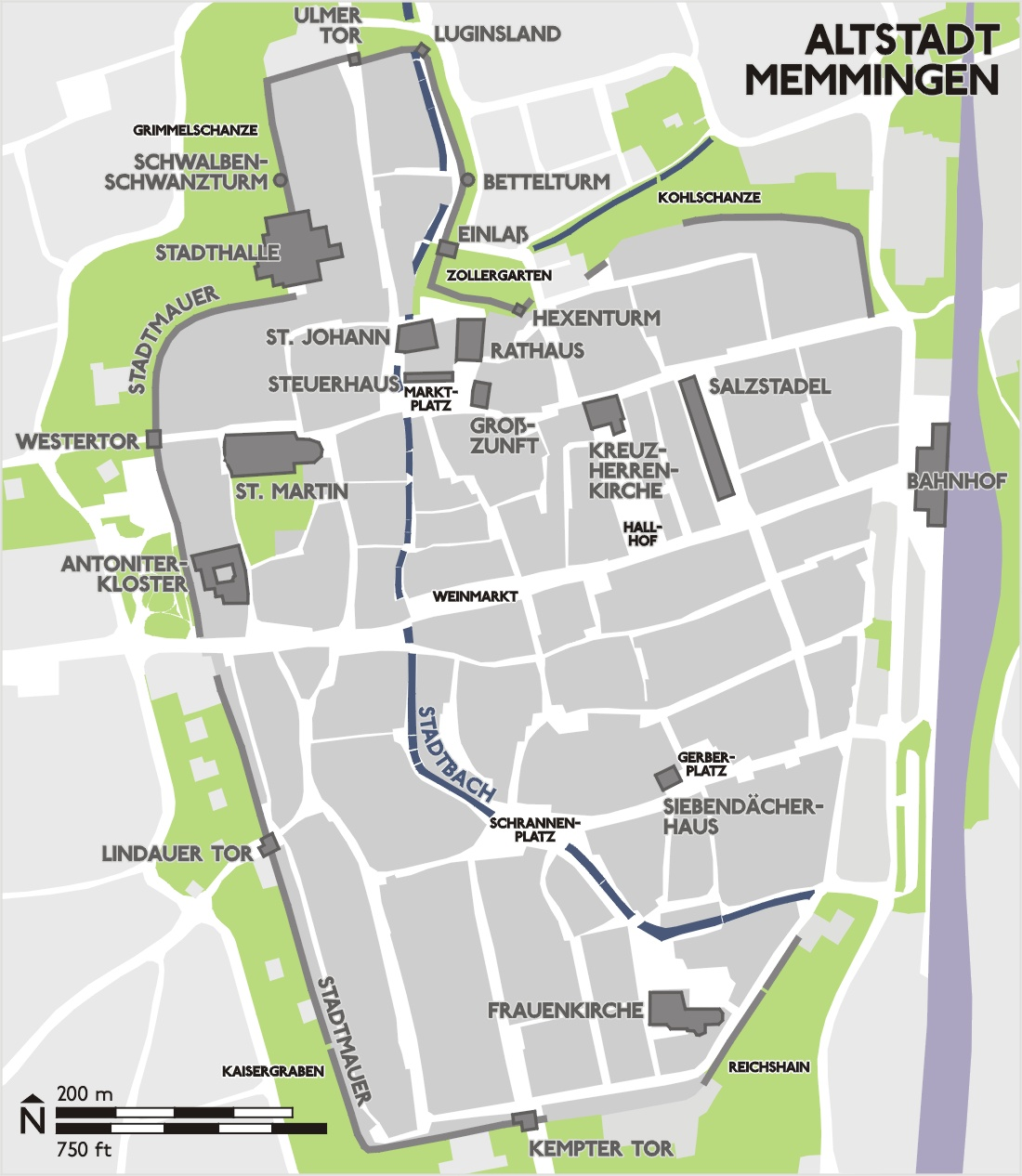
Altstadt mit Sehenswürdigkeiten

### Geographische Lage
Memmingen liegt nahe der bayerischen Westgrenze zu Baden-Württemberg an der Iller, etwa 50 Kilometer südlich von Ulm und 115 Kilometer südwestlich von München im Memminger Trockental, das dem Iller-Gletscher während der letzten Eiszeit als Hauptabflussrinne diente. Das Memminger Trockental gehört geographisch zum Bereich Ober- beziehungsweise Mittelschwaben. Natürlich begrenzt wird das Stadtgebiet im Westen durch die Buxacher Halde, im Südosten durch das Benninger Ried, im Osten durch die Talflanke, auf der die Gemeinde Memmingerberg liegt. Im Nordosten begrenzt der Ortsteil Eisenburg das Stadtgebiet. Die Frage, ob Memmingen im Allgäu liegt, wird von der Stadtverwaltung aus touristischen Gründen meist bejaht. Aufgrund der kultur- und bauhistorischen Geschichte ist Memmingen jedoch dem Bereich Oberschwaben zuzurechnen.

### Geologie
Memmingen befindet sich auf einem alten Gletscherplateau. Der Boden ist in der Kernstadt meist sandig, in den Ortsteilen und im Memminger Westen lehmig. An einigen Stellen hat der Gletscher Kies hinterlassen (z. B. auf der Steinheimer Flur). Im Osten ist der Grundwasserspiegel sehr hoch (meist 1,5–2,5 Meter unter der Erdoberfläche); dort entspringen viele kleinere Bäche. Die Stadt liegt teilweise auf altem Moorgebiet. Von dort wurden bereits zur Zeit der Stadtgründung Gewässer gebündelt und in die Stadt geleitet. Dadurch entstand die Memminger Ach. Das Industriegebiet Nord befindet sich auf einem fruchtbaren, humusreichen Boden und war ehemals die Kornkammer Oberschwabens. Heute werden nur noch Randgebiete in Richtung Heimertingen und Buxheim landwirtschaftlich genutzt. Der Ortsteil Eisenburg liegt auf einer Ansammlung von größeren, durch den Gletscher zusammengedrückten Steinformationen, die ein eigenes Hochplateau bilden.
Geografische Daten der Stadt Memmingen:
- Tiefster Punkt: 561 m ü. NN (Iller bei Egelsee)
- Höchster Punkt: 679 m ü. NN (Wasserspeicher im Eisenburger Wald)
- Das Ortsmittel beträgt 595 m ü. NN (Marktplatz)

### Ausdehnung des Stadtgebiets
Das Stadtgebiet Memmingens misst in der größten Nord-Süd-Ausdehnung 14,6 Kilometer, in der Ost-West-Richtung sind es 11,4 Kilometer. Der Umfang der Stadt beträgt 82,469 Kilometer. Die Gesamtfläche beträgt 70,14 Quadratkilometer, davon sind 3481 Hektar landwirtschaftliche Nutzfläche und 1709 Hektar Wald. Die Gewässerflächen betragen 52, die öffentlichen Verkehrsflächen 531 und die Erholungs- und Grünflächen 70 Hektar.

### Stadtgliederung
Stadtviertel und Ortsteile: Memmingen, Altstadt, Amendingen, Aumühle, Baltensiedlung, Baumsiedlung, Blumensiedlung, Berliner Freiheit, Bleiche, Brunnen, Buxach, Buxachermühle, Buxachtal, Dichterviertel, Dickenreishausen, Dobelhalde, Egelsee, Eisenburg, Ferthofen, Galgenberg, Galgenberghalde, Grünenfurt, Hart, Hitzenhofen, Hühnerberg, Im Dickenreis, Illerfeld, Kalkerfeld, Kälberhalde, Künersberg, Künstlerviertel, Mitteresch, Musikerviertel, Neue Welt, Oberesch, Ölmühle, Pulverbauer, Priemen, Römersiedlung, Schnaid, Spitalmühle, Stadelesmühle, Steigmühle, Steinheim, Straßbauer, Straßbauerhölzl, Teichgarten, Unterhart, Unteresch, Volkratshofen, Wegmann und Weidenbühl.
Es existieren die Gemarkungen Memmingen, Amendingen, Buxach, Dickenreishausen, Eisenburg, Ferthofen, Steinheim und Volkratshofen.

### Klima
Memmingen liegt mit der Jahresdurchschnittstemperatur und der Niederschlagsmenge in der gemäßigten Zone. Der Niederschlag ist meist etwas höher und die Tiefsttemperaturen etwas niedriger als der Durchschnitt. Im Frühjahr und Herbst ist durch die nahe Iller und die durch die Stadt fließende Memminger Ach dichter Nebel in der Altstadt und den westlichen Ortsteilen recht häufig. Der kälteste Monat ist der Januar mit einer durchschnittlichen Tagestiefsttemperatur von −5 °C und einer durchschnittlichen Tageshöchsttemperatur von +2 °C. Die wärmsten Monate sind Juli und August mit je 12 °C durchschnittlicher Tiefsttemperatur und 24 °C durchschnittlicher Höchsttemperatur.
|                        | Jan  | Feb  | Mär  | Apr  | Mai   | Jun   | Jul   | Aug   | Sep  | Okt | Nov  | Dez  |   |         |
| Mittl. Temperatur (°C) | −1,5 | −0,2 | 3,2  | 7,1  | 11,9  | 15,3  | 17,2  | 16,4  | 13,2 | 8,3 | 2,9  | −0,5 | ⌀ | 7,8     |
| Mittl. Tagesmax. (°C)  | 2    | 4    | 8    | 11   | 17    | 20    | 24    | 24    | 19   | 14  | 7    | 4    | ⌀ | 12,9    |
| Mittl. Tagesmin. (°C)  | −5   | −4   | 0    | 6    | 8     | 10    | 12    | 12    | 9    | 5   | 0    | −3   | ⌀ | 4,2     |
|                        |      |      |      |      |       |       |       |       |      |     |      |      |   |         |
| Niederschlag (mm)      | 50,7 | 49,9 | 58,9 | 82,8 | 105,7 | 135,4 | 122,4 | 130,5 | 91,8 | 64  | 68,5 | 56,5 | Σ | 1.017,1 |

| −5 |

| −4 |

| 0 |

| 6 |

| 8 |

| 10 |

| 12 |

| 12 |

| 9 |

| 5 |

| 0 |

| −3 |

| −5 |

| −4 |

| 0 |

| 6 |

| 8 |

| 10 |

| 12 |

| 12 |

| 9 |

| 5 |

| 0 |

| −3 |

| N i e d e r s c h l a g | 50,7 | 49,9 | 58,9 | 82,8 | 105,7 | 135,4 | 122,4 | 130,5 | 91,8 | 64  | 68,5 | 56,5 |
|                         | Jan  | Feb  | Mär  | Apr  | Mai   | Jun   | Jul   | Aug   | Sep  | Okt | Nov  | Dez  |

## Geschichte

### Geschichte der Stadt Memmingen
Die erste Besiedlung bereits in der Steinzeit ist durch Funde an der Iller bei Ferthofen belegt. Erste Baufunde stammen aus der Römerzeit. Vermutlich befand sich dort ein kleiner Wacht- und Siedlungsposten. Hierfür kommen zwei Namen, Cassiliacum oder Viaca, in Betracht. Reste der Siedlung befinden sich unter der St.-Martins-Kirche und dem Antoniterkloster. Ob nach Abzug der Römer ein neuer Herr die Siedlung übernahm, ist nicht feststellbar. Da der Einflussbereich des Klosters St. Gallen kurz vor Memmingen endete, müssen vor allem im Kloster Augsburg Unterlagen über die Fluren vorhanden gewesen sein. Durch die mehrmalige Zerstörung der Augsburger Bibliothek gingen Dokumente verloren. Aufgrund der Endung -ingen kann allerdings von einer Namensgebung um das 4. und 5. Jahrhundert ausgegangen werden. Ziemlich sicher ist, dass im 5. Jahrhundert eine alemannische Siedlung gegründet wurde. Ab dem 7. Jahrhundert wird ein fränkischer Königshof vermutet. Damals könnte eine erste Kirche erbaut worden sein. Unter der Frauenkirche befinden sich Reste romanischen beziehungsweise frühromanischen Baustils. Der Name Memmingen ist vermutlich auf einen Königshof bei der Siedlung des Mammo zurückzuführen. Im Laufe der Zeit verschwand die Siedlung und nur der Name blieb erhalten.
Durch die Salzstraße von Böhmen, Österreich und München nach Lindau und die Straße von Norddeutschland in die Schweiz und nach Italien erlangte der Handelsposten zunehmende Bedeutung. Erstmals erwähnt wurde der Ort Mammingin im Jahre 1128 in einer im Kloster Ochsenhausen verfassten Urkunde, in der die Verhandlung eines Streitfalles und ein Landtag von 1099 erwähnt werden. Daraus ist zu schließen, dass Memmingen für die Welfen bereits ein bedeutender Ort war, da Landtage nur in machtpolitischen Zentren stattfanden. Der Ort Memmingen ist relativ schnell zur Stadt herangewachsen. Verschiedene Funde bei Ausgrabungen 1991 im Bereich des Antoniterklosters und des Marktplatzes belegen, dass die Besiedelung im 9. Jahrhundert noch relativ klein war. Im 11. und 12. Jahrhundert ist allerdings ein hohes Bevölkerungswachstum erkennbar. Der andauernde Streit mit den Welfen veranlasste 1130 den Staufer Friedrich von Schwaben, neben Memmingen auch Ravensburg und Altdorf (heute Weingarten) zu zerstören. Memmingen brannte damals bis auf die Grundmauern ab. Noch heute zeugen Aschespuren im Boden von diesem Ereignis. 1142 siegelte Heinrich der Löwe in der Villa nostra Maemingen. Im Februar 1151 trafen sich in der Stadt Heinrich der Löwe, Welf VI., der Stauferherzog Friedrich II. von Schwaben, Graf Adolf II., Graf Gottfried von Ronsberg sowie mehrere staufische und welfische Ministeriale, um einen Kompromiss im Streit zwischen den Welfen und den Staufern zu finden. Dies zeigt, welch hohen Rang der Ort bereits zu dieser Zeit gehabt haben muss.
Im Jahr 1158 wurde Memmingen durch Herzog Welf VI. zur Stadt erhoben. Nach dessen Tod ging 1191 die Stadt an den Staufer Konrad, den Bruder Kaiser Heinrichs VI. Der letzte Staufer, Konradin von Hohenstaufen, starb 1268 in Neapel. Damit fiel die Stadt an das Reich zurück, wurde 1286 durch den römisch-deutschen König Rudolf I. von Habsburg zur Freien Reichsstadt erklärt und damit direkt dem deutschen König unterstellt. Sie erhielt die königliche Bestätigung des tradierten Stadtrechts und wurde mit Überlinger Recht ausgestattet. Zehn Jahre später erhielt Memmingen zusätzlich das Ulmer Recht. Vom 14. bis zum 16. Jahrhundert war die Blütezeit der Reichsstadt. Dies zeigte sich vor allem in der regen Bautätigkeit, im Handel und im Aufblühen der Kultur.

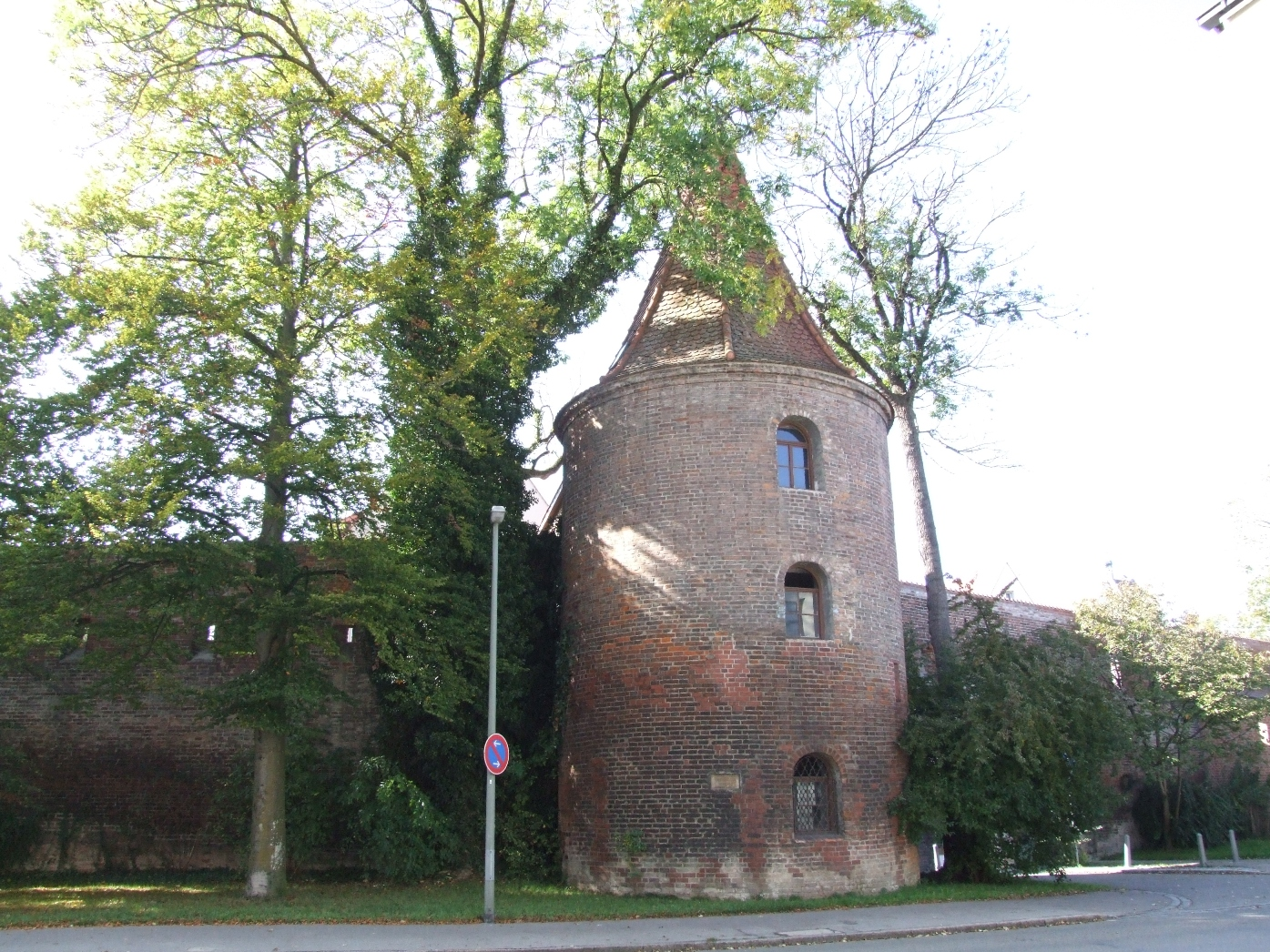
Der 1471 erbaute Bettelturm

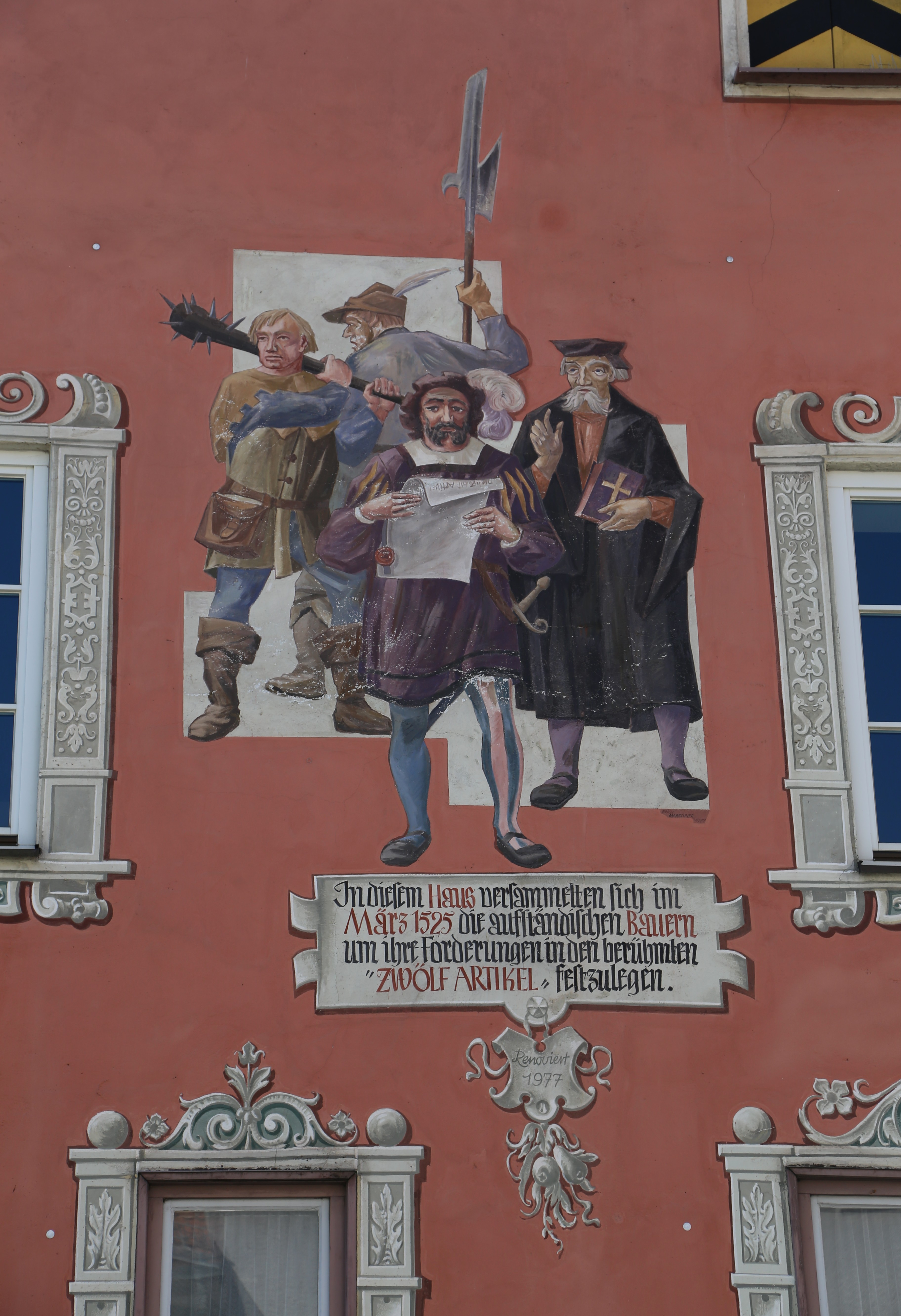
Fassade der Kramerzunft am Weinmarkt in Memmingen. Motiv: Verlesung der 12 Artikel des Bauernaufstandes.

1445 wurde die Stadt letztmals mit einem Mauergürtel, dem Ulmer Tor und vier neuen Türmen erweitert. 1478 errichtete Peter Fort eine Papiermühle. 1480 eröffnete Albrecht Kunne aus Duderstadt ein Druck-Offizin, das bis 1520 rund 200 verschiedene Drucke veröffentlichte. Unter anderem wurde dort 1519 America als Bezeichnung des neuen Kontinents verwendet. Es ist einer der frühesten Belege für diesen Namen, der 1507 von dem Kartografen Martin Waldseemüller erstmals verwendet worden war (Jacob Stoppls Repertorium in formam alphabeticam …).
Im 15. und 16. Jahrhundert besuchte Kaiser Maximilian I. die Stadt insgesamt dreizehn Mal. Er nannte sie seine Ruh- und Schlafzell. Den wohl größten Künstler der Stadt, Bernhard Strigel, ernannte er zu seinem Haus- und Hofmaler, der ihn erstmals 1504 porträtierte. Zu dieser Zeit entstand das Chorgestühl in St. Martin, das zu den bedeutendsten Deutschlands zählt. Der großen Handelstätigkeit der Patrizierfamilien der Stadt ist es zu verdanken, dass sie zu Reichtum kam. Bereits 1505–1506 unternahm die Große Deutsche Kompagnie die erste Handelsfahrt von Portugal nach Indien. Die Vöhlin aus Memmingen, neben den Welsern aus Augsburg die zweiten Teilhaber der Kompagnie, finanzierten zwei Schiffe dieser Kompanie.
Ab 1513 wurde in Memmingen die Reformation in Kirchenfragen eingeführt. Anfänglich war sie eine vom Volk ausgehende Bewegung. Nach der Memminger Disputation von 1525 gewann diese an Fahrt. Die Bevölkerung Memmingens verbündete sich im Bauernkrieg mit den aufständischen Bauern. Die oberschwäbischen Bauernhaufen hielten ihre Versammlung in Memmingen ab und gründeten dort ihre Christliche Vereinigung. Im Februar/März 1525 wurden die Zwölf Artikel verfasst, deren Urheberschaft gewöhnlich Sebastian Lotzer und Christoph Schappeler, einem Kürschnergesellen und einem Prädikanten in Memmingen, zugesprochen wurde. Nach einer Definition von Peter Blickle, die er erstmals 1974 veröffentlichte, waren die Zwölf Artikel „Beschwerdeschrift, Reformprogramm und politisches Manifest“ zugleich. Die Aktion der Bauern war nach ihm die erste verfassungsgebende Versammlung auf deutschem Boden. Blickle machte sich weiter eine Aussage des ehemaligen Bundespräsidenten Johannes Rau zu eigen, in der er die Zwölf Artikel „im Kern die Überzeugung von der Universalität der Menschenrechte“ nannte. „Mit dieser Überzeugung weisen sie weit über ihre Zeit hinaus. Als die Mütter und Väter den Artikel 1 des Grundgesetzes formuliert haben – «Die Würde des Menschen ist unantastbar» –, war das auch ein fernes Echo der Bauernartikel.“ Als zweites, nicht minder wichtiges Dokument gilt die Bundesordnung. Die Zusammenkunft aufgrund dieser Vereinbarung gilt als die erste verfassungsgebende Versammlung auf deutschem Boden. Auch dadurch hielt die Reformation recht früh Einzug in der Stadt.
Der Konstanzer Reformator Ambrosius Blarer wirkte hier, und von St. Martin wurde die neue Lehre in die umliegenden Städte getragen. Memmingen bildete damit das religiöse Zentrum Oberschwabens, Mittelschwabens und des Allgäus. Dadurch gehörte die Stadt im Jahr 1529 zu den Vertretern der protestantischen Minderheit (Protestation) am Reichstag zu Speyer. Ihre Bürgerschaft forderte die ungehinderte Ausbreitung des evangelischen Glaubens. Bürgermeister Melchior Stebenhaber von Hetzlinshofen (1536–1585) unterzeichnete 1579 für den Rat der Stadt Memmingen die lutherische Konkordienformel von 1577.

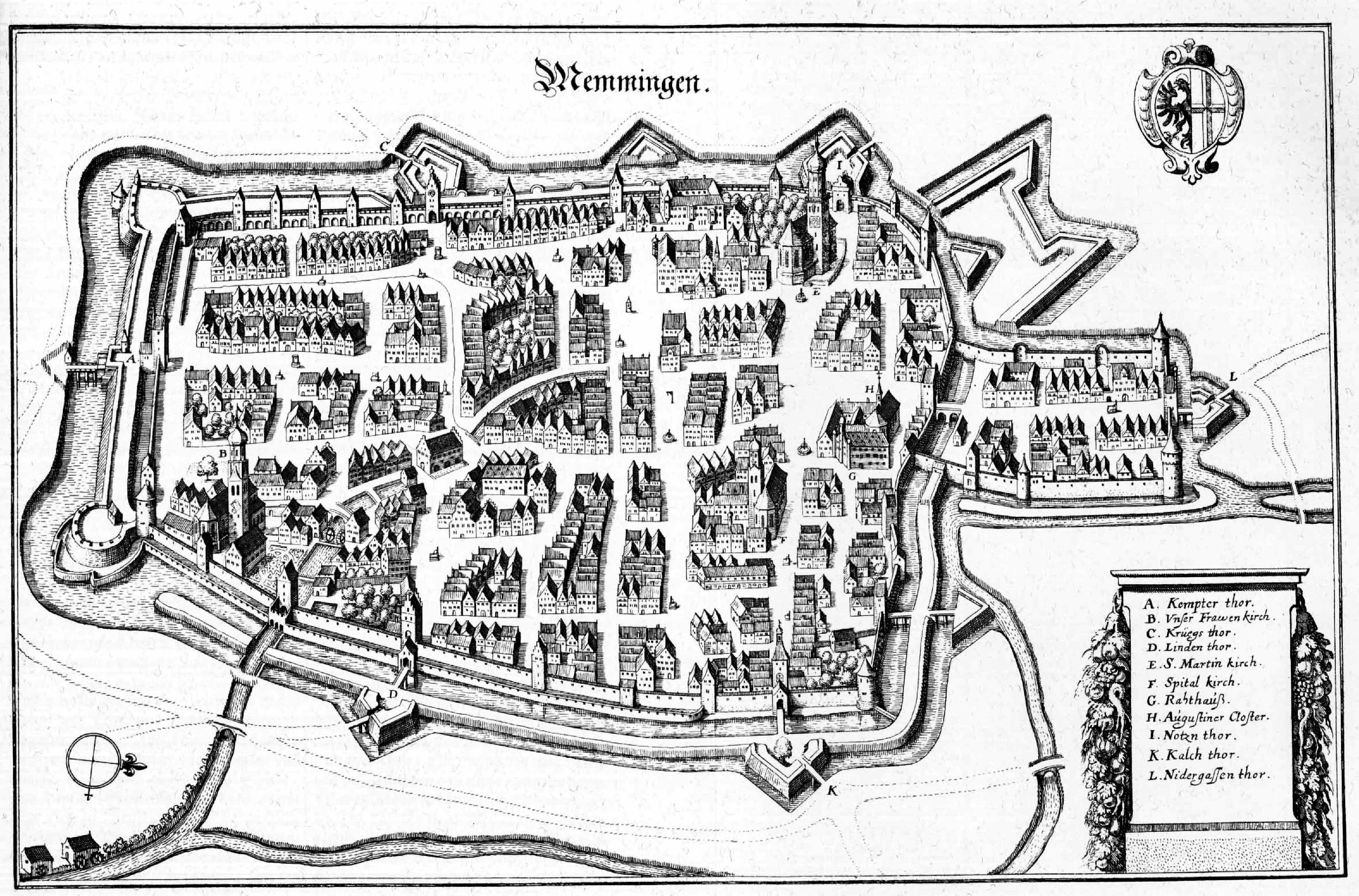
Memmingen um 1650, Kupferstich von Merian

1630 rückte die Stadt wieder in den Blickpunkt der europäischen Politik, als der Generalissimus Wallenstein im Dreißigjährigen Krieg in die Stadt einzog und dort für einige Wochen Ruhe in den Wirren der Zeit durchsetzte. In der Stadtchronik heißt es: „Es hat Glück und Heyl gewest!“. Dort wurde er als Oberbefehlshaber der Kaiserlichen abgesetzt. Der Schwedenkönig Gustav Adolf weilte 1632 in der Reichsstadt. Drei Jahre später wurde die Stadt von den kaiserlichen Truppen belagert und eingenommen. Danach verblieb lange eine kurbayerische Besatzung in Memmingen, bis Kurfürst Maximilian I. die Stadt Anfang 1647 trotz ihrer Stellung als Reichsstadt im Waffenstillstand von Ulm an schwedische Truppen übergab. Nach Aufkündigung des Waffenstillstands im September belagerten bayerische und kaiserliche Truppen unter Adrian von Enkevort Memmingen und zwangen die schwedische Garnison Ende November zur Kapitulation. Durch Kanonen- und Mörserbeschuss wurden das Lindauer Tor und einige Wohnhäuser zerstört sowie viele Dächer beschädigt. Der bayerische Generalwachtmeister Johann von Winterscheidt wurde letzter Stadtkommandant; seine Truppen blieben über den Westfälischen Frieden hinaus und wurden erst am 5. Oktober 1649 aufgelöst.
Erneut für kurze Zeit bayerisch wurde Memmingen 1702, nachdem bayerische Truppen die Stadt nach einer Belagerung eroberten. Im Rahmen der Mediatisierung nach dem Reichsdeputationshauptschluss fiel die Stadt 1803 an das Kurfürstentum Bayern. 1805 wurde sie durch französische Truppen letztmals belagert und eingenommen. Zu dieser Zeit war Memmingen bekannt für sein Kunsthandwerk. So ließ sich beispielsweise der letzte russische Zar in Memmingen das noch heute erhaltene schmiedeeiserne Eingangstor für seine Residenz in Sankt Petersburg fertigen.

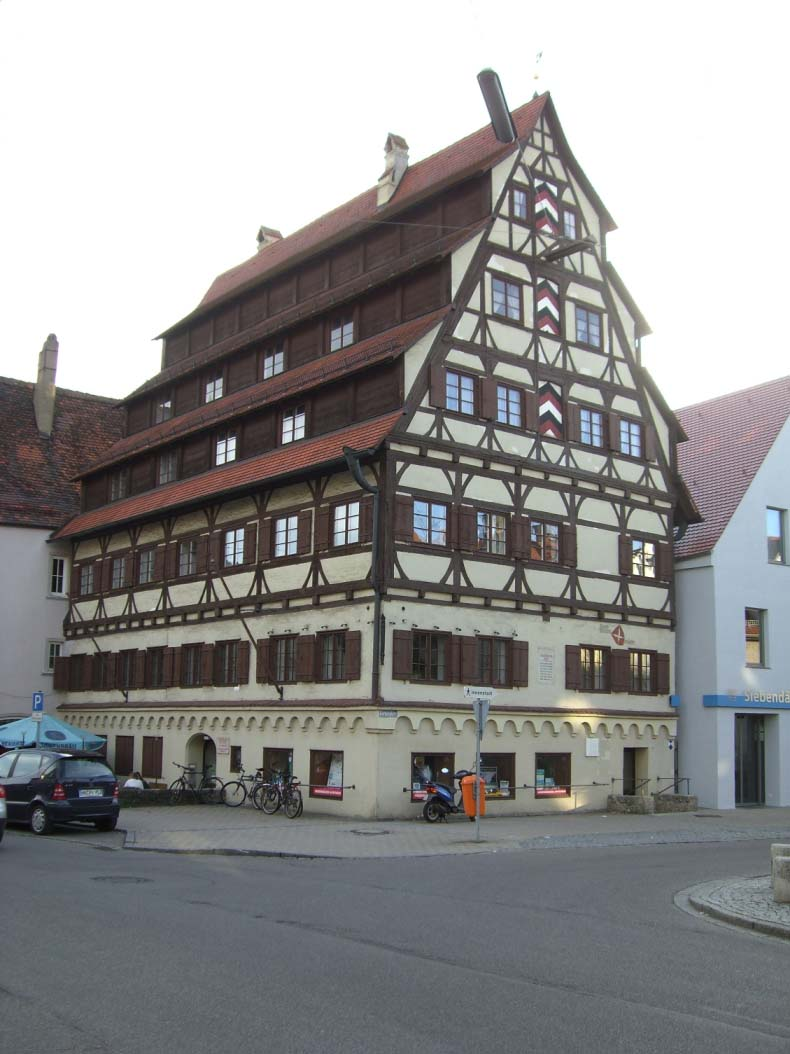
Das gerettete Siebendächerhaus

Aus dem Kurfürstentum Bayern entstand 1806 das Königreich Bayern. Mit der Zugehörigkeit zum Königreich Bayern verlor die Reichsstadt das vom römisch-deutschen König Albrecht II. von Habsburg 1438 verliehene Privileg der Blutgerichtsbarkeit. Am 7. Juni 1834 fand vor 20.000 Schaulustigen in Memmingen die letzte öffentliche Exekution statt. Es war die Giftmörderin Ursula Brandmüller aus Dickenreishausen.
Im 19. Jahrhundert war ein langsamer wirtschaftlicher Niedergang zu beobachten, der sich erst 1862 mit dem städtischen Bau der Bahnstrecke Neu-Ulm–Kempten verlangsamte. Diese führte zu einer neuen wirtschaftlichen Blüte. In den Jahren 1927–1929 wurde der größte Kirchenbau zwischen dem Ersten und dem Zweiten Weltkrieg in Deutschland in Memmingen errichtet (St. Josef). Bürgermeister Berndl blieb während der nationalsozialistischen Zeit im Amt. Wie in fast allen deutschen Städten wurde Adolf Hitler die Ehrenbürgerschaft der Stadt verliehen und ein Platz nach ihm benannt. Die 1909 eingeweihte Memminger Synagoge am Schweizerberg wurde in den Novemberpogromen 1938 zerstört, die jüdischen Bürger wurden aus Deutschland deportiert und die meisten davon in den Vernichtungslagern ermordet. Das Gedenkbuch des Bundesarchivs für die Opfer der nationalsozialistischen Judenverfolgung in Deutschland (1933–1945) verzeichnet namentlich 58 jüdische Einwohner Memmingens, die deportiert und größtenteils ermordet wurden. Heute erinnert ein Gedenkstein am Platz der früheren Synagoge an sie. Während des Zweiten Weltkriegs blieb Memmingen nicht von Luftangriffen der Alliierten verschont; Grund dafür war der Fliegerhorst Memmingerberg der Luftwaffe. Bei zwei Bombenangriffen wurde fast die gesamte südliche Altstadt, das Gerberviertel, dem Erdboden gleichgemacht. Insgesamt wurden über 30 % der Wohnbebauung zerstört, darunter Gebäude wie das Siebendächerhaus, das jedoch sofort abgestützt und so vor der völligen Zerstörung bewahrt wurde. Auch das Bahnhofsviertel wurde zerstört. So kam Memmingen zu seinem dritten Bahnhofsbau, der bis zum Ende des 20. Jahrhunderts stand. Im Lager für Kriegsgefangene Stalag VII B am Hühnerberg waren über 1250 Menschen untergebracht, teilweise auch in Turnhallen, da das Lager überfüllt war. Oberbürgermeister Berndl übergab die Stadt widerstandslos den alliierten Streitkräften.

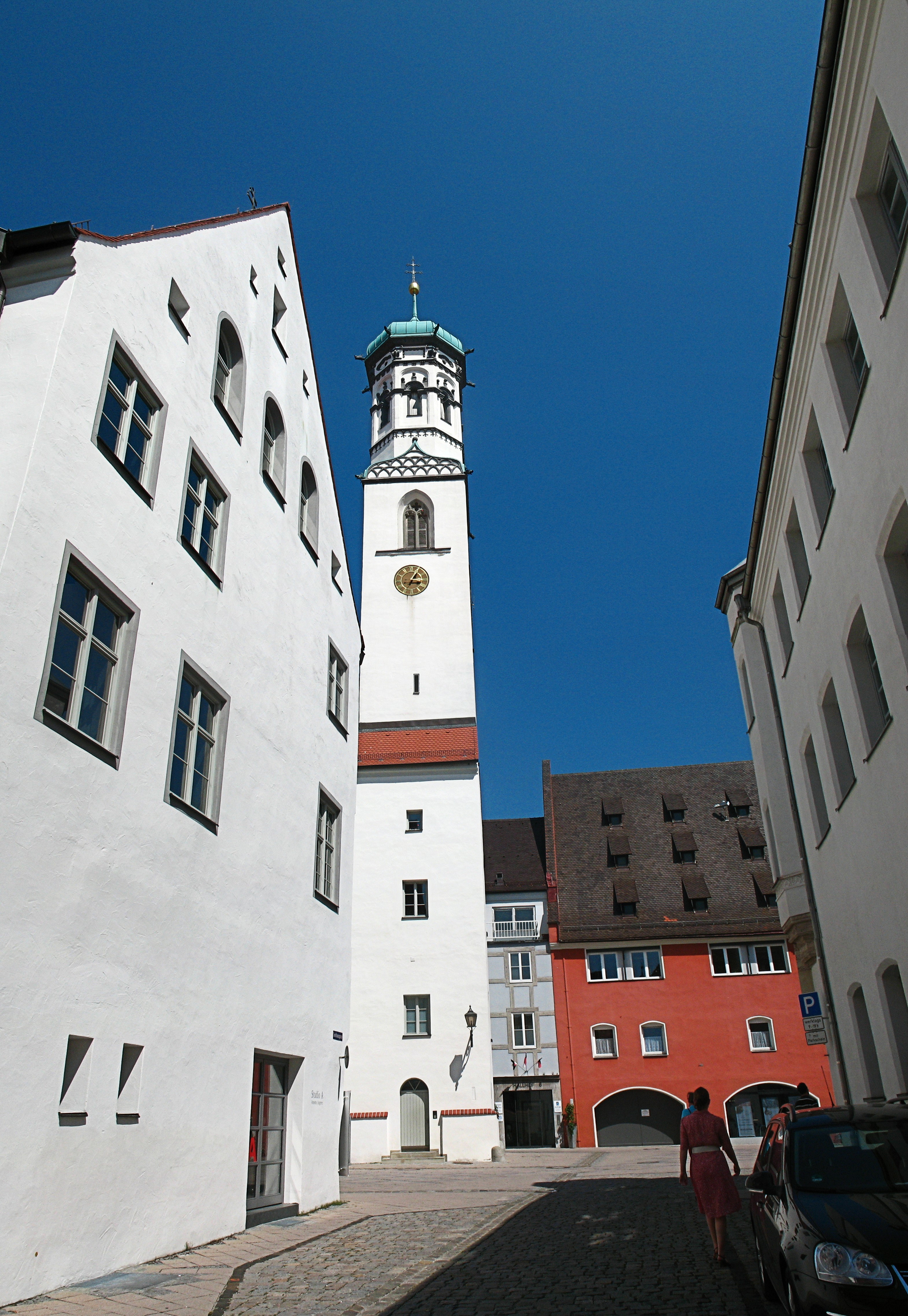
Kreuzherrenkloster

Seit dem Zweiten Weltkrieg ist Memmingen eine prosperierende Stadt, deren Wirtschaftswachstum über dem bayerischen Durchschnitt liegt. Am 8. September 1952 besuchte Bundespräsident Theodor Heuss die Stadt und besichtigte die St.-Martins-Kirche. Im Jahre 1972 wurde in Memmingen als bisher einziges Mal eine Bundesstraße als Fußgängerzone ausgewiesen.
In den 1980er Jahren erlangte Memmingen durch den größten Abtreibungsprozess in der Rechtsgeschichte der Bundesrepublik gegen einen örtlichen Gynäkologen Berühmtheit. Durch den Kreuzzug von Memmingen – auch als Die Hexenprozesse von Memmingen (Der Spiegel) bezeichnet – geriet die Stadt in den Blickpunkt der bundesdeutschen Öffentlichkeit.

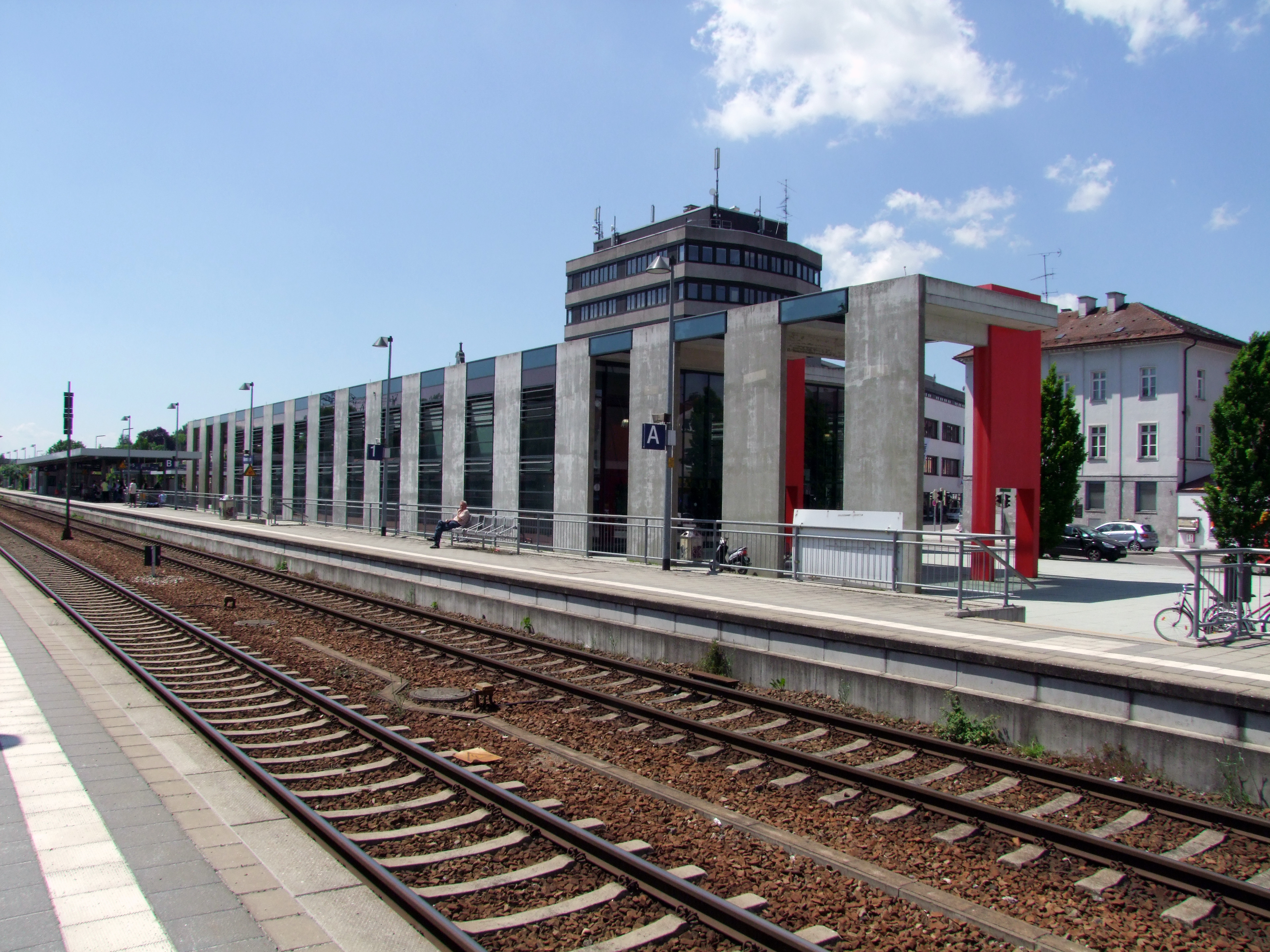
Der Bahnhof in Modularbauweise

1993 wurde die Stadt zum Oberzentrum aufgestuft. 2000 fanden einige Großereignisse in Memmingen statt: die bis dahin erfolgreichste Landesgartenschau, die 475-Jahr-Feier der Verkündigung der zwölf Bauernartikel und die Wallensteinfestspiele. 2001 wurde der neue Bahnhof eingeweiht. Die Deutsche Bahn AG erprobte eine neuartige Modulbauweise, die relativ hohe Kosten verursachte. 2004 erhielt die Stadt den Bayerischen Qualitätspreis als wirtschaftsfreundlichste Gemeinde Bayerns. Im Jahr 2005 verlieh die Stadt erstmals den Memminger Freiheitspreis 1525. Der damalige Bundestagspräsident Wolfgang Thierse überreichte ihn Gyula Horn. In diesem Jahr fand auch die erste Blindenstadtführung in Deutschland statt. An Miniaturausfertigungen vieler städtischer Gebäude konnten sich auch Blinde Form und Aussehen vorstellen.
2007 startete der Linienflugverkehr auf dem Flughafen Memmingen, der auf dem Gebiet der Gemeinden Memmingerberg, Benningen und Hawangen liegt. Im November 2009 wurden die Bauarbeiten an der A 96 abgeschlossen; seither ist sie von München durchgehend bis Lindau befahrbar.
Am 20. März 2009 besuchte Bundespräsident Horst Köhler zusammen mit seiner Frau Eva Luise Köhler die Stadt. Der Besuch fand anlässlich der Verleihung des zweiten Memminger Freiheitspreises 1525 in der St. Martinskirche an den Schriftsteller Reiner Kunze statt. Am 11. April 2009 wurde die Stadthymne Memmingen blüht auf dem Theaterplatz vorgestellt. Der Finanzierungsvertrag zwischen Deutschland und der Schweiz für die Elektrifizierung der Bahnstrecke Geltendorf–Memmingen–Lindau wurde am 17. April 2009 im Memminger Rathaus vom Direktor des Schweizer Bundesamtes für Verkehr, Max Friedli und Klaus-Dieter Josel, DB-Konzernbevollmächtigter für den Freistaat Bayern, unterzeichnet. Am 14. August 2010 war Memmingen als Beispiel der deutschen Bewältigung der Finanzkrise in der New York Times als Thema abgedruckt. Der schwedische Möbelriese Ikea beabsichtigte, am Autobahnkreuz ein Möbelhaus mit einem angrenzenden Einzelhandelszentrum zu bauen. Durch massive Widerstände des Stadtrates kam es zu Verzögerungen. Nach dem Tod des Gründers Ingvar Kamprad und der strategischen Neuausrichtung im Expansionsbereich von Ikea durch die Erben hatten die Verzögerungen zur Folge, dass das Möbelhaus wie manch andere in der Welt auch nicht realisiert wurde.

### Eingemeindungen
Im Zuge der Gebietsreform wurden am 1. Juli 1972 die Stadtrandgemeinden Amendingen (3809 Einwohner) und Buxach mit Hart (648 Einwohner) eingegliedert. Am 1. Juli 1976 folgten Eisenburg (1448 Einwohner), Dickenreishausen (991 Einwohner) und Steinheim (3098 Einwohner). Zuletzt wurde am 1. Mai 1978 Volkratshofen mit Ferthofen (1317 Einwohner) nach Memmingen eingegliedert.

### Einwohnerentwicklung

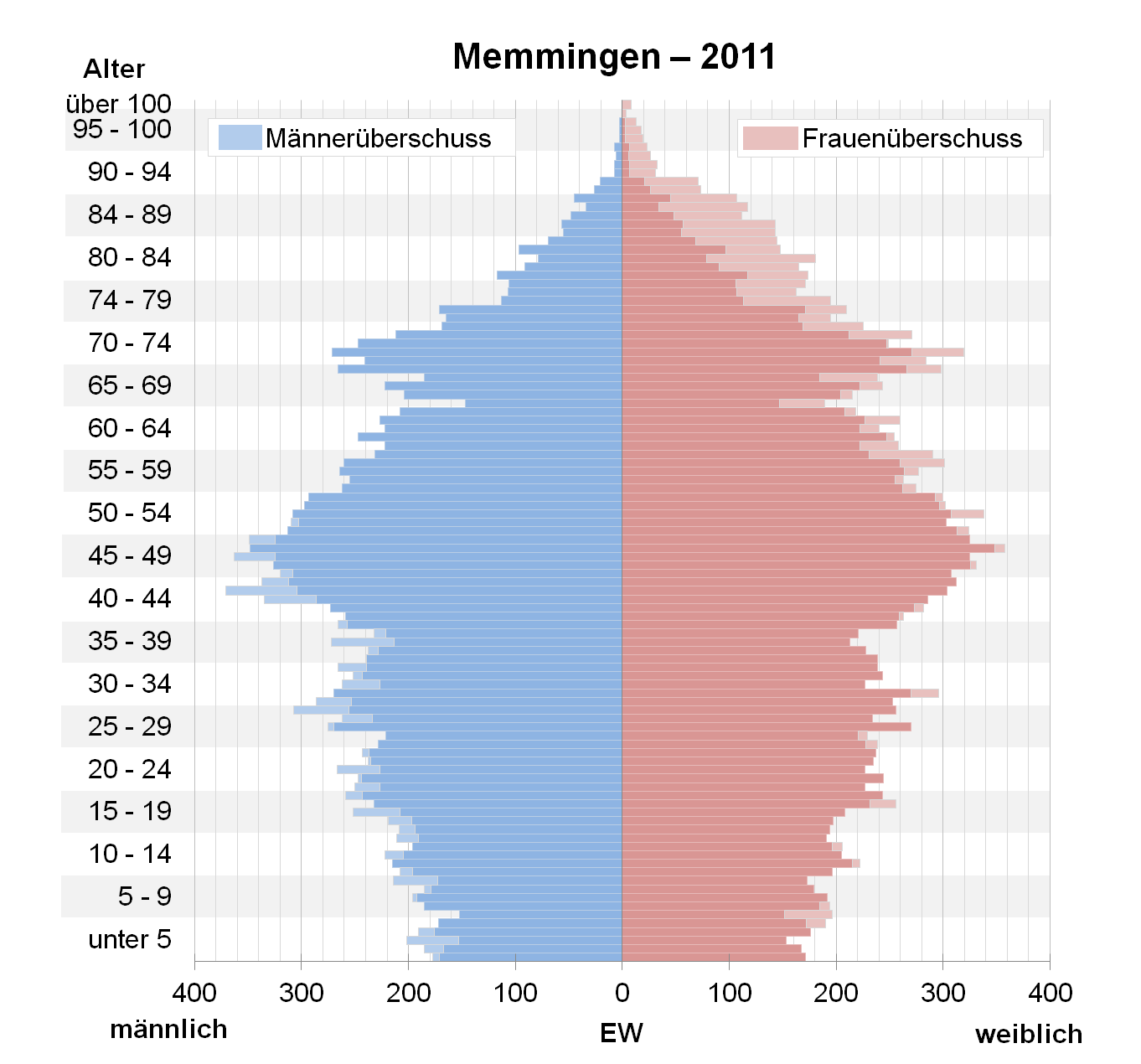
Bevölkerungspyramide für Memmingen (Datenquelle: Zensus 2011)

Seit dem 19. Jahrhundert ist die Einwohnerzahl gewachsen. Nach dem Zweiten Weltkrieg wurden über 10.000 Flüchtlinge der ehemaligen deutschen Ostgebiete nach Memmingen umgesiedelt. Ein weiterer außergewöhnlicher Wachstumsschub war 1972 zu verzeichnen, als sich im Rahmen der Gebietsreform das Stadtgebiet mehr als verdoppelte. Seit 1990 hat die Bevölkerung um circa 4,5 % zugenommen. Im November 2016 wurde erstmals die Marke von 43.000 Einwohnern überschritten.
18,2 % der Bevölkerung waren am 31. Dezember 2006 unter 18 Jahren, weitere 60,5 % verteilten sich auf die 18- bis 65-Jährigen. Die über 65-jährigen Menschen machten weitere 21,3 % der Bevölkerung aus. 48,24 % der Bevölkerung sind männlichen, 51,76 % weiblichen Geschlechts. Der Ausländeranteil der Stadt lag 2016 bei 16,8 % (2013: 13,33 %).
Nach der Prognos-Studie im November 2010 hat die Stadt eine überdurchschnittlich hohe Geburtenrate und belegt in dieser Kategorie bundesweit den achten Platz.
Zwischen 1988 und 2018 wuchs die kreisfreie Stadt von 37.942 auf 43.837 um 5.895 Einwohner bzw. um 15,5 %.
Die Stadt Memmingen beheimatet über 500 christliche Aramäer aus Mesopotamien. Die Aramäer in Memmingen stammen mehrheitlich aus dem Tur-Abdin und gehören der Syrisch-Orthodoxen Kirche von Antiochien an.
| 15. Jh. | 5.000* | 1961 | 34.549 | 2010 | 41.025 |      |          |
| 16. Jh. | 6.000* | 1970 | 38.623 | 2011 | 41.242 |      |          |
| 1840    | 9.044  | 1987 | 38.127 | 2012 | 41.551 |      |          |
| 1871    | 9.482  | 2005 | 41.107 | 2013 | 41.772 |      |          |
| 1900    | 13.459 | 2006 | 41.111 | 2014 | 42.201 |      |          |
| 1925    | 16.958 | 2007 | 41.021 | 2015 | 42.841 |      |          |
| 1939    | 19.532 | 2008 | 41.050 | 2016 | 43.023 |      |          |
| 1950    | 30.048 | 2009 | 41.085 | 2017 | 43.470 | 2024 | 44.192\| |

* Schätzung

### Dialekt und Sprachgebrauch
Der Memminger Dialekt unterscheidet sich sowohl vom Allgäuerischen als auch vom württembergischen Oberschwäbischen. Aufgrund der Zugehörigkeit zu Oberschwaben ähnelt er eher den im mittleren und unteren Illertal (z. B. der Städte Illertissen und Ulm) gesprochenen Dialekten.
Als Beispiel für den Dialekt rund um Memmingen folgende Verse:
| Dialekt | Hochdeutsch |
| --- | --- |
| Dr Fischrdag gaut mit em Mau, durch alle Generationa, ond sott ehm je a Feind entschtau, dau schiaß mer mit Kanona!                                                                                  | Der Fischertag geht mit dem Mond, durch alle Generationen, und sollte ihm je ein Feind entstehen dann schießen wir mit Kanonen! |
| Dr ‚Hoha Wacht‘ em Südschtadteck, reißt ma jetzt bald Garascha weg, dia sent ja wirklich grad koi Schmuck. Ettle sent scho arg vrkomma, dank am Raut der sich agnomma, dr Maur geit ihr Würde zruck. | Der ‚Hohen Wacht‘ am Südstadteck, reißt man jetzt bald die Garagen weg, diese sind ja wirklich gerade kein Schmuck. Viele sind schon sehr verkommen, dank dem Rat (Stadtrat) der sich angenommen, der Mauer wird die Würde zurückgegeben. |

Es wird häufig einfach vor die Ortschaft ein z gesprochen (z. B. i fahr heit no z’Memminga nei = Ich fahre heute noch nach Memmingen). Anstatt eines es wird auch häufig ein s gesprochen (z. B. geit’s sofort oin = gibt es sofort einen). Das s innerhalb der Wörter wird oft als sch ausgesprochen (z. B. Augsburg = Augschburg, Die Maske = D’Maschke). Wie jedoch in ganz Deutschland zu erkennen ist, wird der Dialekt immer mehr durch das Hochdeutsch verdrängt oder durch andere Dialekteinflüsse verändert.

### Sagen und Legenden
Die bekannteste Memminger Sage handelt vom Memminger Mau. Von ihr hat auch die Stadt ihren Spitznamen als Maustadt.

„Gingen einstmals in klarer Vollmondnacht ein paar Memminger aus dem Goldenen Löwen heimwärts. Auf einmal sahen sie, wie sich der Mond, hierorts Mau genannt, in einem der großen Zuber spiegelte, die unter den Dachtraufen der Häuser zu Feuerlöschzwecken standen. Da kam einem plötzlich der geniale Gedanke, den Mond doch gleich herauszufischen, damit die Stadt zu beliebiger Zeit über sein Licht verfügen könne. Schnell war der Stadtfischer geholt, der rückte mit Netzen aller Art und seinen Knechten an und begann sein Werk. Von den Fenstern ringsum schauten die aufgeschreckten Bürger herunter, was sich da unten abspielte, und selbst aus den Nebengassen kamen sie hergelaufen, aber…“

Die Geschichte endet hiermit. Eine nahe Verwandtschaft mit den Schildbürgern kann erkannt werden.
Eine weitere Anekdote mit dem Mau wird gerne erzählt, um die hinterwäldlerischen Kleinstädter des ausgehenden 18. Jahrhunderts darzustellen. Eines Tages kam eine junge Memminger Magd nach Lindau. Als sie spät abends den Mau scheinen sah, sagte sie: „Ja, dr Memminger Mau, scheint dr z’Lindau au?“
Eine relativ neue Geschichte gibt es seit der ersten Mondlandung. Der damalige Oberbürgermeister Johannes Bauer schickte nach der ersten erfolgreichen Mondlandung scherzhalber der NASA einen Brief, in dem er bemängelte, dass man die Memminger ruhig erst hätte fragen können, ob man auf IHREM Mau herumspazieren dürfe. Die NASA antwortete prompt mit der Bitte um nachträgliche Erlaubnis. Es wurde Mondgestein versprochen, von dem allerdings bis heute nichts angekommen ist.
Keine Legende ist, dass der Mondkrater Walther nach dem Memminger Astronomen Bernhard Walther (* ca. 1430 in Memmingen) benannt wurde.
Einer der Sieben Schwaben, der Spiegelschwab, kam der Legende nach aus Memmingen. Dieser putzte seine Nase mit seinem Ärmel so lange, bis daraus eine glatte, spiegelnde Fläche entstand.

## Religion

### Konfessionsstatistik
Laut dem Zensus 2011 waren 42,1 % der Einwohner römisch-katholisch und 27,2 % evangelisch; und 30,8 % gehörten einer anderen Glaubensgemeinschaft oder keiner an oder machten keine Angabe. Jahresende 2023 gehörten noch 30,3 % der 45.919 Einwohner der katholischen Kirche an und 19,3 % der evangelischen. 50,4 % gehörten entweder einer anderen oder keiner Glaubensgemeinschaft an.

### Christentum

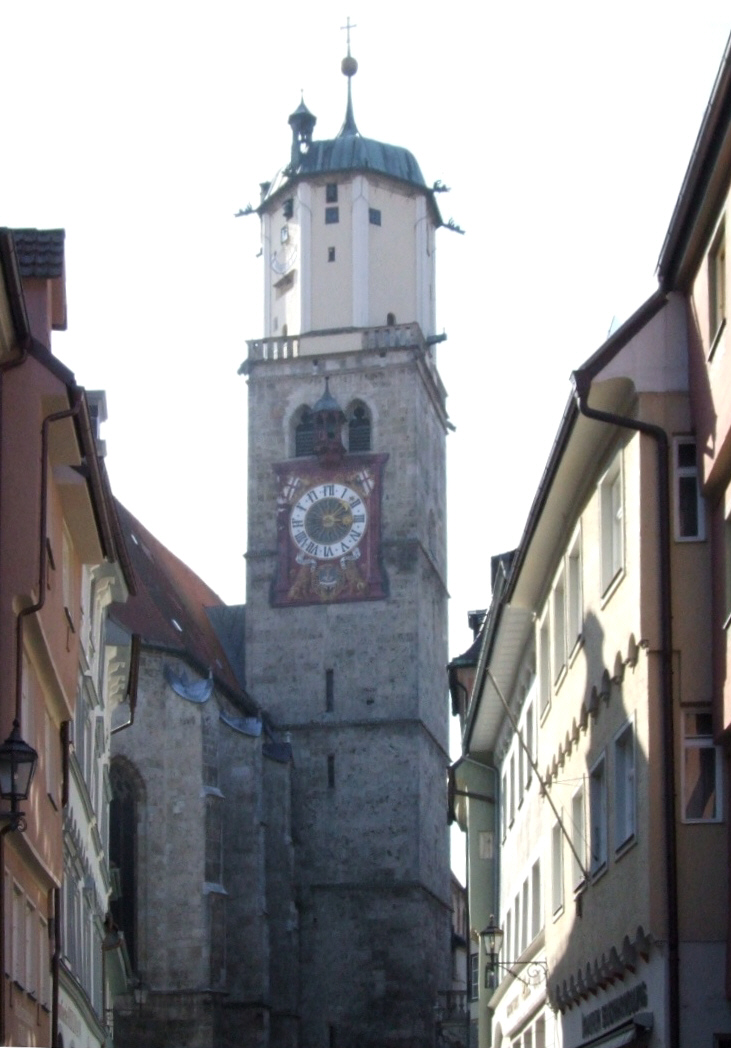
Der Turm der St.-Martins-Kirche

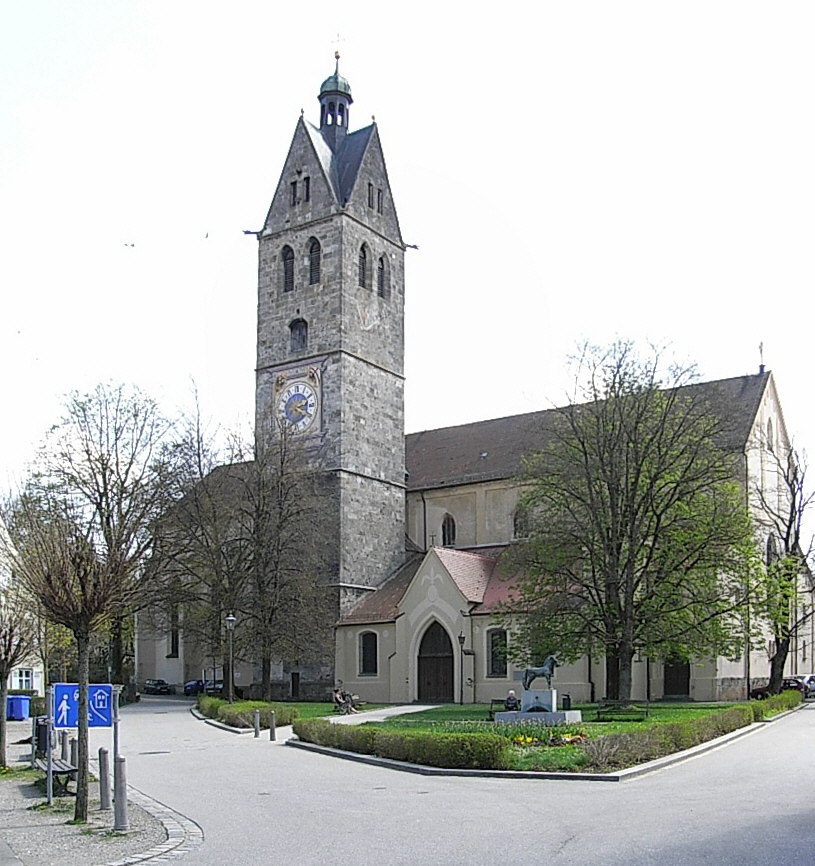
Die Kirche Unser Frauen

Bis zur Reformation, die in der Region von Memmingen ausging und sich nach Oberschwaben und im Allgäu ausbreitete, war Memmingen römisch-katholisch. Die Reformation wurde zunächst von Christoph Schappeler nach zwinglischem Vorbild durchgeführt. Diese Glaubensrichtung war allerdings politisch im Heiligen Römischen Reich deutscher Nation nicht durchsetzbar. Die Stadt Memmingen schloss sich auf dem Reichstag zu Augsburg 1530 nicht dem evangelisch-lutherischen Augsburgischen Bekenntnis (Confessio Augustana) an, sondern formulierte zusammen mit drei anderen oberdeutschen freien Reichsstädten (Straßburg, Konstanz und Lindau) eine eigene evangelische Bekenntnisschrift, das „Vierstädtebekenntnis“ (Confessio Tetrapolitana). Erst nach dem Tod Zwinglis 1531 entschloss sich der Rat der Stadt, die lutherische Lehre einzuführen. Ab diesem Zeitpunkt waren mit Ausnahme der Ordensbrüder der noch verbliebenen drei Klöster der Stadt und einiger weniger aus der Bevölkerung alle evangelisch. Memmingen bildete das Zentrum der evangelisch-lutherischen Kirche Oberschwabens und des Allgäus. Auch eine jüdische Gemeinde hielt sich in der Stadt. Bis Memmingen 1802 bayerisch wurde, hatte die katholische Gemeinde fast keine Anhänger. Den katholischen Stadtbewohnern wurden die Bürgerrechte nicht zugestanden, sie durften nicht wählen, keiner Zunft angehören und keine öffentlichen Ämter bekleiden. Den Klöstern wurden 1530 teilweise die Ländereien im Umland weggenommen, die Mönche vertrieben. Das Kloster Buxheim wurde Reichskartause und damit der Stadt entzogen. Die Kirche Unser Frauen wurde ab 1530 als Simultankirche genutzt.
Erst nach dem Ersten Weltkrieg wurde die römisch-katholische Kirche wieder in Memmingen tätig. Bis dahin gab es nur eine römisch-katholische Gemeinde in der Stadt, die sich das Kirchgebäude mit den Mönchen des Augustinerordens teilte. Durch den Zuzug von Vertriebenen aus den deutschsprachigen Gebieten Mittel- und Osteuropas (v. a. aus dem Sudetenland) nach dem Zweiten Weltkrieg und später aus dem katholischen Umland bildeten sich neue Gemeinden. Waren bis zum Zweiten Weltkrieg noch etwa 98 % der Bürger evangelisch-lutherisch, zeigt sich heute ein ganz anderes Bild. Im Jahr 2014 gehörten 25,6 % der Stadtbevölkerung der evangelischen, 39,5 % der römisch-katholischen Kirche und 34,9 % einer anderen oder keiner Konfession bzw. Religion an. Ende 2017 waren von 43.192 Einwohnern 16.082 katholisch (37,2 %; 227 weniger als im Vorjahr), 10.196 evangelisch (23,6 %; −208) und 16.914 Sonstige (39,2 %; +604). Am 30. September 2016 wurde Memmingen (als 70. Stadt) der Ehrentitel „Reformationsstadt Europas“ durch die Gemeinschaft Evangelischer Kirchen in Europa verliehen.
Die evangelisch-lutherische Stadtpfarrkirche St. Martin mit der Kinderlehrkirche bildet das evangelische Zentrum der Stadt. In der Altstadt gibt es neben der Martinskirche die evangelisch-lutherische Kirche Unser Frauen, die Versöhnungskirche im Westen, die Christuskirche im Osten, die Dreieinigkeitskirche im Ortsteil Buxach, die St.-Martins-Kirche im Ortsteil Steinheim, die St. Agatha-Kirche in Dickenreishausen und weitere Kirchen in den Ortsteilen Ferthofen und Volkratshofen.
Heute gibt es in Memmingen auch mehrere römisch-katholische Kirchen. Die Stadtpfarrkirche ist St. Josef. Daneben gibt es im Stadtgebiet die Kirchen St. Johann Baptist, Christi Auferstehung im Westen, Mariä Himmelfahrt im Osten, St. Ulrich im Ortsteil Amendingen und St. Nepomuk im Ortsteil Eisenburg. Die ehemals zu Buxheim gehörende Kirchengemeinde Amendingen wurde nach der Säkularisation zur selbständigen Gemeinde erhoben. Heute gehören die Pfarreien Eisenburg und Trunkelsberg ebenfalls zum Zuständigkeitsbereich des Pfarrers in Amendingen. Im Memminger Norden gibt es die St. Josephs-Kirche der Priesterbruderschaft St. Pius X.
In der Friedenskirche am Hühnerberg versammelt sich eine freikirchliche Gemeinde, die 1997 aus einer Vereinigung einer Pfingstgemeinde und der Apostolischen Kirche – Urchristliche Gemeinde mit einer Baptistengemeinde, die ursprünglich zum Bund Evangelisch-Freikirchlicher Gemeinden gehörte, hervorgegangen ist, heute jedoch keinem überörtlichen Zusammenschluss einer der beiden Bewegungen angehört.
Auch die altkonfessionelle Matthäusgemeinde in der Selbständigen Evangelisch-Lutherischen Kirche hat in der Stadt ein eigenes Kirchengebäude.
Die Neuapostolische Kirche befindet sich in der Zeppelinstraße, der Königreichssaal der Zeugen Jehovas im Osten der Stadt.

### Sonstige
Die Synagoge am Schweizerberg der ehemaligen Jüdischen Gemeinde Memmingen wurde in der Pogromnacht zerstört. Die Fatih-Moschee (deutsch: Eroberer-Moschee) des eingetragenen Vereins Türkisch islamische Gemeinde Memmingen e. V. befindet sich in zentraler Lage der Stadt in der Schlachthofstraße. Die Namensgebung war in der Bevölkerung nicht unumstritten.
Die Anzahl der Muslime wird (Stand Ende 2024) geschätzt auf 5000 bis 6000 (11 % bis 13 % der Gesamtbevölkerung).

## Politik

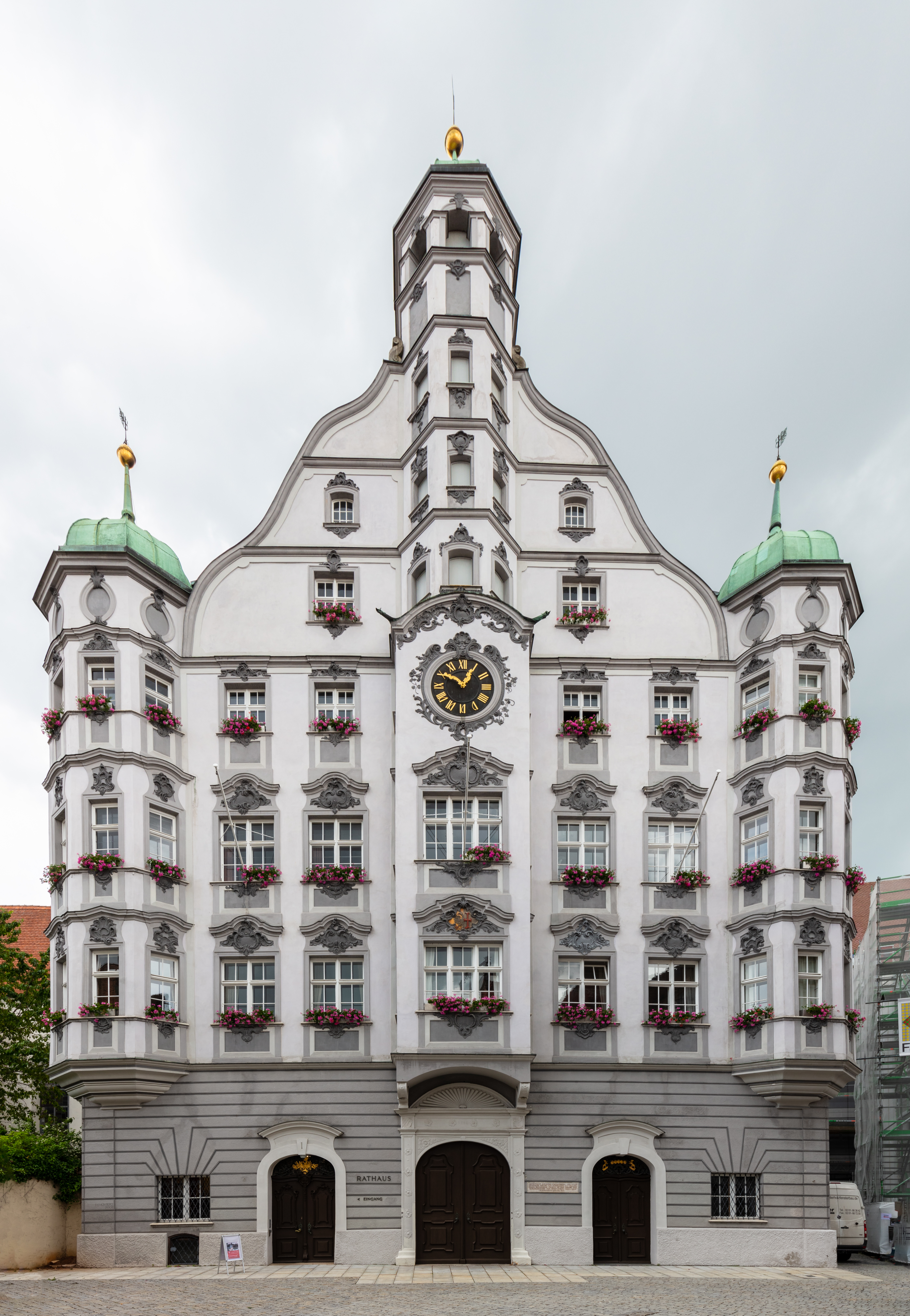
Renaissancerathaus

Während der Oberbürgermeister seit der Gründung der Bundesrepublik für über fünfzig Jahre (1948 bis 1952, 1966 bis 2016, seit 2023) von der SPD gestellt wurde, bildete die CSU im Stadtrat meist die stärkste Fraktion.
Die Stadtpolitik wird im Stadtrat überwiegend im Konsens der größeren Fraktionen gestaltet.
Harte Auseinandersetzungen gab es 2005 bei der Abstimmung über eine finanzielle Beteiligung der Stadt an der Allgäu-Initiative für den Ausbau des Flughafens Memmingen. Der von ÖDP und Grünen initiierte Bürgerentscheid gegen die Beteiligung hatte keinen Erfolg.
An der Spitze der Stadt steht der Oberbürgermeister, der in Bayern nach der Bayerischen Gemeindeordnung direkt vom Volk gewählt wird. Er ist der oberste Repräsentant der Stadt und leitet die Stadtverwaltung. Als Stellvertreter werden zwei weitere Bürgermeister aus den Reihen des Stadtrates gewählt. In der Vergangenheit stellte immer die CSU als stärkste Fraktion im Stadtrat den zweiten Bürgermeister, während der dritte Bürgermeister der drittstärksten Fraktion angehörte. Die zweitstärkste Fraktion, die SPD, verzichtete bisher auf den dritten Bürgermeister, da der Oberbürgermeister bereits von ihr gestellt wurde. In der Legislaturperiode 2014 bis 2020 stellt die CSU den zweiten und die SPD erstmals seit den 60er Jahren wieder den dritten Bürgermeister.
Memmingen bildet neben dem Doppelzentrum Ulm/Neu-Ulm das zweite Oberzentrum der Region Donau-Iller. Es übernimmt damit die zentrale Versorgungsfunktion für die Stadt und die umliegenden Landkreise Unterallgäu, Biberach und Ravensburg sowie Teile Neu-Ulms und des Oberallgäus.
In der Stadt befinden sich die Wahlkreisbüros der bayerischen Landtagsabgeordneten Klaus Holetschek (CSU) und Christoph Maier (AfD).

### Stadtrat
Die Kommunalwahl am 15. März 2020 führte in Memmingen zu dem Ergebnis, das in den Diagrammen dargestellt ist.
- Linke: 1
- SPD: 7
- Grüne: 5
- ÖDP: 4
- FDP: 2
- FW: 5
- CRB: 4
- CSU: 10
- AfD: 2

### Oberbürgermeister
- 1502–1511 Konrad Vöhlin

(…)
- 1818–1836: Tobias von Wachter (* 1775; † 1839)
- 1836–1842: Johann Jakob von Wachter (* 1780; † 1862)
- 1842–1855: Georg Adolf von Schelhorn (* 1806; † 1855)
- 1855–1865: Ulrich Benedikt von Zoller (* 1820; † 1888)
- 1865–1884: Julius von Roeck (* 1818; † 1884)
- 1884–1909: Karl Scherer (* 1850; † 1922)
- 1910–1931: Friedrich Braun (* 1873; † 1960)
- 1932–1945: Heinrich Berndl (parteilos, später NSDAP)
- 1945–1948: Georg Fey, CSU
- 1948–1952: Lorenz Riedmiller, SPD
- 1952–1966: Heinrich Berndl
- 1966–1968: Rudolf Machnig, SPD
- 1968: unbesetzt; geschäftsführend: 2. Bürgermeister Ludwig Leichtle, CSU
- 1968–1980: Johannes Bauer, SPD
- 1980–2016: Ivo Holzinger, SPD
- 2016: Markus Kennerknecht, SPD (* 1970; † 2016)
- 2016–2017: unbesetzt; geschäftsführend: 2. Bürgermeisterin Margareta Böckh, CSU
- 2017–2023: Manfred Schilder, CSU[57]
- seit 2023 Jan Rothenbacher, SPD[58]

Am 5. März 2023 siegte der 30-jährige Jan Rothenbacher (SPD) bei der Wahl zum Oberbürgermeister im ersten Wahlgang mit 55,4 % gegen Amtsinhaber Schilder, der einen Stimmenanteil von 38,3 % erhielt.

### Stadthaushalt
Der Haushaltplan Memmingens wies für das Jahr 2021 einen Verwaltungshaushalt von 149.262.100 Euro und einen Vermögenshaushalt von 23.655.900 Euro aus. Die Gewerbesteuereinnahmen betrugen 2020 rund 32,5 Millionen Euro. Die Einkommensteuerzuweisungen waren 2021 mit 25,4 Millionen Euro angesetzt (Ergebnis 2019: rund 25,75 Mio. Euro). Der Gewerbesteuersatz liegt seit 1973 unverändert bei 330 vom Hundert. Die Grundsteuern wurden letztmals im Jahr 2003 angepasst (die Grundsteuer A beträgt 260 v. H., die Grundsteuer B 350 v. H.).
Die Schuldenlast der Stadt Memmingen lag zum 1. Januar 2021 bei 22.533.517 Euro, was einer Pro-Kopf-Verschuldung von 511 Euro entspricht (31. Dezember 2019: 468 Euro). Inklusive der städtischen Betriebe Klinikum und Stadtwerke lag der Schuldenstand bei 38.919.755 Euro bzw. 893 Euro pro Kopf.
Die Stadt verfügt über viele Stiftungen, die teilweise noch aus dem Mittelalter stammen (z. B. die Unterhospitalstiftung).

### Projekt „Soziale Stadt“

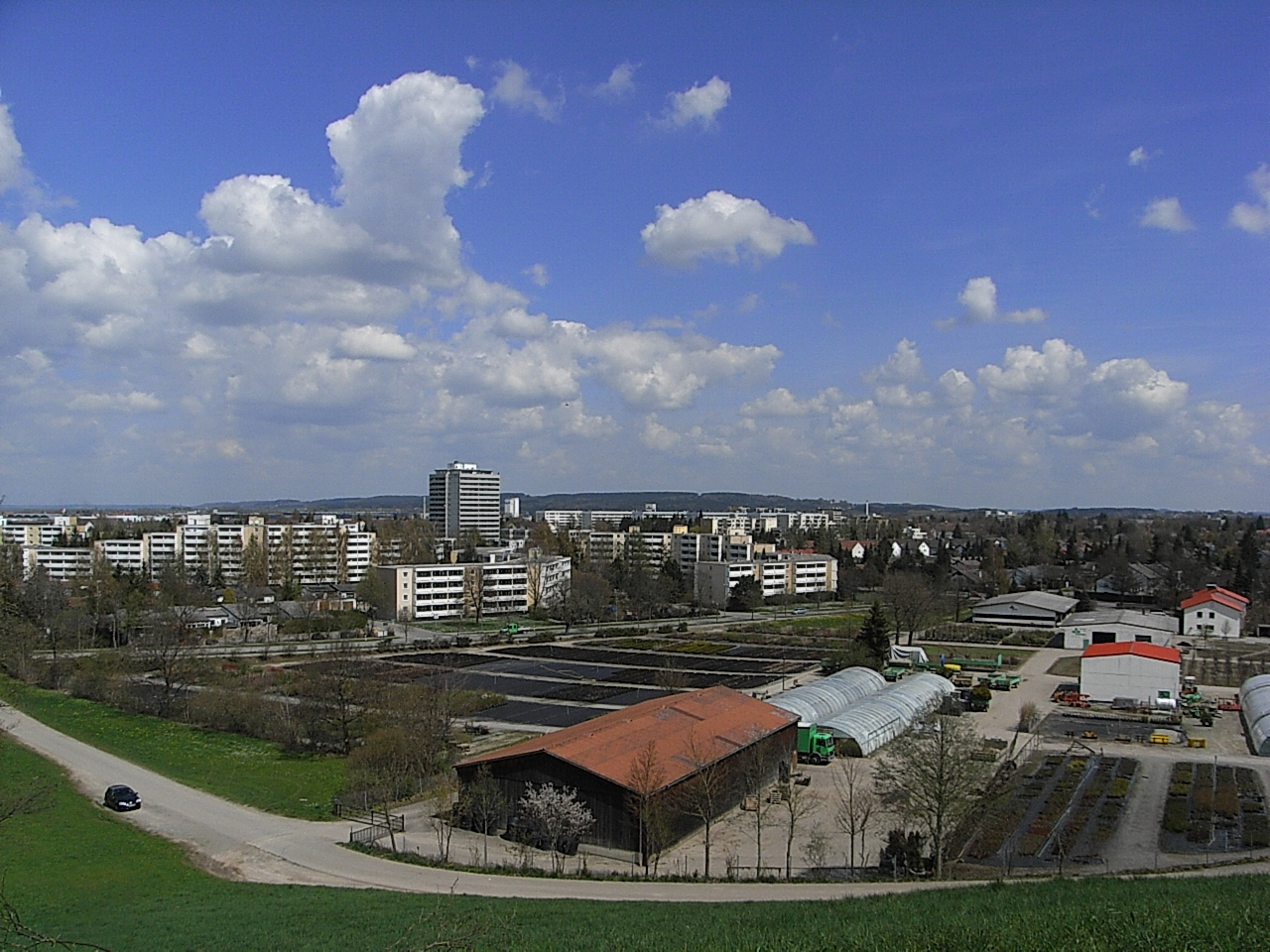
Das Gebiet der sozialen Stadt – der Memminger Westen

Teile der Weststadt waren seit dem Jahr 2007 offiziell ein Teil des Förderprogramms Stadt- und Ortsteile mit besonderem Entwicklungsbedarf – die Soziale Stadt. Dieses Programm besteht nicht nur aus herkömmlicher Städtebauförderung, sondern zielt vor allem darauf ab, die Lebensqualität in den Stadtvierteln zu steigern. Die Problemgebiete sollen sozial stabilisiert werden. Dabei stehen neben städtebaulichen Maßnahmen soziale, ökologische und beschäftigungspolitische Ziele im Vordergrund. Wohnungsbaugenossenschaften, Privatleute und die Stadtverwaltung ziehen gemeinsam an einem Strang. Erste Erfolge konnten erzielt werden. Seit 2018 sind in diesem Programm Teile des Memmingen Ostens.

### Bundestagswahlen
Die Stadt gehört zum Bundestagswahlkreis Ostallgäu. Bei der Bundestagswahl 2021 wurde in Memmingen folgendes Ergebnis erzielt:
| Direktkandidat      | Partei       | Erststimmen % | Zweitstimmen |
| ------------------- | ------------ | ------------- | ------------ |
| Stephan Stracke     | CSU          | 32,8 %        | 27,6 %       |
| Regina Leenders     | SPD          | 18,6 %        | 19,2 %       |
| Daniel Pflügl       | Grüne        | 11,7 %        | 13,2 %       |
| Christian Sedlmeir  | AfD          | 11,0 %        | 11,3 %       |
| Kai Fackler         | FDP          | 9,5 %         | 12,1 %       |
| Mariana Braunmiller | Freie Wähler | 6,1 %         | 5,5 %        |
| Susanne Ferschl     | Die Linke    | 3,1 %         | 3,1 %        |

Bei der Bundestagswahl 2017 wurde in Memmingen folgendes Ergebnis erzielt:
| Direktkandidat       | Partei    | Erststimmen % | Zweitstimmen |
| -------------------- | --------- | ------------- | ------------ |
| Stephan Stracke      | CSU       | 51,88 %       | 41,89 %      |
| Pascal André Lechler | SPD       | 11,92 %       | 12,28 %      |
| Günter Claus Räder   | Grüne     | 11,48 %       | 10,96 %      |
| Christoph Maier      | AfD       | 8,61 %        | 9,21 %       |
| Jonas Flott          | FDP       | 6,84 %        | 16,45 %      |
| Susanne Ferschl      | Die Linke | 4,19 %        | 4,61 %       |

Bei der Bundestagswahl 2013 wurde in Memmingen folgendes Ergebnis erzielt:
| Direktkandidat      | Partei    | Erststimmen % | Zweitstimmen |
| ------------------- | --------- | ------------- | ------------ |
| Stephan Stracke     | CSU       | 50,4 %        | 48,1 %       |
| Rolf Spitz          | SPD       | 25,2 %        | 20,5 %       |
| Elfriede Anna Klein | Grüne     | 5,1 %         | 7,5 %        |
| Franz Jochen Knapp  | AfD       | 4,5 %         | 5,5 %        |
| René Müller         | FDP       | 1,7 %         | 4,9 %        |
| Paul Meichelböck    | Die Linke | 2,8 %         | 3,7 %        |

Bei der Bundestagswahl 2009 war folgendes Ergebnis erzielt worden:
| Direktkandidat   | Partei    | Erststimmen % | Zweitstimmen |
| ---------------- | --------- | ------------- | ------------ |
| Stephan Stracke  | CSU       | 42,8 %        | 41,0 %       |
| Rolf Spitz       | SPD       | 24,8 %        | 16,5 %       |
| Tobias Specht    | Grüne     | 8,0 %         | 9,8 %        |
| Bernd Rösel      | FDP       | 11,2 %        | 16,8 %       |
| Paul Meichelböck | Die Linke | 5,9 %         | 6,6 %        |

### Wappen und Flagge
| Wappen der Stadt Memmingen | Blasonierung: „Gespalten von Gold und Silber, vorne ein halber, rot bewehrter schwarzer Adler am Spalt, hinten ein durchgehendes rotes Prankenkreuz.“ |
| Wappen der Stadt Memmingen | Wappenbegründung: Siehe den Artikel Wappen der Stadt Memmingen.                                                                                       |

Stadtlogo

Als Stadtlogo wird eine moderne schwarzweiße Fassung des Stadtwappens mit dem Kürzel MM in roten Kleinbuchstaben der Schriftart Rotis verwendet. MM ist auch das Kfz-Kennzeichen der Stadt.
Amendingen und Eisenburg besitzen eigene historische Wappen.
Die Stadtflagge ist Schwarz-Rot-Weiß. Diese Farben sind seit 1488 überliefert.

### Städtepartnerschaften, Freundschaften und Patenschaften

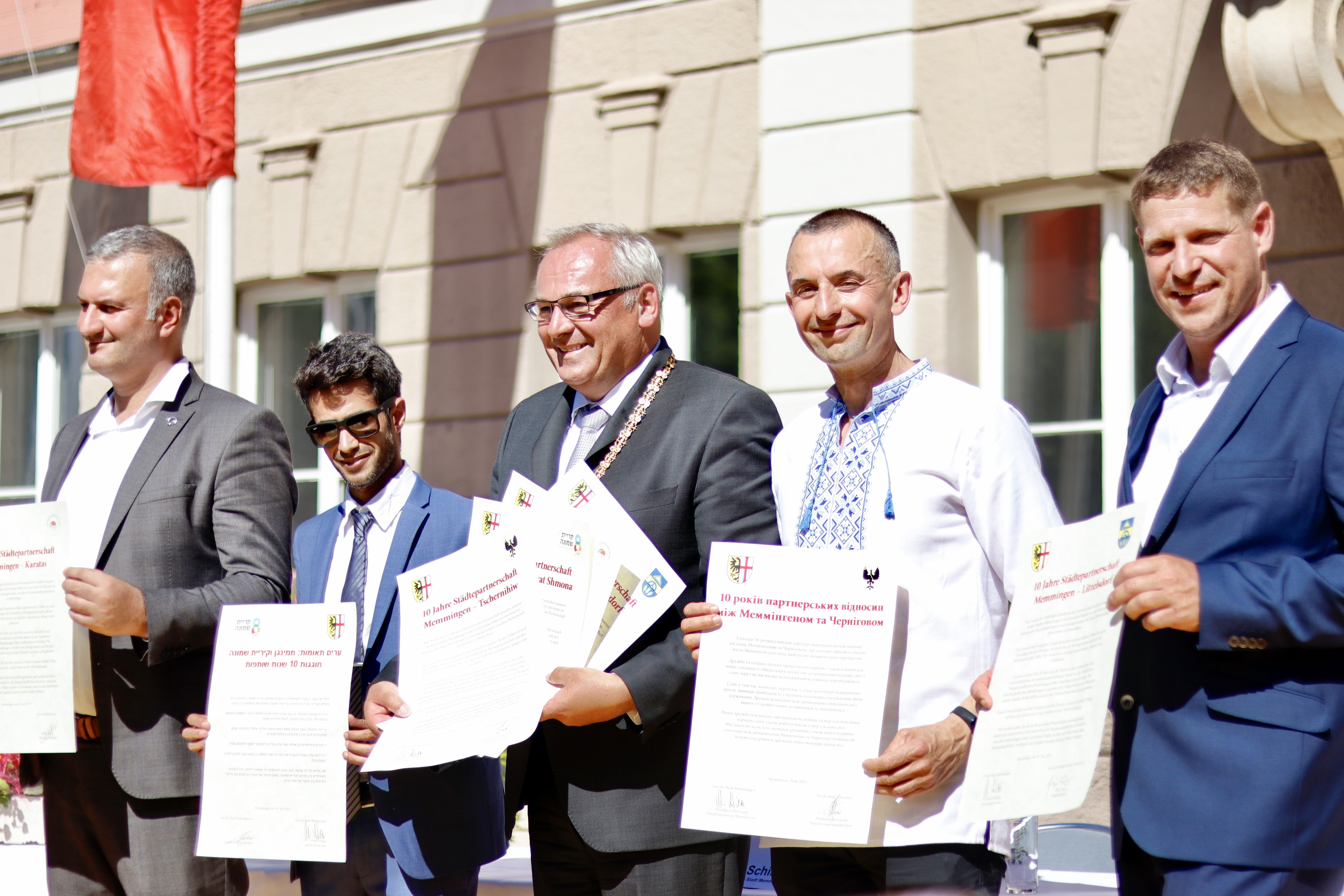
Festakt zur Bekräftigung der 10-jährigen Städtepartnerschaften mit Karatas, Kiryat Shmona, Tschernihiw und Litzelsdorf

Im Laufe der Jahre haben sich viele Städtepartnerschaften entwickelt, die sehr aktiv sind und von Vereinen, Schulen und Privatpersonen gepflegt und getragen werden.
Offizielle Städtepartnerschaften bestehen mit folgenden Gebietskörperschaften:
- Vereinigte Staaten: Die älteste (seit 1976) Partnerstadt Memmingens, Glendale in Arizona/USA, ist auch gleichzeitig eine der lebendigsten. Es vergeht fast kein Monat, in dem die Stadt nicht in der örtlichen Presse erscheint. Die gute Partnerschaft zeichnet sich vor allem durch Schüleraustausche und Besuche von Vertretern bei öffentlichen Anlässen aus. Auch Memminger Bürger haben im Laufe der Zeit immer mehr Kontakte mit Glendale geknüpft. In Glendale wurde ein Park nach Memmingen, in Memmingen eine Straße nach Glendale benannt.[75]
- Italien: Die beiden Partnerschaften mit der Provinz Teramo in den Abruzzen (seit 1981) und der Stadt Teramo (seit 1986) gehören ebenfalls zu den aktivsten Partnerschaften der Stadt. Viele Vereine und Einzelpersonen halten ständigen Kontakt mit Teramo. Die städtische Sebastian-Lotzer-Realschule unterhält ein Schüleraustauschprogramm mit der Liceo Scientifico Albert Einstein-Schule in Teramo. Der DGB, die Feuerwehr, die Polizeiinspektion und die Volleyballmannschaften des TV Memmingen begegnen mehrmals im Jahr zu verschiedenen Anlässen den Kollegen aus Teramo.[75]
- Frankreich: Die Partnerschaft mit Auch im Département Gers in Frankreich (seit 1990) drückt sich vor allem auf der zwischenmenschlichen Ebene aus. So besteht mit dem Bernhard-Strigel-Gymnasium und dem Oratoire St. Marie ein Schüleraustauschprogramm. Musikkapellen, Vereine und Privatpersonen treffen sich häufig und machen diese Partnerschaft lebendig.[75]
- Deutschland: Die Partnerschaft mit der Lutherstadt Eisleben (seit 1990) ist vielfältig. Neben Treffen von Vereinen, Bürgern und Ämtern halfen Memminger Bauleute bei der Sanierung der Nicolaikirche mit Fachwissen und Tatkraft. Bei dem Aufbau der städtischen Verwaltung nach der Wende unterstützten Memminger Ämter die Partnerstadt.[75]
- Israel: Die jüngste Partnerstadt ist Kiryat Shmona, mit der am 3. April 2009 nach längerer Freundschaft die Partnerschaft im Memminger Rathaus vereinbart wurde.[75]
- Türkei: Die Freundschaft mit Karataş, Provinz Adana/Türkei wurde am 24. Juli 2008 in eine Städtepartnerschaft umgewandelt. Sie wird intensiv mit verschiedenen Aktionen gepflegt. So unterstützte der Memminger Ausländerbeirat 1988 den Bau eines Kulturzentrums in Karataş. Die Feuerwehr brachte 1991 im Auftrag des Ausländerbeirats ein Löschfahrzeug dorthin. In Memmingen wurde eine Straße nach Karataş benannt, in Karataş gibt es seit 2001 einen Memmingen Bulvarı direkt am Mittelmeerstrand.[75]
- Österreich: Die Freundschaft mit dem Dorf Litzelsdorf im burgenländischen Österreich wurde im Oktober 2009 in eine Partnerschaft umgewandelt. Sie ergab sich durch eine Zweigstelle der Memminger Firma Stehle in Litzelsdorf. Heute treten vor allem der Freundeskreis Burgenland, Litzelsdorfer Freunde und verschiedene andere Vereine für die Freundschaft ein. In Litzelsdorf wurde im Jahr 2004 ein Platz nach Memmingen, in Memmingen eine Straße nach Litzelsdorf benannt.[75]
- Ukraine: Die Freundschaft mit Tschernihiw/Ukraine wurde im Oktober 2009 in eine Partnerschaft umgewandelt. Sie besteht vor allem auf der kulturellen und schulischen Ebene. Bei Festlichkeiten treten gegenseitig Vereine und Gruppen aus den befreundeten Städten auf. Das Klinikum Nr. 2 in Tschernihiw wurde fortgesetzt mit medizinischen Geräten versorgt, die das städtische Klinikum und andere Ärzte/ärztliche Vereinigungen bereitstellten.[75]

Weitere Freundschaften und Patenschaften bestehen mit folgenden Gebietskörperschaften:
- Frankreich: Des Weiteren besteht eine Freundschaft mit Colmar im Elsass.[75]
- Tschechien: 1956 wurde die Patenschaft für die aufgrund der Beneš-Dekrete vertriebenen Sudetendeutschen aus der Stadt und dem Kreis Freudenthal/Altvater übernommen. Das Heimatmuseum Freudental/Altvater im Memminger Hermansbau erinnert an die deutsche Geschichte dieser Kulturlandschaft im heutigen Tschechien und hält die Verbindung für künftige Generationen wach.[75][76][77][78]

## Kultur und Sehenswürdigkeiten

### Theater

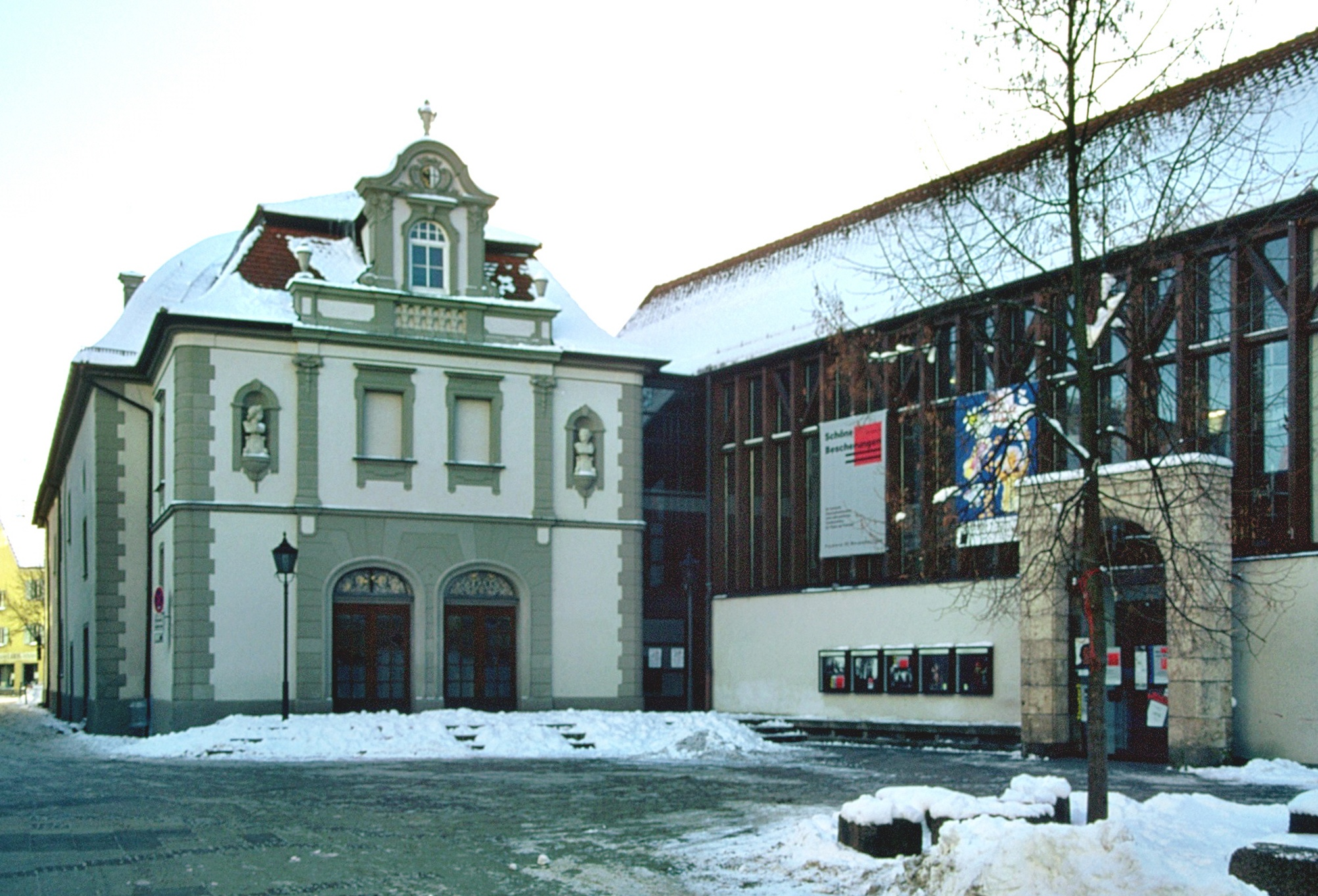
Das Landestheater Schwaben in Memmingen

Das Theater hat in Memmingen eine lange Tradition. In den Chroniken ist von verschiedenen Theaterspielen bereits im Mittelalter zu lesen. 1937 wurde in der Stadt das Landestheater Schwaben (LTS) gegründet. Nach dem Zweiten Weltkrieg war das LTS 1945 eines der ersten Theater im damaligen Westdeutschland, in dem wieder Aufführungen stattfanden. Bespielt werden die Bühnen des Stadttheaters Memmingen mit seinen drei Spielstätten und Theater in den angeschlossenen Gemeinden. Im Zuge der Um- und Neubauarbeiten auf dem ELS-Areal, das an das Stadttheater angrenzt, wurde ein Großteil des Theaters neu gebaut. Es entstanden eine neue Studiobühne, Probebühnen, Werkstätten, Depots, der Verwaltungsbereich, eine Foyererweiterung und Gästewohnungen. Als weitere Theaterbühne steht das von Helmut Wolfseher und Mitgliedern der alternative kleinkunst e. V. Memmingen in den 1980er Jahren gegründete Parterretheater im Künerhaus (PiK) (ehemaliges Stadtarchiv) für Kabarettisten, Musiker, Laienkünstler und Nachwuchsmusiker zur Verfügung. Im Kaminwerk führen vor allem Laienkünstler Theaterstücke auf. In der Stadthalle treten Volksschauspieler und andere Künstler auf Gastspielreisen auf. Uraufführungen fanden ebenfalls in Memmingen statt. Hier sind vor allem die Metal-Opern von David DeFeis in Zusammenarbeit mit dem Intendanten des LTS Walter Weyers hervorzuheben, die überregionale Aufmerksamkeit erregten. Im Stern und im Spiegel sowie in überregionalen Tageszeitungen wie der Süddeutschen Zeitung wurde davon berichtet.
Folgende Werke haben Künstler über Memmingen verfasst:
- Theaterstück Memmingen von Bettina Fless (1989)
- Buch Mohr of Memmingen von Utz Benkel
- Musikstück Memmingen der britischen Musikband Blackmore’s Night
- Stadthymne Memmingen blüht von Daniela Maul und Andreas Kindermann komponiert[26]

Theaterstücke und Opern, die in Memmingen uraufgeführt wurden:
- 1995: Die Judenbank
- Metal-Opern von David DeFeis:
  - 1999: Klytaimnestra oder der Fluch der Atriden
  - 2001: Hel oder Die Rebellen
  - 2005: Lilith
- 2005: Mohr of Memmingen
- 2007: Grüne Organe
- 2008: Katharina und Till (10. Januar)
- 2010: Rauhnacht (8. Oktober), Aprés Ski (31. Dezember)
- 2011: Die Ordnung der Gesellschaft nicht stürzen (18. Februar)
- 2011: Faites vos jeux – Das Casino gewinnt immer (25. März)[80]

### Marionettentheater
Das Memminger Marionettentheater wurde 2003 als Laienbühne gegründet und tourte fünfzehn Jahre lang als Wanderbühne durch die Region. Seit Anfang 2018 ist das Theater in einer ehemaligen Gaststätte am Schweizerberg untergebracht. Der Schwerpunkt des Repertoires liegt auf Märchen und Eigeninszenierungen für Kinder; mit der Inszenierung „Das Puppenspiel vom Dr. Faust“ hat das Theater jedoch auch ein Stück für Erwachsene im Programm.

### Museen

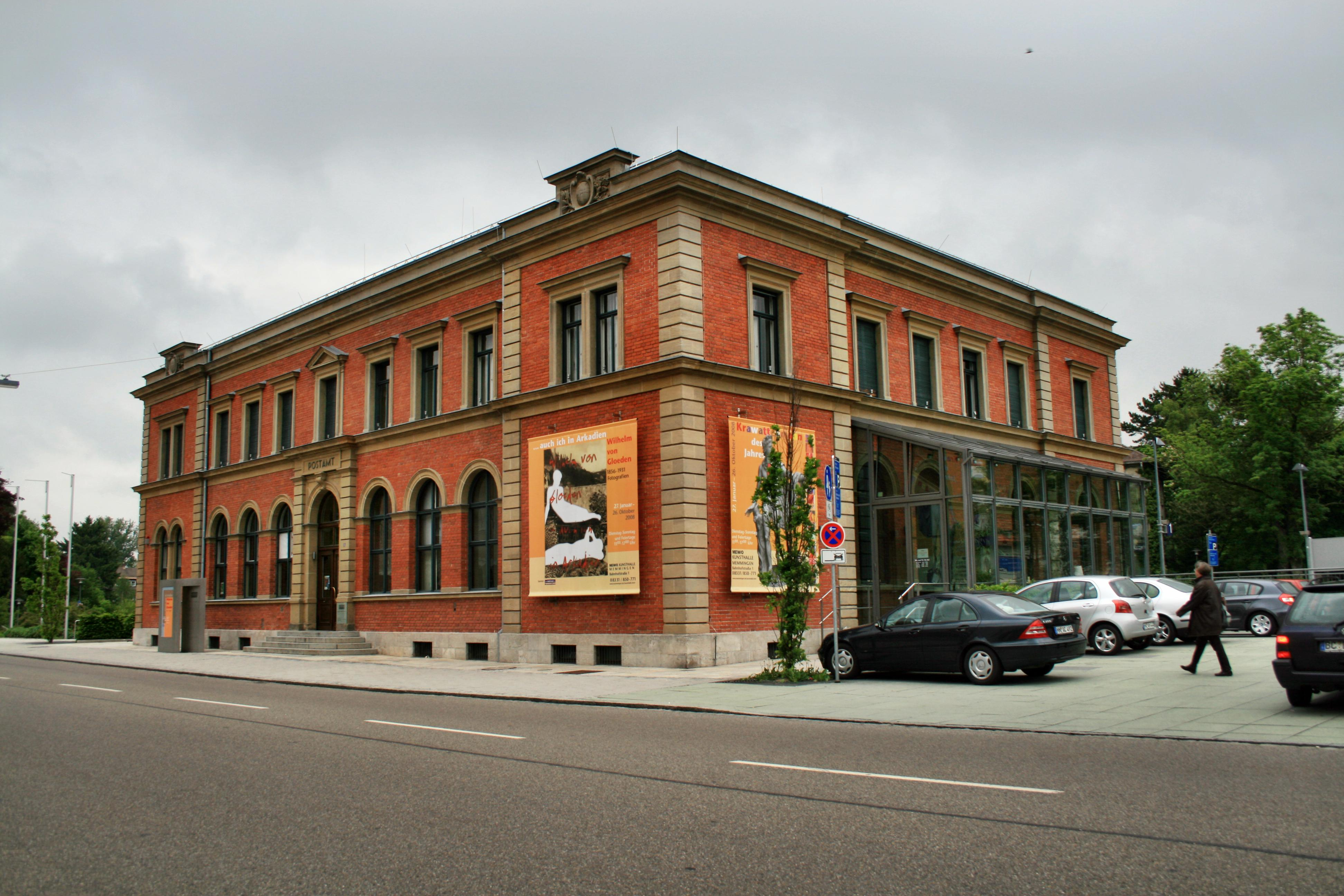
MEWO Kunsthalle

Das größte Museum ist das Stadtmuseum im Hermansbau. Eine kleine Ausstellung widmet sich der Vor- und Frühgeschichte der Region. Gezeigt werden Exponate aus der Steinzeit und der Bronzezeit, über die Alemannen bis zu den Römern. Der größte Teil des Museums ist der Entwicklung der Freien Reichsstadt Memmingen gewidmet. Dort wird in historischen Räumen die Stadtgeschichte erläutert.
Ausgestellt sind auch Bilder des Memminger Barockmalers Johann Heiss, Künersberger Fayencen und historische Puppenstuben. Es gibt auch eine jüdische Abteilung, in der das jüdische Leben in Memmingen und die Geschichte der Memminger Juden in der NS-Zeit aufgezeigt wird. Ein üppig bestickter Toravorhang vom 18. Jahrhundert aus der zerstörten Memminger Synagoge kann besichtigt werden.
Das Heimatmuseum Freudenthal/Altvater ist dem Stadtmuseum angegliedert. Es erinnert an die deutsche Geschichte dieser Region des Sudetenlandes, aus der viele Vertriebene in Memmingen eine neue Heimat fanden. Es ist eines der 43 vom Bundesinnenministerium anerkannten ostdeutschen Heimatmuseen. Eine von der Stadt verwaltete Stiftung wurde gegründet, um das Museum dauerhaft zu sichern.
Das Strigel- und das Antoniter-Museum im Antonierhaus geben Einblicke in die Schnitz- und Malkunst der Künstlerfamilie Strigel sowie in die Arbeit des Antoniterordens und die dort behandelte Krankheit Mutterkornbrand. Diese Museen wurden 1996 eröffnet.
Die 2005 durch Zuwendungen der Memminger Wohnungsbaugenossenschaft (MeWo) ermöglichte MEWO Kunsthalle in den Räumen der Alten Post am Bahnhof zeigt wechselnde Ausstellungen zur Kunst- und Kulturgeschichte des 20./21. Jahrhunderts sowie bisweilen auch Sammlungspräsentationen der Memminger Maler Max Unold und Josef Madlener. Diese in Mittel- und Oberschwaben und im Allgäu einzigartige Einrichtung ist von überregionaler Bedeutung.
Im ehemaligen Kreuzherrenkloster werden ebenfalls wechselnde Ausstellungen gezeigt.
Sämtliche Museen der Stadt sind seit dem 1. Mai 2019 kostenlos zu betreten.

### Musik
Die Orgelkonzerte in der St.-Martins-Kirche sind weithin bekannt. Auch in den anderen Kirchen der Stadt finden regelmäßig Konzerte, Orgelkonzerte und Musikaufführungen statt. In St. Josef wird ein breit gefächertes Programm angeboten. Kammermusik wird im ehemaligen Kreuzherrenkloster gespielt.
Neben zahlreichen Kneipen, Restaurants, Weinstuben und Cafés gibt es mehrere Diskotheken. In Memmingerberg, also in unmittelbarer Stadtnähe, befindet sich eine weitere bekannte Diskothek. Das Kulturzentrum Kaminwerk wartet mit Konzerten, Theater, Programmkino, Lesungen und speziellen Party-Veranstaltungen auf.

### Filmtheater
Das Cineplex im Gewerbegebiet Nord am Autobahnkreuz wurde im Dezember 2007 eröffnet. Es besitzt insgesamt zehn Kinosäle mit 1290 Sitzplätzen. Seit 2011 überträgt das Cineplex auch Liveveranstaltungen aus vielen kulturellen Bereichen, u. a. auch der Metropolitan Opera in New York, via Satellit.
Der 1957 eröffnete Rex-Palast in der Innenstadt öffnete nach einer zweijährigen Unterbrechung im Juni 2011 in der Bahnhofstraße. Das Betreiberpaar schloss das Haus jedoch bereits im Mai 2012 wieder und gab dabei wirtschaftliche Gründe an. Das familienbetriebene Kino zeigte bis zu 18 verschiedene Filme pro Woche und besaß einen 440 Sitzplätze umfassenden Kinosaal. Früher bereits geschlossen wurde das Union-Kino-Center, die Kinos Regina Filmpalast, Schauburg sowie die Kinosäle im Untergeschoss des Maxi-Centers am Bahnhof.

### Bauwerke

Marktplatz

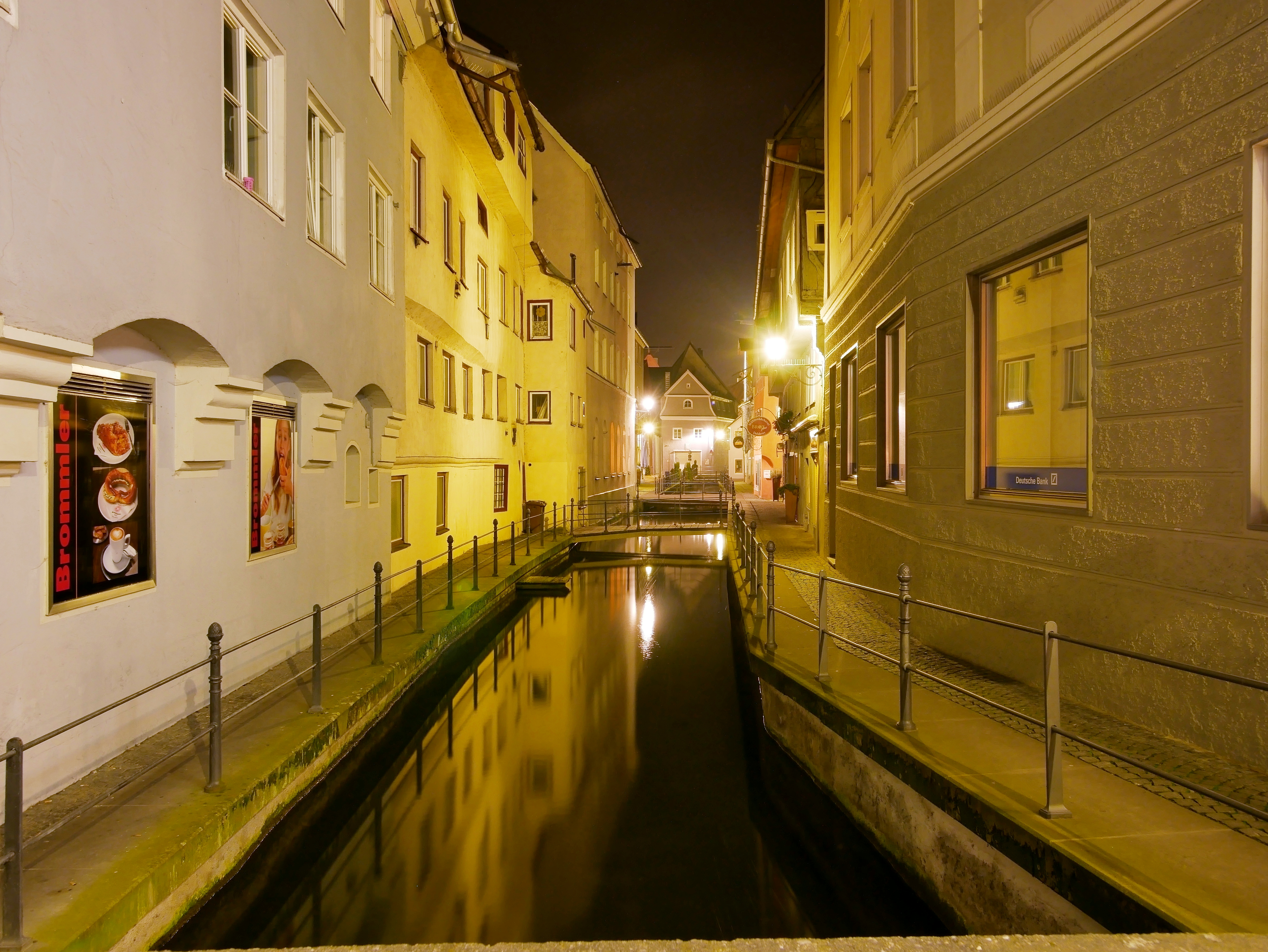
Stadtbach

Memmingen nennt sich, wie andere Gemeinden, „am Tor zum Allgäu“ und wird daneben auch die „Stadt der Tore, Türme und der Giebel“ genannt. Ein sehr großer Teil der mittelalterlichen Altstadt hat den Zweiten Weltkrieg und die Nachkriegsjahre überstanden. Darunter sind noch zehn Tore und Türme und circa zwei Kilometer Stadtmauer. Betrafen die Kriegsverluste vor allem das Bahnhofsviertel, also den östlichen Teil der Altstadt, so kam es seit den 1970er Jahren zu großen Verlusten an historischer Bausubstanz. An ganzen Straßenzügen wurden – wie z. B. in der Kreuzstraße und in der südlichen Altstadt – die mittelalterlichen und frühneuzeitlichen Bürgerhäuser abgerissen und durch historisierende, meist wesentlich größere Giebelhäuser aus Beton ersetzt. In den 1990er Jahren wurde die Frauenmühle abgerissen und das benachbarte Handwerkerviertel flächensaniert. Der Verlust an historischer Bausubstanz setzte sich auch bis in das 21. Jahrhundert fort: Neben dem Abriss der Gartenwirtschaft Engelkeller betraf dies vor allem die südliche Altstadt. Dort wurden neben dem Elsbethenkloster auch mehrere historische Handwerkerhäuser abgerissen, um Platz für moderne Bausubstanz zu schaffen.
Neben vielen Bürgerhäusern (darunter auch mehrere barocke Palazzi) gibt es pittoreske Straßenzüge, durch die der Stadtbach fließt. Vor allem der mittelalterliche Marktplatz prägt mit dem Rathaus, der Großzunft und dem Steuerhaus das Stadtbild. Berühmt sind die gotische Martinskirche mit ihrem über 500 Jahre alten Chorgestühl und die im Jahr 1996 restaurierte Anlage des ursprünglich französischen Antoniter-Klosters, die besterhaltene und größte dieser Art weltweit. Die vermutlich älteste Memminger Kirche Unser Frauen oder auch Frauenkirche wartet mit bedeutenden Fresken des 15. und 16. Jahrhunderts auf. Auch das Siebendächerhaus, die barocke Kreuzherrenkirche, das renovierte Hurenhaus der Stadt, der Salzstadel und die Kramerzunft (auch 12-Artikel-Haus genannt) stellen Sehenswürdigkeiten dar. Weniger bekannt ist der Bismarckturm auf dem Hühnerberg, der nicht von innen besichtigt werden kann. Direkt daneben befindet sich das am 26. Juli 2007 eröffnete neue Fußballstadion, das durch seine Größe und sein Arrangement sehenswert ist.
Auch einige der Sieben Memminger Wahrzeichen zählen zu den Sehenswürdigkeiten der Stadt.

### Preise
Seit 1977 wird regelmäßig der Memminger Kulturpreis verliehen.
Preisträger waren:
- 1977 DMD Josef Fleschhut
- 1978 Diether Kunerth
- 1979 Helmut Ackermann
- 1980 Johann Maria Naun
- 1981 Otto Neudert
- 1983 Karlheinz Eubell (verstorben)
- 1987 Friederich Hiller
- 1988 Karl-Heinz Gudat
- 1990 Reinhard Blank
- 1991 Walter Abt
- 1992 Wolfgang Marschner
- 1993 Dieter Rehm
- 1994 Bobby und Lancy Falta
- 1995 Ilse und Helmut Wolfseher
- 1997 Winfried Bönig
- 1999 Dieter Schütz
- 2003 Agnes Keil und Peter Heel
- 2006 Oskar Riha
- 2008 Volker Klüpfel und Michael Kobr
- 2012 KMD Hans-Eberhard Roß
- 2014 Johnny Ekkelboom
- 2015–2017: keine Preise
- 2018 Pit Kinzer

### Parks
An der Stadtmauer ist ein Grüngürtel entstanden. Die alten Wassergräben wurden bis auf eine Ausnahme (Hohe Wacht, Südteil der Stadtmauer) zugeschüttet und durch Grünflächen mit heute teilweise über 150-jährigem Baumbestand ersetzt. Die Parks heißen (beginnend am Ulmer Tor im Uhrzeigersinn): Hubergarten, Zollergarten, Ratzengraben/Zollergraben, Kohlschanze, Reichshain, Kaisergraben, Hohe Wacht, Westertorplatz und Grimmelschanze. In fast allen Wohnvierteln findet man kleinere meist jüngere Parkanlagen. Außerdem gibt es den Stadtpark Neue Welt, das ehemalige Landesgartenschaugelände sowie den Alten Friedhof und den Waldfriedhof, die beide als Parks und Naherholungsbereiche genutzt werden.

### Friedhöfe

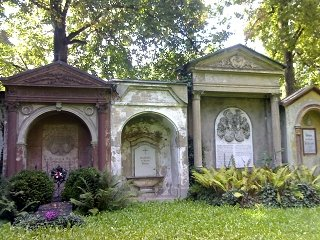
Alter Friedhof

Im Mittelalter gab es in der Kernstadt vier Friedhöfe. Diese lagen vor den beiden Stadtpfarrkirchen St. Martin und Unser Frauen sowie in den Höfen des Kreuzherrenklosters und des Schottenklosters. Sie wurden ab 1530 aufgelassen. Als Ersatzfriedhof diente der Alte Friedhof beim Schottenkloster.
Durch die Auflassung des städtischen Alten Friedhofs im Jahr 1930 wurde eine neue Begräbnisstätte in der Stadt notwendig. Bereits 1920 legte man deshalb im bis dahin noch unbebauten Memminger Osten einen neuen Friedhof als Waldfriedhof an. Weitere Friedhöfe befinden sich in den Ortsteilen Amendingen, Steinheim, Buxach, Volkratshofen, Ferthofen und Dickenreishausen. Im Ostteil der Stadt befindet sich ein jüdischer Friedhof.

### Vereine

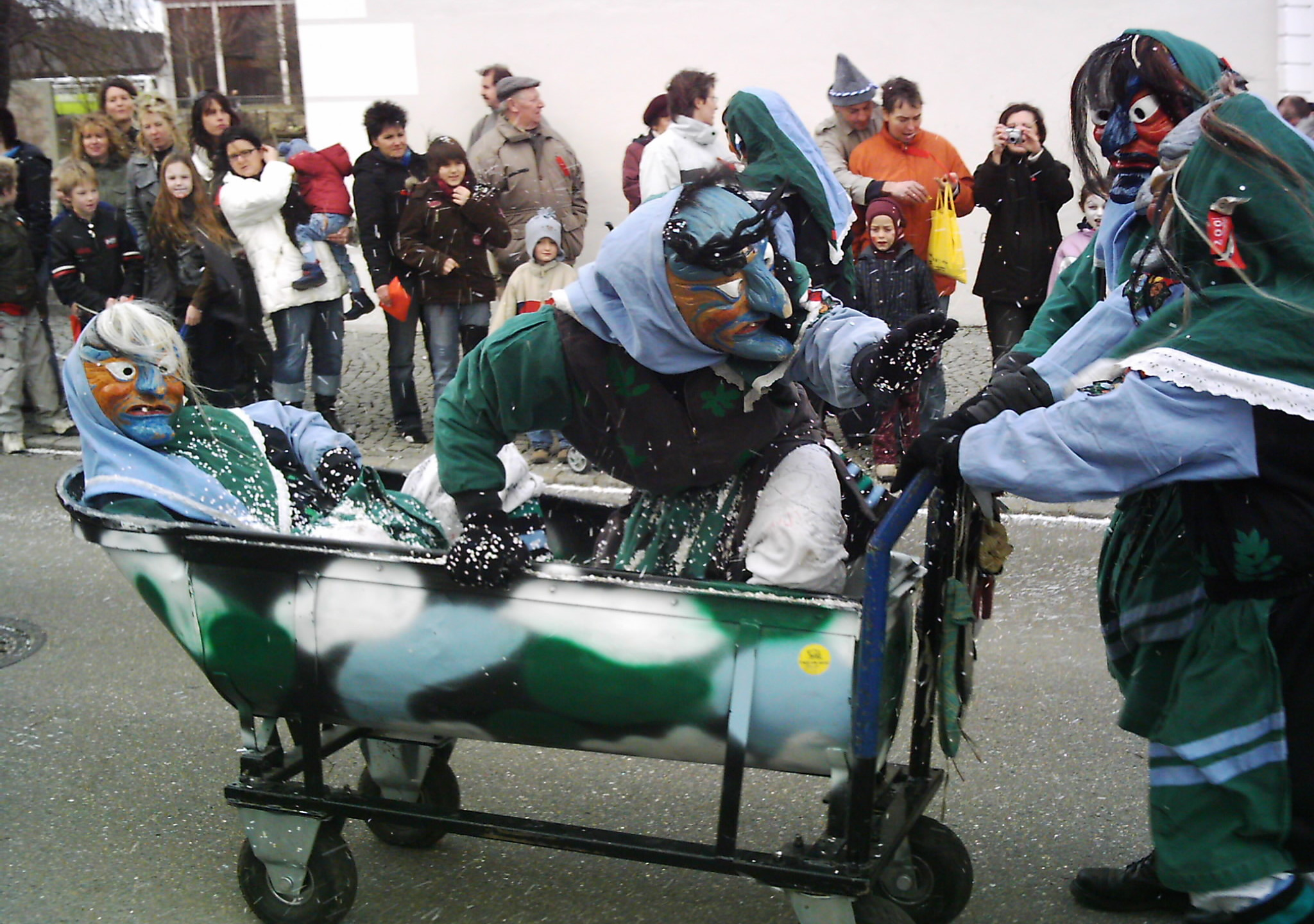
Die Memminger Narrenzunft Stadtbachhexen

In der Stadt haben Vereine eine lange Tradition. So bestanden 1886 bereits 43 Vereine. Auch heute findet in der Stadt ein reges Vereinsleben statt. Hierbei tritt im musikalischen Bereich vor allem die Stadt- und Jugendkapelle hervor, die schon viele nationale und internationale Preise gewonnen hat. Der mit über 5000 Mitgliedern größte Verein der Stadt, der Fischertagsverein, organisiert den alljährlichen Fischertag und die Wallensteinfestspiele. Für die Wasserrettung gibt es die DLRG Memmingen-Unterallgäu e. V. und die Wasserwacht des Roten Kreuzes. In den Hilfsorganisationen Rotes Kreuz, Johanniter-Unfall-Hilfe e. V. und Malteserhilfsdienst sind viele Bürger engagiert. In der christlichen Jugendarbeit sind der CVJM sowie die evangelische und die katholische Gemeindejugend aktiv. Zweck der 1869 gegründeten Sektion Memmingen des Deutschen Alpenvereins ist es, das Bergsteigen und alpine Sportarten vor allem in den Alpen und den deutschen Mittelgebirgen, besonders für die Jugend und die Familien, zu fördern und zu pflegen, die Schönheit und Ursprünglichkeit der Bergwelt zu erhalten, die Kenntnisse über die Gebirge zu erweitern und dadurch die Bindung zur Heimat zu pflegen sowie weitere sportliche Aktivitäten zu fördern. Die Sektion besitzt mehrere Berghäuser und die Memminger Hütte in den Lechtaler Alpen. Die Narrenzunft Stadtbachhexen Memmingen 1996 e. V. wurde 1996 gegründet. Der erste Umzug mit anderen schwäbisch-alemannischen Narrenzünften wurde 1998 durchgeführt. Seitdem wird alle zwei Jahre ein Narrenumzug in der Fasnetszeit mit mehreren hundert Narren und teilweise über 10.000 Zuschauern veranstaltet. Der anhaltende Zustrom an Mitgliedern machte es notwendig, weitere Gruppen innerhalb des Vereins zu gründen. So gibt es neben den Stadtbachhexen auch die Figuren Der Grüne Teufel von dr Martinskirch, der Maufischer und der Mau zu sehen. Der kleinere Nachwuchs läuft bei den Narrenumzügen als Narrensamen mit.

### Sport

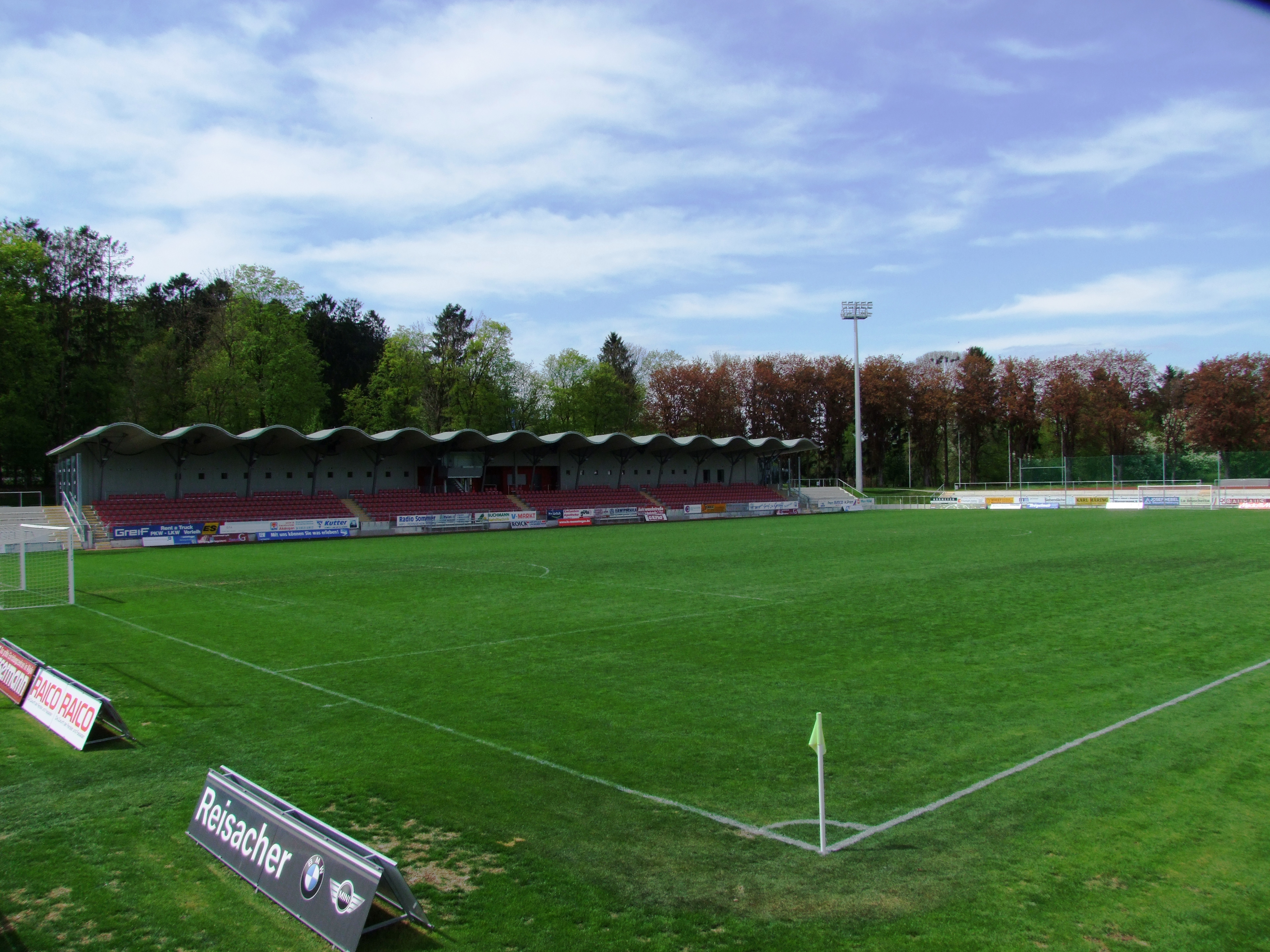
Die 2008 eröffnete Memminger Arena

Das Sportstättenangebot in Memmingen umfasst neben der Memminger Arena, dem Stadion an der Bodenseestraße, dem Sportplatz Ost und dem Amendinger Sportpark ein Eisstadion, ein Hallen- und ein Freibad sowie mehrere Turnhallen, die für die Sportvereine zur Verfügung stehen.
Es existieren 60 Sportvereine. Dazu zählt der als größter Sportverein der TV Memmingen. Fast alle Stadtteile haben eigenständige Sportvereine. 
Der FC Memmingen ist der erfolgreichste Fußballverein der Stadt und spielt in der Saison 2024/25 in der fünftklassigen Bayernliga Süd. Daneben gibt es den BSC Memmingen und den türkischen TGS Memmingen.
Die höchsten Zuschauerzahlen in der Stadt sind beim Eishockeyverein ECDC Memmingen anzutreffen. Die Herrenmannschaft spielt in der Eishockey-Oberliga Süd und damit der dritthöchsten Liga. Die Damenmannschaft des ECDC spielt in der Fraueneishockey-Bundesliga und erreicht meist die vorderen Plätze der Tabelle. Der HC Maustadt spielt in der Eishockey-Bezirksliga Bayern. Weitere Vereine sind die Tennisvereine TC Memmingen und TV Memmingen, der BSC Memmingen, der SV Amendingen, der SV Steinheim, der TV Memmingen und der DJK Memmingen.

### Regelmäßige Veranstaltungen

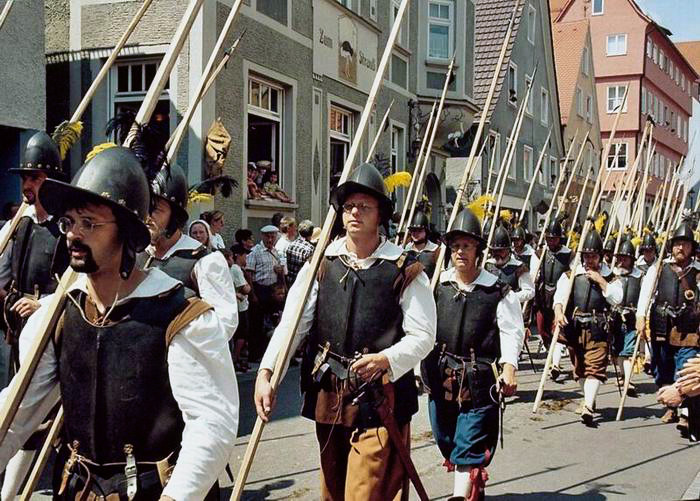
Die Pikeniere bei Wallenstein in der Ulmer Straße

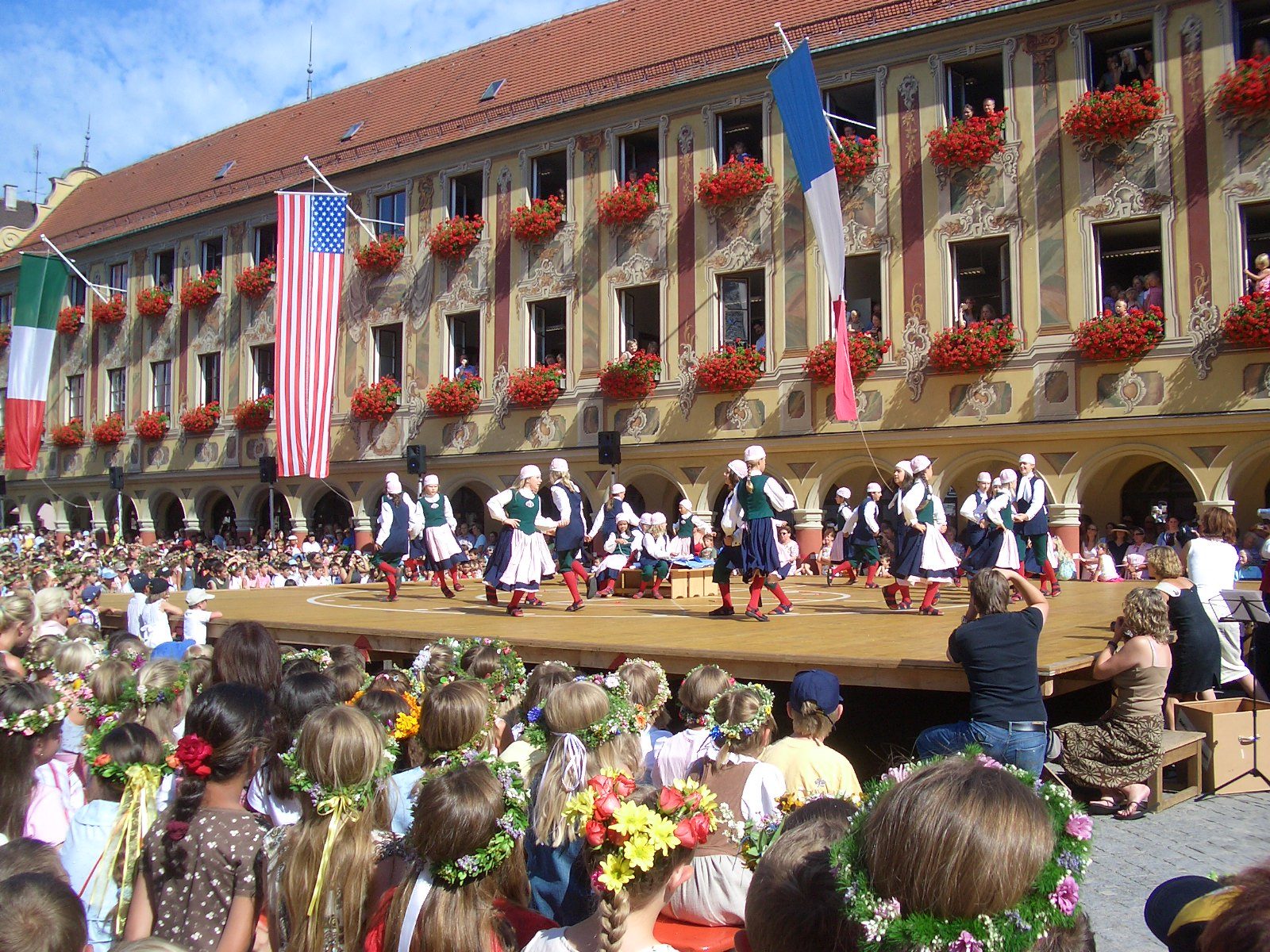
Das Kinderfest im Juli

In Memmingen finden jedes Jahr zahlreiche Feste, Festivals und Führungen statt. Meist sind diese auf die Altstadt beschränkt. Den Anfang bildet der Nightgroove, die Memminger Musiknacht im April mit einem Live-Musik-Programm in zahlreichen Kneipen, Bars und Cafés der Innenstadt. Bei Memmingen blüht im Mai wird die Innenstadt in ein Blütenmeer mit Ausstellungen und Verkaufsständen von Floristen, Landschaftsgärtnern und -bauern verwandelt. Im Frühsommer lädt das Stadtfest zum Verweilen ein. Die Memminger Einzelhändler bewirten als Dank für das vergangene Jahr die Gäste. Die sogenannte Memminger Meile mit dem Fest der Kulturen am Westertorplatz vor dem Kaufhaus Karstadt ist das Kulturfestival der Stadt unter der Regie des Kulturamtes, jedes Jahr unter einem neuen Motto.
Die von Hermann Pfeifer ins Leben gerufenen Wallensteinfestspiele, bei denen knapp 4500 Bürger in historischen Kostümen eine Woche lang nachspielen, wie Wallenstein 1630 für einige Wochen in der Stadt lagerte und dort von seiner Absetzung als Feldherr durch Kaiser Ferdinand II. auf Betreiben von Maximilian I. erfuhr. Es zählt zu den größten Historienspielen in ganz Europa. Das Schauspiel wird allerdings von einigen Historikern kritisiert, da es angeblich den Krieg verherrlicht, wobei der Aufenthalt von Wallenstein der Stadt Memmingen allerdings eine Verschnaufpause im Dreißigjährigen Krieg verschaffte.
Etwa alle zwei Jahre gibt es die Memminger Kabarett-Tage. Im Rahmen der Memminger Meisterkonzerte wird klassische Musik dargeboten. Am 11.11. findet der traditionelle Rathaussturm mit einem Umzug auf dem Marktplatz statt. Dabei übergibt der Oberbürgermeister den Stadtschlüssel an den Elferrat, der anschließend die Stadtpolitik des vergangenen Jahres aufs Korn nimmt.
Mehrmals im Jahr finden Blindenstadtführungen statt. Dabei können die Besucher verschiedene wichtige Memminger Gebäude wie zum Beispiel das Rathaus und das Siebendächerhaus in Miniaturform mit den Händen erfühlen und erfahren so, wie sie aussehen. Memmingen ist die erste Stadt Deutschlands mit solchen Führungen. Jeden Samstag wird ein Rundgang durch die Stadtkirche St. Martin mit Orgelmusik angeboten.

#### Märkte

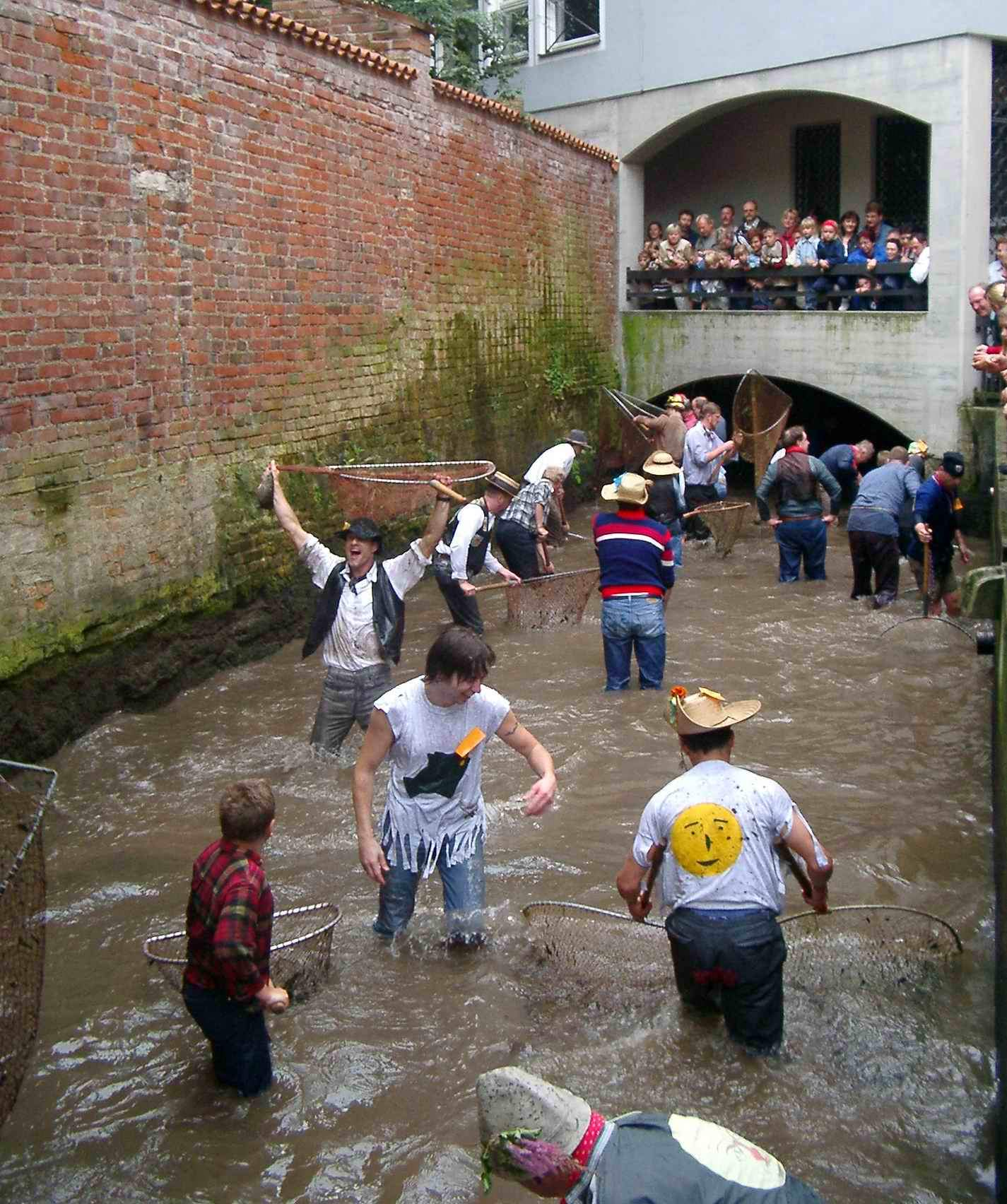
Der Fischertag

Jeden Dienstag- und Samstagvormittag ist auf dem historischen Marktplatz Markttag. Vor allem Händler aus der Region bieten regionale Verzehrprodukte und Blumen an. Bei Veranstaltungen auf dem Marktplatz wird der Wochenmarkt auf den Hallhof verlegt. In jedem Jahr wird der Christkindlesmarkt auf dem Marktplatz vor dem Rathaus abgehalten. Am ersten Samstag des Septembers findet in der südlichen Altstadt ein Altstadttrödelmarkt statt.
Jedes Jahr findet der Memminger Jahrmarkt am Dienstag nach Galli (Oktober) statt. Dieser Termin kann sich aber ändern, je nachdem, wie lange das Münchner Oktoberfest dauert. Der größte Innenstadtjahrmarkt Süddeutschlands wartet mit Fahr- und Schaugeschäften, Schießhallen und anderen Angeboten auf. Dazu gehört auch der Krämermarkt von Dienstag bis Donnerstag in der Altstadt mit über 250 Fieranten und Verkaufsständen.

#### Historische Feste
Das bekannteste historische Fest Memmingens ist der Fischertag. Alljährlich strömen zehntausende Touristen in die Stadt und sind Zuschauer eines mittelalterlichen Spektakels: An einem Samstag Ende Juli wird innerhalb der Altstadt der Stadtbach leergefischt. Etwa 1500 Fischer (und seit 2021 auch Fischerinnen) „jucken“ (= springen) dabei in den Bach. Am vorhergehenden Donnerstag feiern etwa 2000 Jungen und Mädchen das alljährliche Memminger Kinderfest, bei dem am Vormittag auf dem Marktplatz gesungen und getanzt wird. Am Nachmittag findet der traditionelle Umzug quer durch die Stadt zum Stadiongelände statt.
Die Wallensteinfestspiele sind ein seit 1980 existierendes Historienfestspiel und finden in der Regel alle 4 Jahre im Anschluss an den Fischertag im Juli statt.

### Schutzgebiete
Im Landkreis gibt es ein Naturschutzgebiet, ein Landschaftsschutzgebiet, ein FFH-Gebiet und mindestens zwei vom Bayerischen Landesamt für Umwelt ausgewiesene Geotope (Stand Mai 2016).
Siehe auch:
- Liste der Naturschutzgebiete in der Stadt Memmingen
- Liste der Landschaftsschutzgebiete in Memmingen
- Liste der FFH-Gebiete in der Stadt Memmingen
- Liste der Geotope in Memmingen

## Wirtschaft und Infrastruktur
Seit 1993 ist die Stadt Oberzentrum. Zusammen mit den angrenzenden Gemeinden hat der innere Marktbereich Memmingen etwa 60.000 Bewohner. Im erweiterten Marktbereich leben zwischen 300.000 und 400.000 Einwohner. Über 14.000 Menschen pendeln täglich zur Arbeit in die Stadt, darunter über 3.000 aus dem benachbarten Baden-Württemberg (Stand: Mitte 2005). In Memmingen waren im Dezember 2008 26.478 sozialversicherungspflichtig beschäftigt; infolge der weltweiten Finanz- und Wirtschaftskrise sank diese Zahl auf 25.970 sozialversicherungspflichtig Beschäftigte (Stand: Dezember 2009). Im Zuge der wirtschaftlichen Erholung stieg diese Zahl bis zum 30. September 2015 auf 29.919 an, sank jedoch bis zum 30. September 2016 leicht auf 29.628.
Im produzierenden Gewerbe fanden über 11.400 Personen Arbeit, überwiegend im verarbeitenden Gewerbe (7.500 Beschäftigte in 44 Betrieben). Memmingen ist damit die industrielle Hochburg Mittelschwabens und des Allgäus. Knapp ein Drittel des Gesamtumsatzes von 1,13 Milliarden Euro erzielte das verarbeitende Gewerbe im Jahr 2005 im Ausland. Im Baugewerbe gab es im Juni 2005 über 1.200 Beschäftigte.
Im Handel sowie im Gast- und Transportgewerbe haben weitere 6.400 Personen Arbeit gefunden, im sonstigen Dienstleistungsgewerbe über 10.400. Dies unterstreicht die Bedeutung Memmingens als Handelszentrum. Der innerstädtische Handel erfuhr eine deutliche Belebung durch die Aufwertung großer Innenstadtareale durch Ansiedlung neuer Kaufhäuser und Geschäfte. Die Bedeutung des Fremdenverkehrs ist allerdings eher gering. Aufgrund der räumlichen Nähe zu großen Tourismusregionen (Allgäu, Oberschwaben, Bodensee, Kneipptourismus im Unterallgäu) verzeichnet Memmingen jedoch viele Tagesbesucher. Die Zahl der Gästeübernachtungen lag 2009 bei 101.195 seit der Ansiedlung weiterer Fluglinien stiegen die Übernachtungszahlen kontinuierlich an und lag 2017 bei 162.482. Weitere Hotels wurden gebaut, bestehende sollen erweitert werden. Memmingen wird auf der offiziellen touristische Internetplattform für das Allgäu touristisch vermarktet.
Die Arbeitslosenquote des Wirtschaftsraums Memmingen lag im April 2008 mit 2,6 % deutlich unter dem Landesdurchschnitt von 3,8 %. Im Juni 2008 lag die Quote sogar bei nur 2,2 %, womit in Memmingen quasi Vollbeschäftigung herrschte. Ab Dezember 2008 stieg die Arbeitslosenquote durch die Finanzmarktkrise auf 3,9 % im Januar 2009 an. Sie hielt sich bis Anfang 2010 bei 4,0 %, im Juni 2010 betrug sie noch 3,2 % und im März 2012 noch 2,6 % und damit deutlich unter dem bayerischen Durchschnitt von 4,0 %. Im April 2014 sank die Quote im Wirtschaftsraum Memmingen auf 2,5 %. Seitdem pendelt sie um diese Marke.
Im Jahre 2016 erbrachte Memmingen, innerhalb der Stadtgrenzen, ein Bruttoinlandsprodukt (BIP) von 2,467 Milliarden €. Das BIP pro Kopf lag im selben Jahr bei 57.281 € (Bayern: 44.215 €, Deutschland 38.180 €) und damit über dem regionalen und nationalen Durchschnitt. In der Stadt gab es 2016 ca. 38.300 erwerbstätige Personen.
Ende 2015 kündige das schwedische Möbelhaus IKEA an, direkt am Autobahnkreuz Memmingen ein Möbelhaus mit angeschlossenem Fachhandelszentrum zu errichten. Die bisher auf diesem Gebiet ansässige Rinderbesamungsgenossenschaft Memmingen sollte dafür nach Priemen bei Volkratshofen auf Memminger Flur ausgesiedelt werden und die Zufahrt über die Europastraße erfolgen. Im April 2018 kündigte IKEA allerdings einen Richtungswechsel in der Expansionspolitik an; die Errichtung einer Filiale in Memmingen sollte nochmals grundsätzlich überprüft werden. In keinem Fall wolle man das Projekt jedoch in der zuvor geplanten Form umsetzen. Im März 2019 kündigte IKEA an, dass in Memmingen keine Filiale gebaut wird.

### Ortsansässige Unternehmen

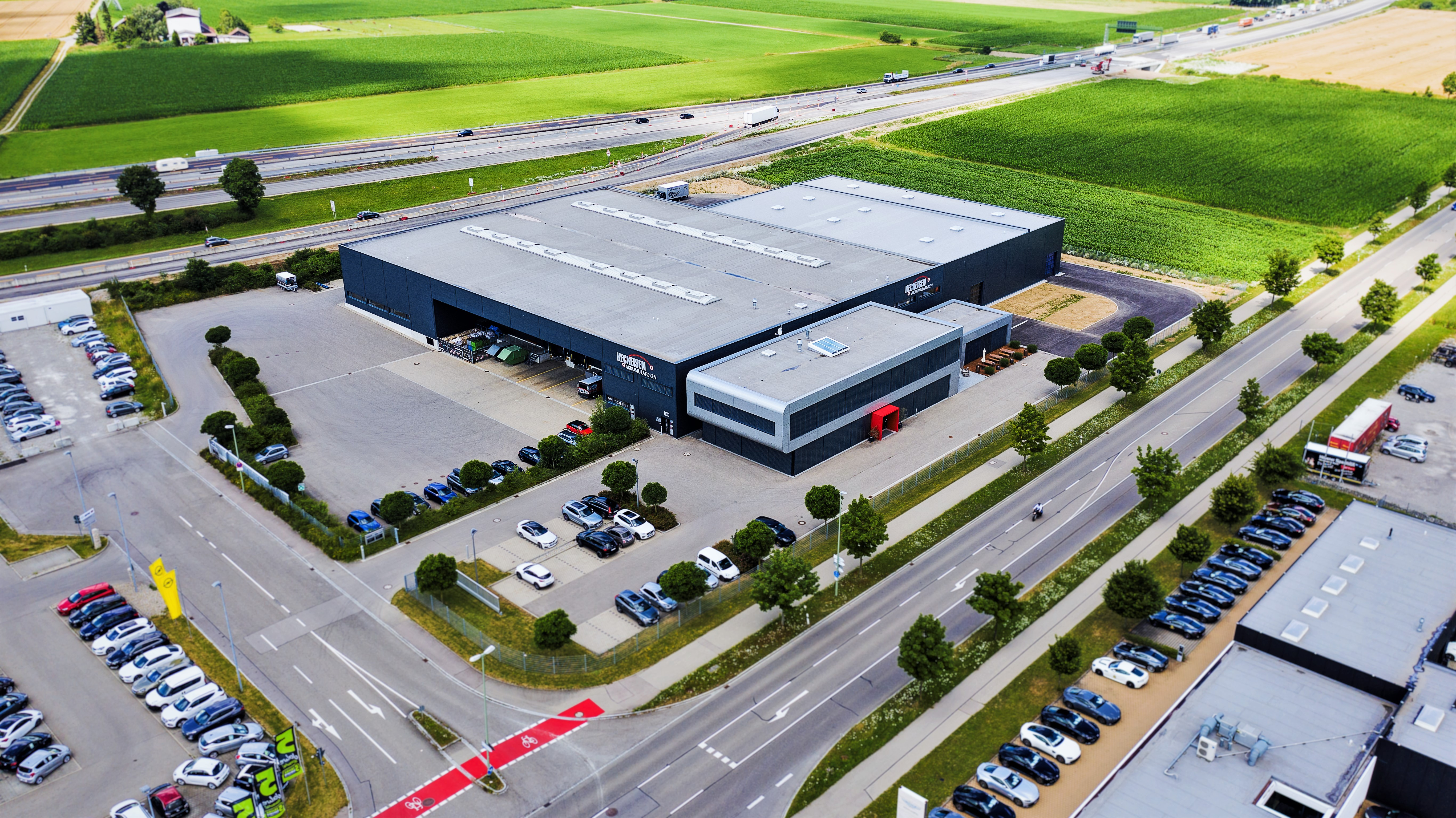
Die Firma Keckeisen Akkumulatoren am Autobahnkreuz Memmingen

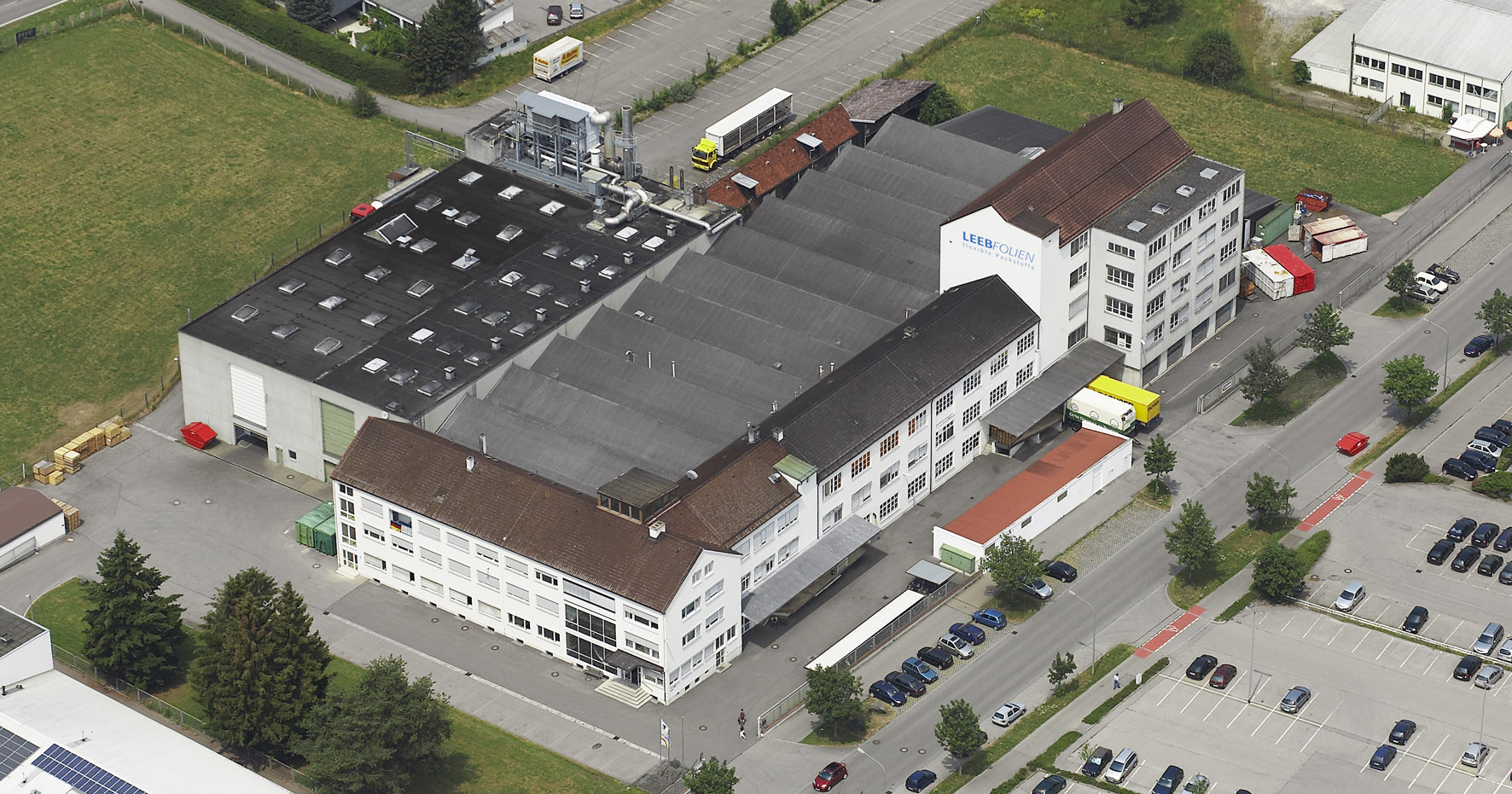
Das Werk von Leeb Folien

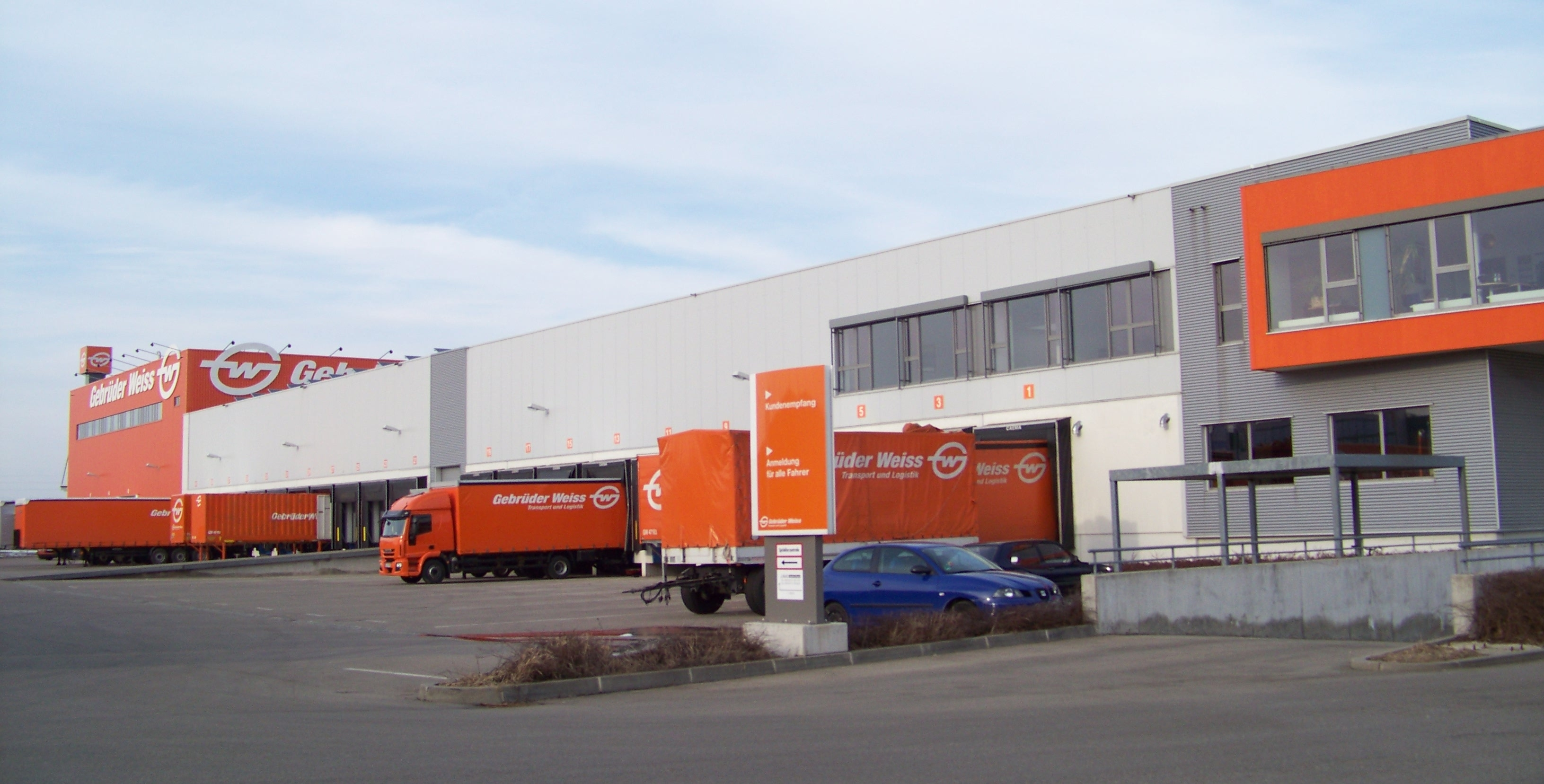
Gebäude der österreichischen Spedition Gebrüder Weiss

Einige auf dem Weltmarkt führende Unternehmen haben ihren Sitz, eine Niederlassung oder ein Werk in Memmingen. Eine der größten ansässigen Unternehmen ist die Berger Holding, die auf dem Gebiet der Herstellung von Präzisionsdreh- und Frästeilen Weltmarktführer ist. Auch der bundesweit tätige Reformhandelsversand GEFRO Reformversand Frommlet ist in Memmingen ansässig. Dieser wurde vor allem mit seinen Suppen, Soßen und Gewürzen europaweit bekannt. Der Elektronikkonzern Rohde & Schwarz, ein führendes Unternehmen der Kommunikations- und Messtechnik, betreibt in Memmingen unter dem Namen Rohde & Schwarz Messgerätebau GmbH das größte Fertigungswerk des Konzerns sowie ein Auslieferungslager. Die Novoflex Präzisionstechnik GmbH hat ebenfalls ihren Sitz in Memmingen und ist als Hersteller von High-Tech-Zubehör für die Fotografie weltweit bekannt. Der Betrieb gewann vor allem in den 1970er und 1980er Jahren viele Preise für Entwicklungen im Bereich Fotografie. Die Metzeler Schaum GmbH ist weltweit die erste Firma, die Schaumstoff aus Pflanzenöl herstellen kann. Magnet-Schultz, ein weltweit an der Spitze liegender Industriemagnete-Hersteller, hat ebenfalls seinen Sitz und das Stammwerk in Memmingen. Die Spezialstahlseilfabrik Pfeifer Seil- & Hebetechnik, die sich einen Namen durch Seilkonstruktionen für Dächer von Sportstätten, beispielsweise der MHPArena in Stuttgart, des Olympiastadions in München oder der Arena Auf Schalke machte, hat ihren Sitz in Memmingen. Relius Farbenwerke, ein Hersteller von Dispersionsfarben und -lacken für das Malerhandwerk, hat seine Produktionsstätte im Ortsteil Steinheim. Die Memminger Brauerei GmbH und die Baufirmen Josef Hebel, Unglehrt und Kutter haben ihren Sitz in Memmingen. Der Spezialfahrzeugbauer Goldhofer, bekannt für Schwerlastfahrzeuge und Flugzeugschlepper, hat seinen Stammsitz und sein Werk in Memmingen. Die weltweit tätige Stetter GmbH stellt Fahrmischer, Recycling- und Beton-Mischanlagen her.
Der Gelatinehersteller Gelita AG (früher: Deutsche Gelatinewerke) eröffnete 1996 eines seiner deutschen Werke im Industriegebiet Süd. Das Memminger Medienzentrum und die ALPINE Hydraulik GmbH, die im Bereich der Innovativen Sonderhydraulik weltweit tätig ist, haben ihren Sitz im Gewerbegebiet Nord. Der Papier- und Wellpappehersteller Hans Kolb Wellpappe an der A 96 hat dort sein Stammwerk. BUZIL-WERK Wagner GmbH & Co. KG, ein Reinigungs- und Putzmittelunternehmen, hat seinen Sitz und sein Stammwerk im Norden. KATEK Memmingen GmbH, ein mittelständisches Unternehmen, das weltweit Elektronik vertreibt, wurde 1976 gegründet. Geschäftsbereiche sind Präzisionselektronik, Solarelektronik für Photovoltaik und Solarthermie, Batterie-Ladesysteme und Kabeltechnik. Leeb Folien, der mittelständische Hersteller von flexiblen Packstoffen und technischen Anwendungen auf Folienbasis mit über 180 Mitarbeitern, hat seinen Sitz im Memminger Süden.
Wegen der Nähe zum Verkehrsdrehkreuz Memmingen haben sich viele große Speditionen und Auslieferungslager in der Stadt angesiedelt. Die größte Spedition ist Dachser, die das Logistikzentrum Allgäu, die derzeit größte Dachser-Niederlassung in Deutschland, betreibt. Die Spedition Gebrüder Weiss betreibt einen Umschlagplatz, der im Juli 2002 eröffnet wurde und bereits 2007 erweitert wurde. Etwa 100 von 4600 Mitarbeitern des österreichischen Konzerns arbeiten dort. GameStop Deutschland GmbH, der deutsche Ableger der Einzelhandelskette für Computer- und Videospiele, betreibt unter den Marken EB Games und GameStop über 200 Filialen in Deutschland.

### Verkehr

#### Straßenverkehr
Die Stadt liegt am Schnittpunkt der Autobahnen A 7 Ulm–Füssen–Österreich und A 96 München–Lindau–Schweiz (südlichstes Autobahnkreuz Deutschlands) sowie an den Bundesstraßen Augsburg–Memmingen (B 300) sowie Memmingen–Reutlingen (B 312). Die Stadt besitzt drei Umfahrungsmöglichkeiten (Altstadtring, Mittlerer Ring, Autobahn). Zu den wichtigsten Straßen zählen die Dr.-Karl-Lenz-Straße, die Buxheimer Straße, die Donaustraße und die Allgäuer Straße. Durch die relativ hohen Einpendlungen ist gerade der Mittlere Ring vom Verkehr belastet. Die Stadt verfügt über eine etwa einen Kilometer lange Fußgängerzone in der Altstadt, vier städtische Parkhäuser und eine Tiefgarage in der Innenstadt. Weitere Parkhäuser sind beim Klinikum und der „Neuen Schranne“. Die Einzelhandelsfirma Karstadt verfügt ebenfalls über ein Parkhaus. In der Innenstadt gilt eine einheitliche Geschwindigkeitsbegrenzung von 30 km/h. Teilweise sind Straßen auch verkehrsberuhigt. Der Marktplatz ist als Fußgängerbereich ausgewiesen. Innerhalb der Stadt sind die meisten Straßen mit Fahrradwegen oder Fahrradspuren ausgestattet. Seit dem Jahr 2020 weisen vier neue touristische Schilder an den Autobahnen A 7 und A 96 auf den neuen Namenszusatz „Memmingen – Stadt der Freiheitsrechte“ hin.
| A7      | Handewitt – Füssen     |
| A96     | München – Lindau       |
| B300    | Augsburg – Memmingen   |
| b312    | Stuttgart – Memmingen  |
| St 2009 | Memmingen – Kempten    |
| St 2013 | Memmingen – Mindelheim |
| St 2031 | Neu-Ulm – Memmingen    |

Busverkehr
Der öffentliche Personennahverkehr wird durch sieben innerstädtische Buslinien bedient, die von Montag bis Freitag zwischen 6 und 20 Uhr verkehren. An Sonn- und Feiertagen verkehrt zwischen 12 und 19 Uhr eine innerstädtische Buslinie. Die äußeren Stadtteile sind relativ schlecht an die Kernstadt angebunden. Der ZOB (Zentraler Omnibusbahnhof) wurde am 9. Dezember 1981 eingeweiht und ist das Hauptdrehkreuz für den Busverkehr im Stadtgebiet Memmingen, dem Landkreis Unterallgäu sowie dem angrenzenden Baden-Württemberg. Von Montag bis Samstag verkehrt halbstündlich eine Buslinie zum Flughafen. Außerdem unterhält die Deutsche Bahn die Buslinien Lindau-Leutkirch-Tannheim-Memmingen-Buchloe-Augsburg/München sowie Ulm-Memmingen-Kempten. Die Stadt ist mit 24 Buslinien in die umliegenden Gemeinden und Marktgemeinden sowie in die Kreisstädte Mindelheim und Bad Wörishofen bestens angebunden.

#### Schienenverkehr

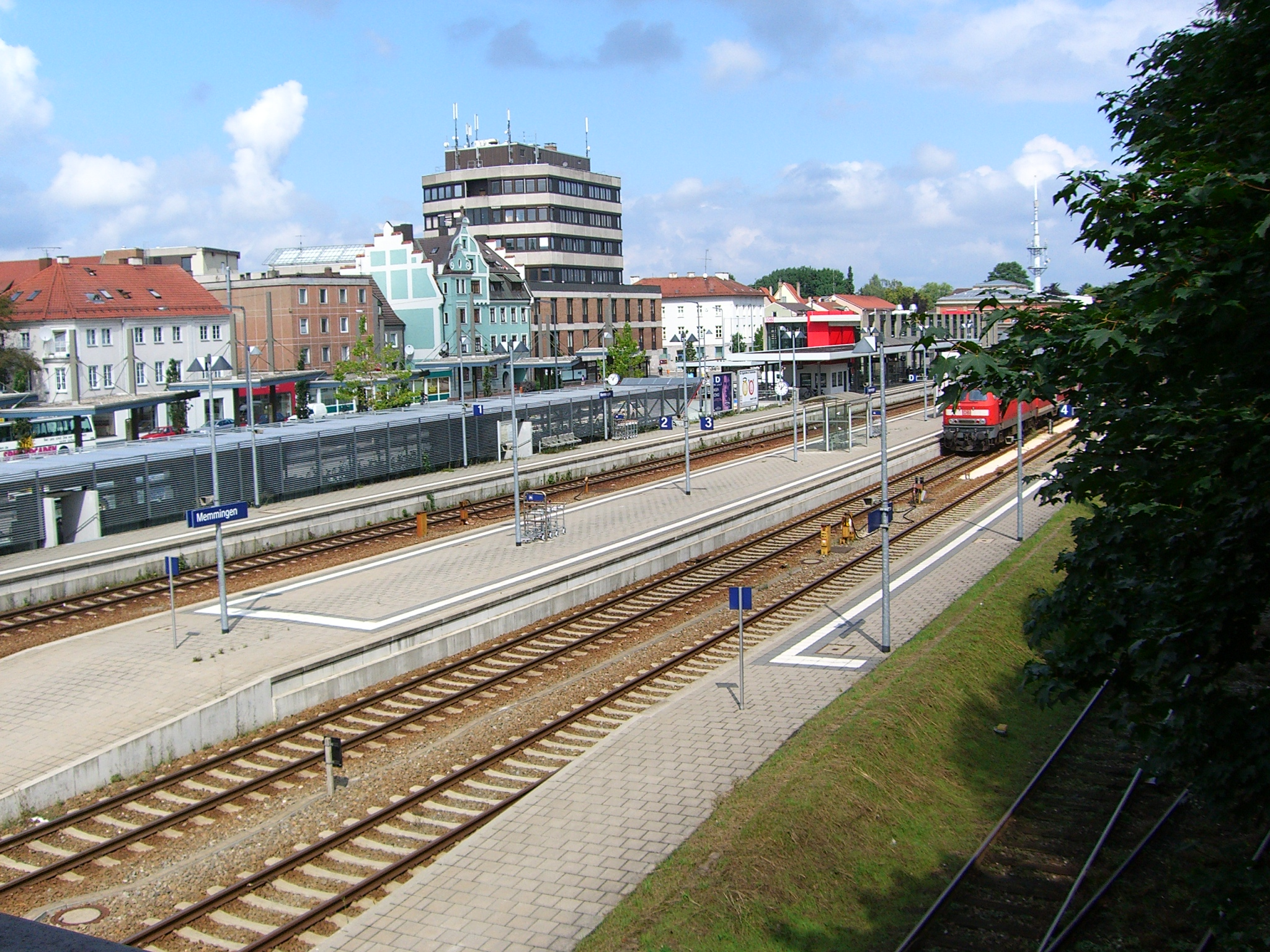
Der Memminger Bahnhof

Im Bahnhof Memmingen kreuzen sich die Bahnstrecken Buchloe–Memmingen, Leutkirch–Memmingen und Bahnstrecke Neu-Ulm–Kempten. Der Regionalverkehr ist in den Allgäu-Schwaben-Takt eingebunden. Im Fernverkehr wird Memmingen von der EuroCity-Express-Linie 88 München–Lindau–Zürich bedient. Die Verbindung von München über Memmingen nach Lindau ist seit Dezember 2020 elektrifiziert. Seitdem werden auf der Linie München–Zürich elektrische Triebzüge der SBB-Baureihe RABe 503 eingesetzt. Die 1904 eröffnete Stichbahn nach Legau, auch Legauer Rutsch genannt, wurde 1972 stillgelegt. Die Trasse ist überwiegend als Radweg ausgebaut. Der Bahnhof ist barrierefrei gestaltet.
Planungen der Regio-S-Bahn Donau-Iller sehen die Errichtung von zwei neuen Haltepunkten in der Stadt vor: zum einen Memmingen-Amendingen im Norden der Stadt und zum anderen Memmingen-Klinikum/BBZ im Westen der Stadt in der Nähe des Klinikums und des Berufsbildungszentrums-West mit ca. 5500 Schülern.

#### Luftverkehr

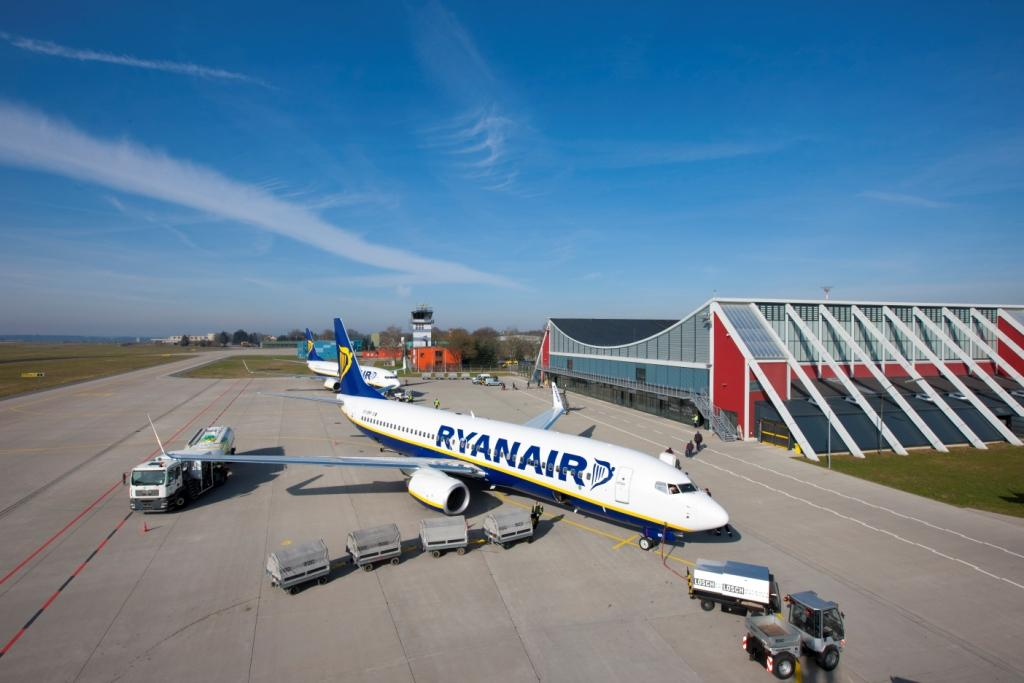
Der Flughafen Memmingen

Vom Flughafen Memmingen in Memmingerberg verkehren Passagiermaschinen, Privatjets und Sportflugzeuge. Obwohl es am 6. März 2004 in Memmingen eine Demonstration mit über 4000 Teilnehmern gab, wurde für den ehemaligen NATO-Militärflugplatz (Fliegerhorst Memmingen, Jagdbombergeschwader 34) am 9. Juli 2004 vom Luftamt Südbayern die luftrechtliche Änderungsgenehmigung für einen zivilen Regionalflughafen erteilt. Seit Juni 2007 bestehen Linien- und Charter-Verbindungen zu nationalen und internationalen Zielen.
Im Jahr 2019 verzeichnete der Flughafen insgesamt 1.722.764 Passagiere, ein Plus von rund 15 Prozent gegenüber dem Vorjahr. Damit liegt Memmingen deutschlandweit auf Platz 14.

### Medien
Von und in der Stadt berichten die Memminger Zeitung (täglich erscheinend) und der Memminger Kurier, eine samstags erscheinende, kostenlose Wochenzeitung mit redaktionellem Teil. Ebenfalls kostenlos ist die mz extra, die von der Memminger Zeitung wöchentlich publiziert wird. Monatlich erscheint das public-in, das vor allem jüngeres Publikum ansprechen soll. Zudem gibt es seit Mai 2008 DIE LOKALE, eine Monatszeitung im Tableauformat mit großem Redaktionsteil; auch sie kommt kostenlos in alle Haushalte. Der lokale Radiosender Hitradio RT1 Südschwaben berichtet aus seinem Sendestudio in der Donaustraße über aktuelle und lokale Themen. Gesendet wird ein unterhaltungsorientiertes 24-Stunden-Programm mit halbstündlichen Lokalnachrichten. Ebenso berichten die Medien aus dem Großraum Ulm gelegentlich über Ereignisse von Memmingen, so der Privatsender Radio 7 und die Ulmer Südwest Presse. Dies ist der Tatsache geschuldet, dass Memmingen sehr nahe an Baden-Württemberg liegt.

### Öffentliche Einrichtungen

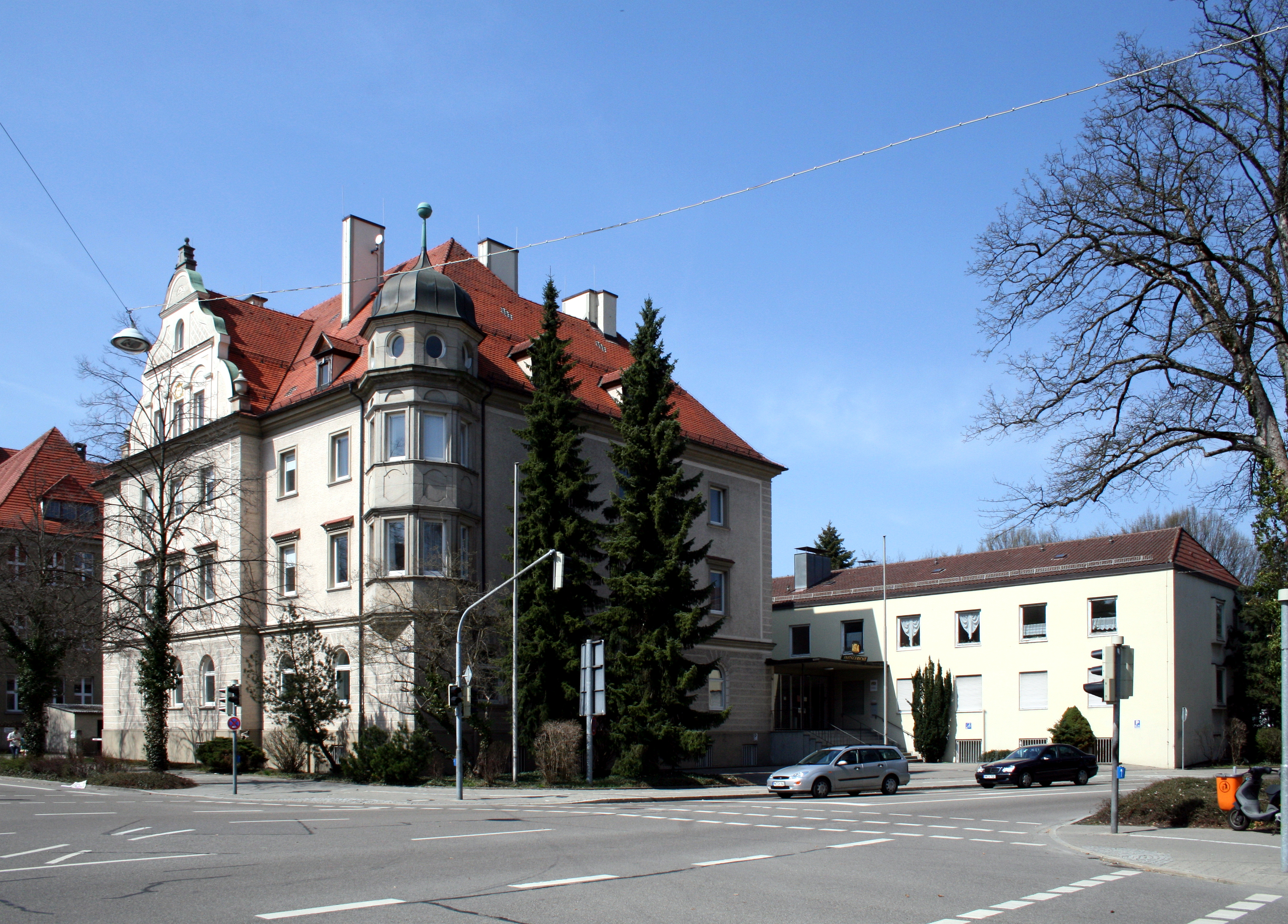
Das Amtsgericht Memmingen

Das Amtsgericht Memmingen ist für die kreisfreie Stadt Memmingen sowie den Landkreis Unterallgäu, das Landgericht Memmingen für den bayerischen Teil der Region Donau-Iller (die Landkreise Unterallgäu, Neu-Ulm und Günzburg) zuständig. In der Stadt finden Amts- und Gerichtstage des Arbeitsgerichts Kempten statt. Memmingen ist Sitz der Justizvollzugsanstalt Memmingen.
Memmingen hat ein Finanzamt mit einer Außenstelle in Mindelheim, eine Agentur für Arbeit, ein Zollamt, eine Polizeiinspektion, eine Autobahnpolizeiinspektion sowie eine Kriminalpolizeiinspektion. Der Kriminaldauerdienst (KDD) Südschwaben hat ebenfalls seinen Sitz in Memmingen. Im November 2011 wurde bekanntgegeben, dass der Behördenstandort Memmingen geschwächt werde. Die Bundesagentur für Arbeit, Bezirk Memmingen, wird mit dem Bezirk in Kempten zusammengelegt. Der Hauptsitz der zukünftigen Agentur für Arbeit Kempten-Memmingen soll in Kempten entstehen.
In Memmingen befindet sich eine Außenstelle des Landratsamtes Unterallgäu, das seinen Sitz in Mindelheim hat. Auch befindet sich in Memmingen das von der Deutschen Bundespost gebaute ehemalige Fernmeldeamt Memmingen 2, das im Zuge der Privatisierung in den Besitz der Deutschen Telekom überging. Der 75 Meter hohe Fernmeldeturm sollte in den Anfangsjahren das Privatfernsehen übertragen, heute dient er dem Kabelnetz als Kabelempfangsstelle und Mobilfunk-Basisstation.

#### Bibliotheken
Die Stadtbibliothek mit einer Nebenstelle in der Theodor-Heuss-Schule besitzt über 75.000 Medien. Die Stadt unterhält zusätzlich die Wissenschaftliche Stadtbibliothek Memmingen, die vor allem alte Handschriften und Forschungsliteratur zum Raum Memmingen enthält. Die katholische Kirche hat im Maximilian-Kolbe-Haus am Ulmer Tor eine kleine Bibliothek, Mediothek genannt, eingerichtet, die sich vor allem den nichtschriftlichen Medien widmet.

#### Feuerwehr

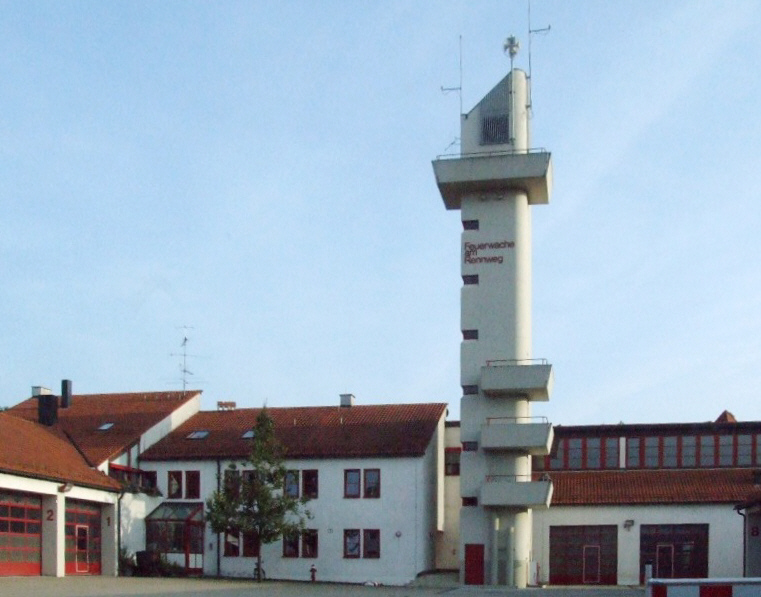
Die Hauptfeuerwache am Rennweg in Memmingen

Seit Jahrhunderten besteht in Memmingen die Freiwillige Feuerwehr. Bereits im Mittelalter wurde in verschiedenen Ratsprotokollen berichtet, dass alle Bürger mithalfen, kleinere Brände zu löschen. Von großflächigen Bränden wurde Memmingen bisher verschont. 1822 wurde die erste Freiwillige Feuerwehr in Memmingen gegründet. 1945 wurde sie in das Vereinsregister eingetragen. Seit der Gründung 1822 musste die Feuerwehr zweimal in andere Räume umziehen, bis sie 1984 ihre neu gebaute Feuerwache Am Rennweg beziehen konnte. Am Hauptstandort sind derzeit rund 120 Feuerwehrleute in 6 Löschzügen im Einsatz. Neben der Hauptfeuerwache am Rennweg sind in den Stadtteilen Amendingen, Buxach, Dickenreishausen, Eisenburg, Steinheim und Volkratshofen weitere Feuerwehren mit insgesamt 255 Mitgliedern untergebracht. Die Stadt Memmingen beschäftigt 16 hauptamtliche Mitarbeitende bei der Feuerwehr, die sich hauptsächlich um die Einsatzbereitschaft der Fahrzeuge und deren Räumlichkeiten kümmern. Unter anderem fahren diese aufgrund des hohen Einsatzaufkommens im Stadtgebiet auch tagsüber die anfallenden Einsätze und Brandwachen. Wird mehr Personal gebraucht, werden ehrenamtliche Kräfte hinzugezogen. Bis zur Auflösung des Fliegerhorstes Memmingerberg wurde bei Großbränden in Industrieanlagen meist auch die dortige Berufsfeuerwehr mit ihren Löschkanonen alarmiert. Außerdem wird am Flughafen Memmingen eine Betriebsfeuerwehr vorgehalten.

#### Gesundheits- und Betreuungseinrichtungen
In der Stadt existiert das zweitgrößte Klinikum im Regierungsbezirk Schwaben. Die Ärztedichte ist mit 233 Ärzten je 100.000 Einwohner überdurchschnittlich hoch. Memmingen belegt damit deutschlandweit den 44. Platz (Durchschnitt in Bayern 171, in Deutschland 160). Es gibt neun große Altenheime und ebenso viele Einrichtungen des betreuten Wohnens. Weitere Alten- und Pflegeheime befinden sich im nahen Buxheim und Fellheim. Für die Kinderbetreuung gibt es im Stadtgebiet 28 Kindergärten sowie eine städtische Kinderkrippe.

### Bildung

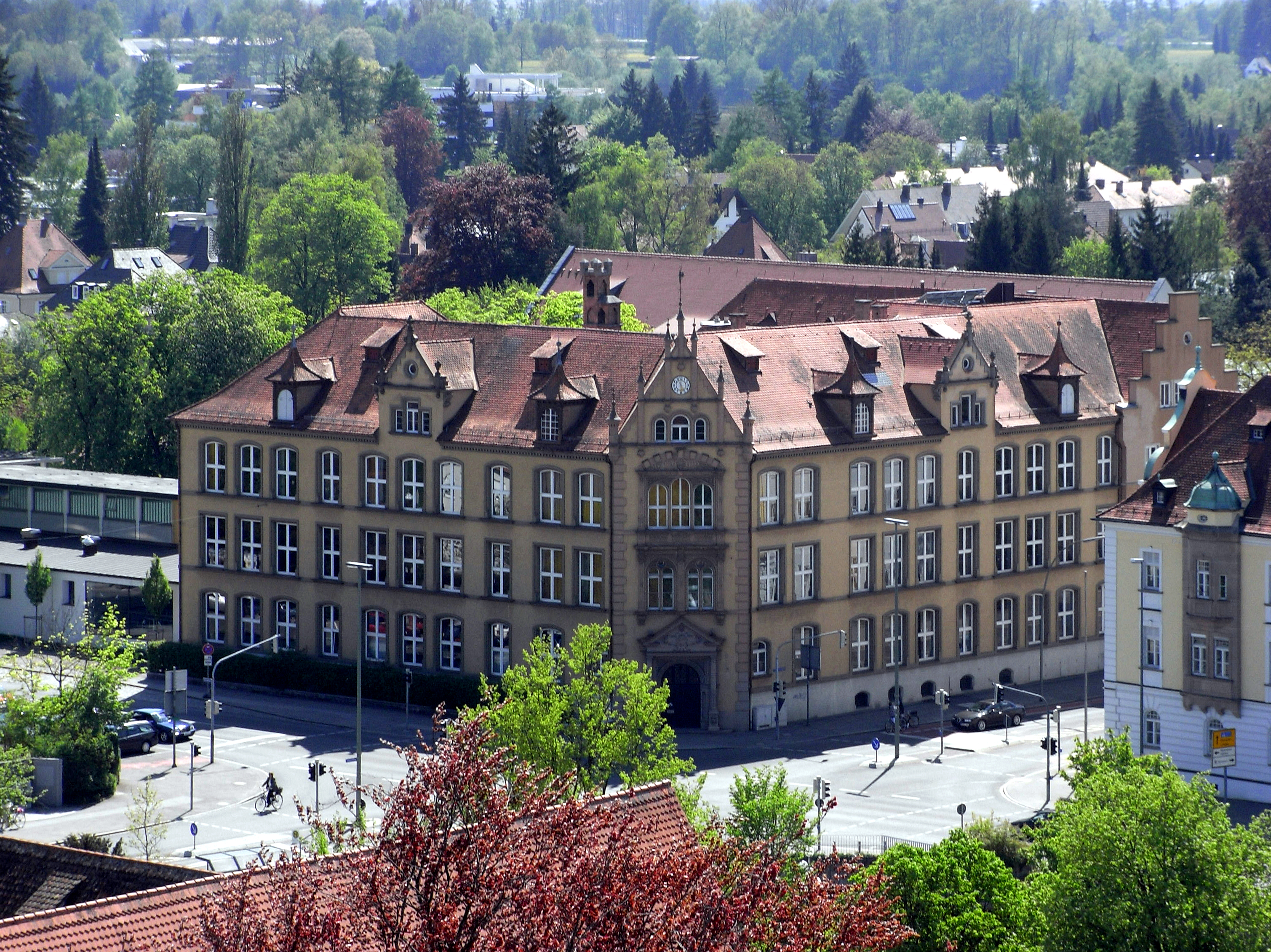
Die Bismarckschule, eine Mittelschule

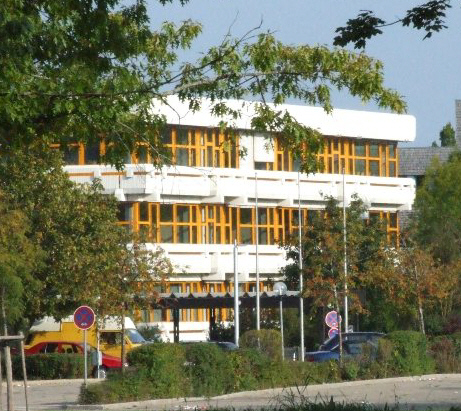
Das BBZ, in dem auch die Business School Memmingen untergebracht ist

#### Allgemeinbildende Schulen
In Memmingen befinden sich sieben Grundschulen (Edith-Stein-Schule, Elsbethenschule, Grundschule Memmingen-Amendingen, Grundschule Memmingen-Dickenreishausen, Grundschule Memmingen-Steinheim, Theodor-Heuss-Schule und die private St. Aloysius Grundschule der Piusbruderschaft), drei Mittelschulen (Bismarckschule, Mittelschule Memmingen-Amendingen, Lindenschule), zwei Realschulen (städtische Sebastian-Lotzer-Realschule und staatliche Realschule), eine staatliche Wirtschaftsschule, zwei Gymnasien (Bernhard-Strigel-Gymnasium und Vöhlin-Gymnasium), eine Berufsoberschule, eine Fachoberschule und zwei Förderzentren (Reichshainschule, Notkerschule). Auf dem Gelände des ehemaligen Schlachthofes wurde bis 2010 ein neues Realschulzentrum für die staatliche und später auch für die städtische Realschule gebaut. Eine Musikschule ist ebenfalls vorhanden. Ein umfangreiches Bildungsangebot mit rund 600 Veranstaltungen je Semester bietet die Volkshochschule, die auch ein Cambridge-Prüfungszentrum unterhält.

#### Berufsbildende Schulen
In Memmingen befinden sich eine Fach- und eine Berufsoberschule sowie mehrere berufsbildende Schulen (z. B. die Berufsfachschule für Krankenpflege und Kinderkrankenpflege der Stadt Memmingen, die Fachschule für Wirtschaftsinformatik, die Landwirtschaftsschule Memmingen). Im Berufsschulzentrum sind die Johann-Bierwirth-Schule, das staatlich kaufmännische Berufsbildungszentrum Jakob Küner, die staatliche Berufsschule Mindelheim – Außenstelle Memmingen und das berufliche Fortbildungszentrum der Bayerischen Wirtschaft (bfz) untergebracht. Die Handwerkskammer für Schwaben betreibt in Memmingen ein Berufsbildungs- und Technologie-Zentrum. Am Altstadtring befindet sich die Deutsche Angestellten-Akademie. Im Januar 2009 erhielt die Stadt den Zuschlag für eine staatliche Technikerschule, die zum Schuljahresbeginn 2009/2010 im Berufsbildungszentrum Johann-Bierwirth den Lehrbetrieb aufgenommen hat. Das Berufsbildungszentrum der Industrie- und Handelskammer Schwaben ist an der Donaustraße untergebracht.

#### Business School Memmingen
Mit der Business School ist es Memmingen gelungen, ein Institut der privaten Steinbeis-Hochschule Berlin anzusiedeln. Es werden zwei Studiengänge angeboten: Bachelor of Business Administration und Bachelor of Engineering. Erstmals am 19. März 2010 wurde 13 Studierenden der Bachelor of Arts in der ehemaligen Kreuzherrenklosterkirche verliehen.
Da eine staatliche Hochschule oder Fachhochschule fehlt, hat sich Memmingen als Fachhochschulstandort beworben.

#### Donau-Universität Krems-Memmingen
Memmingen ist Lehrstandort der Donau-Universität Krems, einer Universität für berufsbegleitende Weiterbildung. Diese bietet seit dem Wintersemester 2012/13 mehrere Studiengänge als Universitätslehrgänge an.

#### Sonstiges
Das Institut für angewandte Forschung Memmingen e. V. (IAFM; vormals ZAM) ist in der „Neuen Welt“ untergebracht. Der Verein arbeitet eng mit Hochschulen der Umgebung und mit der heimischen Wirtschaft zusammen. Es werden zum Beispiel Strahlenmessungen von Mobiltelefonen durchgeführt.
Als ergänzende Bildungseinrichtung für 8- bis 15-Jährige hat im Januar 2010 die Kinderuni für Nachhaltigkeit (Kunina) ihre Pforten eröffnet. Am Wochenende werden Kurse für Schüler aller Schultypen angeboten.

## Persönlichkeiten

### Ehrenbürger
Als Ehrenbürger ernannte die Stadt neben den in Religion, Wirtschaft und Politik aus der Stadt hervorgegangenen Personen auch überregionale Personen, die in vielen deutschen Städten Ehrenbürgerschaften innehatten. Die letzten Verleihungen fanden am 28. April 2014 an Josef Miller und am 17. Oktober 2016 an Ivo Holzinger statt.

### Söhne und Töchter der Stadt

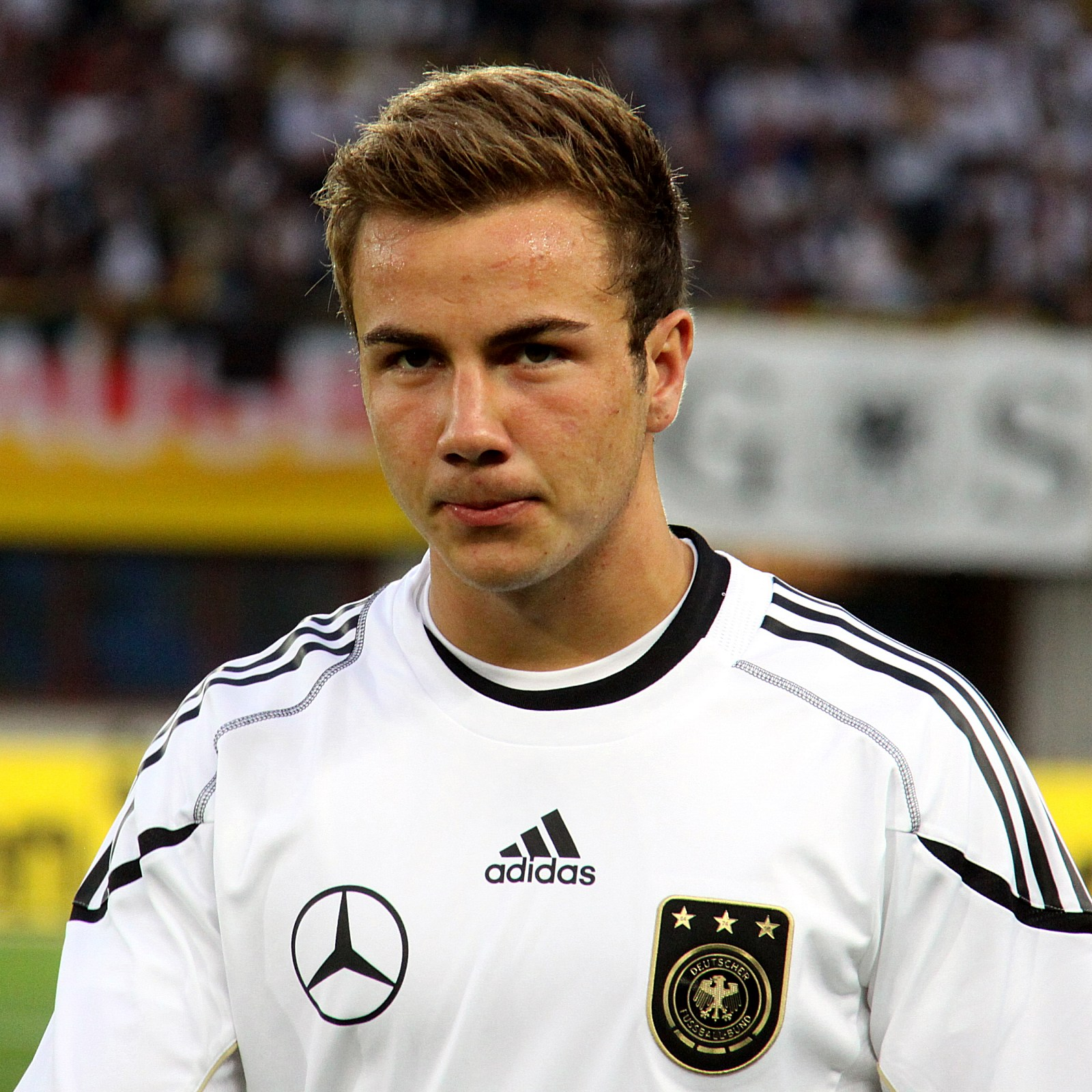
Mario Götze im Nationaltrikot

Die bedeutendsten Bürger waren die Mitglieder der Künstlerfamilie Strigel, von denen der Haus- und Hofmaler Maximilians I., Bartholomäus V. Welser, Augsburger Patrizier und Großkaufmann, Bernhard Strigel, hervorzuheben ist. Aus jüngerer Zeit sind Josef Madlener und Max Unold als bedeutende Künstler der Stadt zu nennen. Als einziger Komponist von überregionaler Bedeutung wurde Christoph Rheineck in der Stadt geboren. Der Violinist, Dirigent und Hochschullehrer Franzjosef Maier gilt international als einer der Wegbereiter historischer Aufführungspraxis. Der Tagesschausprecher Claus-Erich Boetzkes kommt ebenfalls aus Memmingen. Im Sport ist der Langbahn-Weltmeister Robert Barth ein erfolgreicher Memminger. Die Fußball-Nationalspieler Franz „Bulle“ Roth, Holger Badstuber, und Mario Götze, der sogar Weltmeister wurde, sind ebenfalls in Memmingen geboren und teilweise dort aufgewachsen.
Die Stadt brachte aber auch in wirtschaftlicher Sicht bedeutende Persönlichkeiten hervor. So gründete die Familie Vöhlin zusammen mit den Welsern aus Augsburg die kurzzeitig größte Handelsgesellschaft Deutschlands, die Große Deutsche Kompagnie. In der Neuzeit sind vor allem Robert Friedrich Metzeler, dessen Firma noch besteht, und Hubert Liebherr, ein Sohn des Gründers der Liebherr-Gruppe, bedeutend.
Der ehemalige Landtagsabgeordnete der SPD, Herbert Müller, ist in Memmingen geboren, ebenso Heinrich Bedford-Strohm, Landesbischof der Evangelisch-Lutherischen Kirche in Bayern und seit dem 11. November 2014 Ratsvorsitzender der Evangelischen Kirche in Deutschland.

### Persönlichkeiten, die vor Ort gewirkt haben

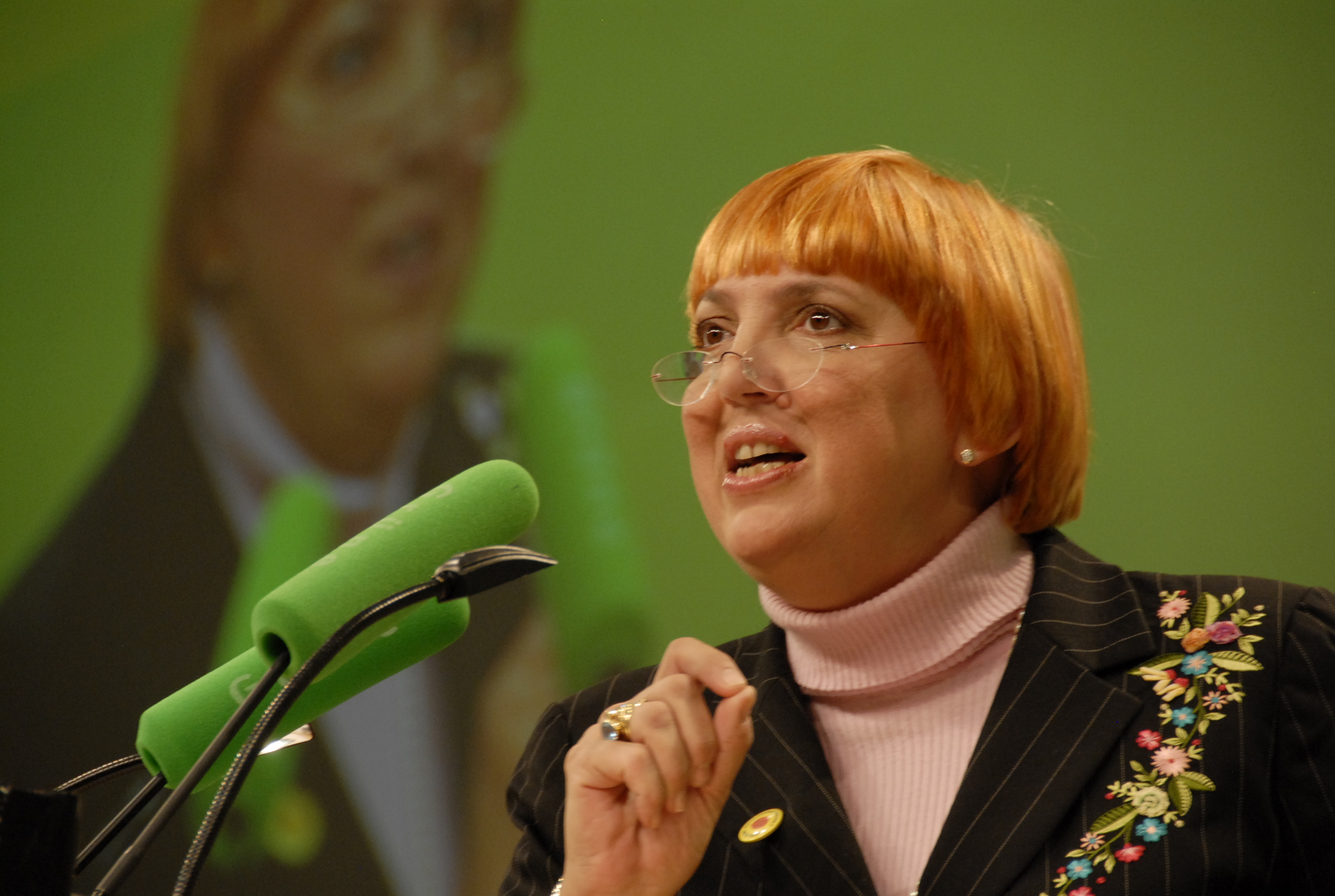
Claudia Roth absolvierte ihre Lehre am Landestheater Schwaben.

Der Stadtgründer Welf VI., auch der Milde genannt, machte Memmingen zu seiner Residenz und starb dort. Der Buchdrucker Albrecht Kunne lebte im Mittelalter in der Stadt. Der Konstanzer Reformator Ambrosius Blarer wirkte und Christoph Schappeler lebte hier zur Zeit der Reformation. Der Altphilologe und Historiker Martin Crusius war von 1554 bis 1559 Rektor der Lateinschule in Memmingen, bevor er Professor für Griechisch und Latein in Tübingen wurde. Wallenstein verbrachte in den Wirren des Dreißigjährigen Krieges (1618–1648) einige Monate in Memmingen und erfuhr dort von seiner Absetzung als Kommandant der Kaiserlichen. Der Bauingenieur und Kartograf Georg Ludwig Stäbenhaber war von 1675 bis 1708 Stadtkommandant. Der ehemalige bayerische Landwirtschaftsminister Josef Miller lebt in der Stadt und ist Mitglied des Stadtrates. Der Grünenpolitiker Fritz Kuhn besuchte das Strigelgymnasium und Claudia Roth absolvierte eine Lehre am Landestheater Schwaben. Die Schlagersängerin Lena Valaitis und die Journalistin Simone Standl verbrachten ihre Kindheit in Memmingen.

## Radio
- Lucian Neitzel: Die kleine Stadt will nicht schlafen geh’n. Hörbild, gesendet vom Bayerischen Rundfunk am 23. November 1955, veröffentlicht in: Schönere Heimat Erbe und Gegenwart. Hrsg. vom Bayerischen Landesverein für Heimatpflege, 45. Jg., 1956, ISSN 0177-4492, S. 136.
- Karin Sommer: Die Rosenbaum-Krawalle in Memmingen im Jahr 1921. Eine Stadt am Rande der Lynchjustiz. (Radiosendung vom 6. Dezember 1992 im Bayerischen Rundfunk)

## Fernsehen
- Stationen: Geschichten rund um St. Martin in Memmingen, 2008, Bayerischer Rundfunk
- Abendschau im bayerischen Fernsehen, 2007, Liveübertragung vom Christkindlesmarkt, Bayerischer Rundfunk[156]
- Abgetrieben, Erstveröffentlichung 1992, ZDF, 90 Minuten (zum Memminger Prozess)[157]
- Vollbeschäftigung: Das Beispiel Memmingen, 29. Mai 2008, ARD/Tagesthemen